# Швеция
Шве́ция (швед. Sverigeо файле [ˈsvæ̌rjɛ]), официальное название — Короле́вство Шве́ция (швед. Konungariket Sverigeо файле [ˈkôːnɵŋaˌriːkɛt ˈsvæ̌rjɛ]) — государство в Северной Европе на Скандинавском полуострове.
Территория составляет 447 435 км², население превышает 10,5 миллиона человек — по этим показателям Швеция является крупнейшим скандинавским государством. Среди государств Европы занимает 5-е место по территории. Омывается водами Балтийского моря. Имеет сухопутную границу с Норвегией и Финляндией.
Столица и курпнейший город — Стокгольм, другие крупные города — Гётеборг, Мальмё, Уппсала, Линчёпинг, Эребру, Вестерос и Хельсингборг. Швеция подразделяется на 21 лен.
Официальный язык — шведский — один из германских языков, распадающийся на множество диалектов; на севере страны используется также северносаамский язык.
Унитарное государство, конституционная монархия. С 15 сентября 1973 года королём Швеции является Карл XVI Густав, премьер-министр с 18 октября 2022 года — Ульф Кристерссон.
Швеция — многонациональное государство с широким этнокультурным, религиозным, расовым и национальным многообразием.
Объём ВВП по паритету покупательной способности за 2019 год составил 570,7 миллиарда долларов США (55 265 долларов США на душу населения). Денежная единица — шведская крона.
В 2020 году Швеция вошла в двадцатку стран-лидеров по расходам на НИОКР. В 2024 году она расположилась на 2-м месте в рейтинге Глобального инновационного индекса. Стокгольм и Гётеборг представляют это государство в сотне самых эффективных научно-технологических кластеров мира.
Швеция — член ООН (1946), Совета Европы (1949), Северного совета (1952), ОБСЕ (1973), ВТО (1995), Европейского союза (1995), НАТО (2024), Шенгенского соглашения — с 9 декабря 1996 года (вступило в силу в 2001 году).

## Название и национальные символы
Название страны — Sverige — происходит от древнескандинавских слов svea и rige «государство свеев». В названии svea («свеи, шведы»), по общепринятому мнению, лежит праиндоевропейский корень s(w)e «свой», что можно истолковать как «своё племя».

### Символы
Официальная шведская геральдика — это жёлто-синий флаг, национальный символ «Три короны», государственный гимн, а также герб в двух версиях: большой и малой. Древнейшие изображения синего флага с жёлтым крестом, дошедшие до наших дней, относятся к XVI веку. Сам символ жёлтого креста в шведской армии с незапамятных времён наносили на стяги и штандарты. В его основе — очертания старинного герба королевства с синим фоном, разделявшимся на четыре части золотым крестом. Знак «трёх корон» использовался в качестве государственной эмблемы Швеции, как минимум, с 1336 года, но и задолго до этого был известен европейцам как символ «Трёх мудрых королей».
С 1916 года в шведском календаре появился День шведского флага — 6 июня. В 1983 году он был переименован в Национальный день Швеции, а в 2004-м — провозглашён государственным праздником и выходным. Дату выбрали сразу по двум причинам: 6 июня 1523 года на престол взошёл первый шведский король Густав Васа и в этот же день в 1809 году страна приняла новую Конституцию, даровавшую подданным гражданские свободы и права.
Государственный гимн Швеции — «Du Gamla, Du Fria» («Ты древняя, ты свободная»). Его текст сочинил автор баллад, фольклорист Рихард Дюбек (1811—1877), а его музыкальной основой послужила народная мелодия середины XIX века из провинции Вестманланд в центральной Швеции. На рубеже XIX—XX веков к этой балладе пришла такая популярность, что она была объявлена государственным гимном Швеции.

## География

### Географическое положение
Швеция — это государство Северной Европы, расположенное в восточной и южной части Скандинавского полуострова. По площади (447 435 км²) Швеция занимает первое место среди стран Северной Европы и пятое — среди стран всей Европы. На западе Швеция граничит с Норвегией (длина границы 1619 км), на северо-востоке — с Финляндией (614 км). С востока и юга её омывают воды Балтийского моря и Ботнического залива, на юго-западе — проливами Каттегат и Скагеррак. Общая протяжённость границ составляет 2233 км. С севера на юг государство простирается почти на 1600 км, а с востока на запад наибольшая протяжённость — около 500 км. На юге проливы Эресунн, Каттегат и Скагеррак отделяют Швецию от Дании. В состав Швеции входят два крупных острова в Балтике — Готланд и Эланд.
В северных частях преобладают таёжные леса (сосна, ель, берёза, осина), южнее — смешанные хвойно-широколиственные, на крайнем юге — широколиственные (дуб, бук). В северных горных районах доминирует субарктический климат. Часть страны расположена за северным полярным кругом, где солнце не заходит ночью в летнее время, а зимой наступает полярная ночь. Воды Балтийского моря и Ботнического залива ещё более смягчают климат в восточных частях.

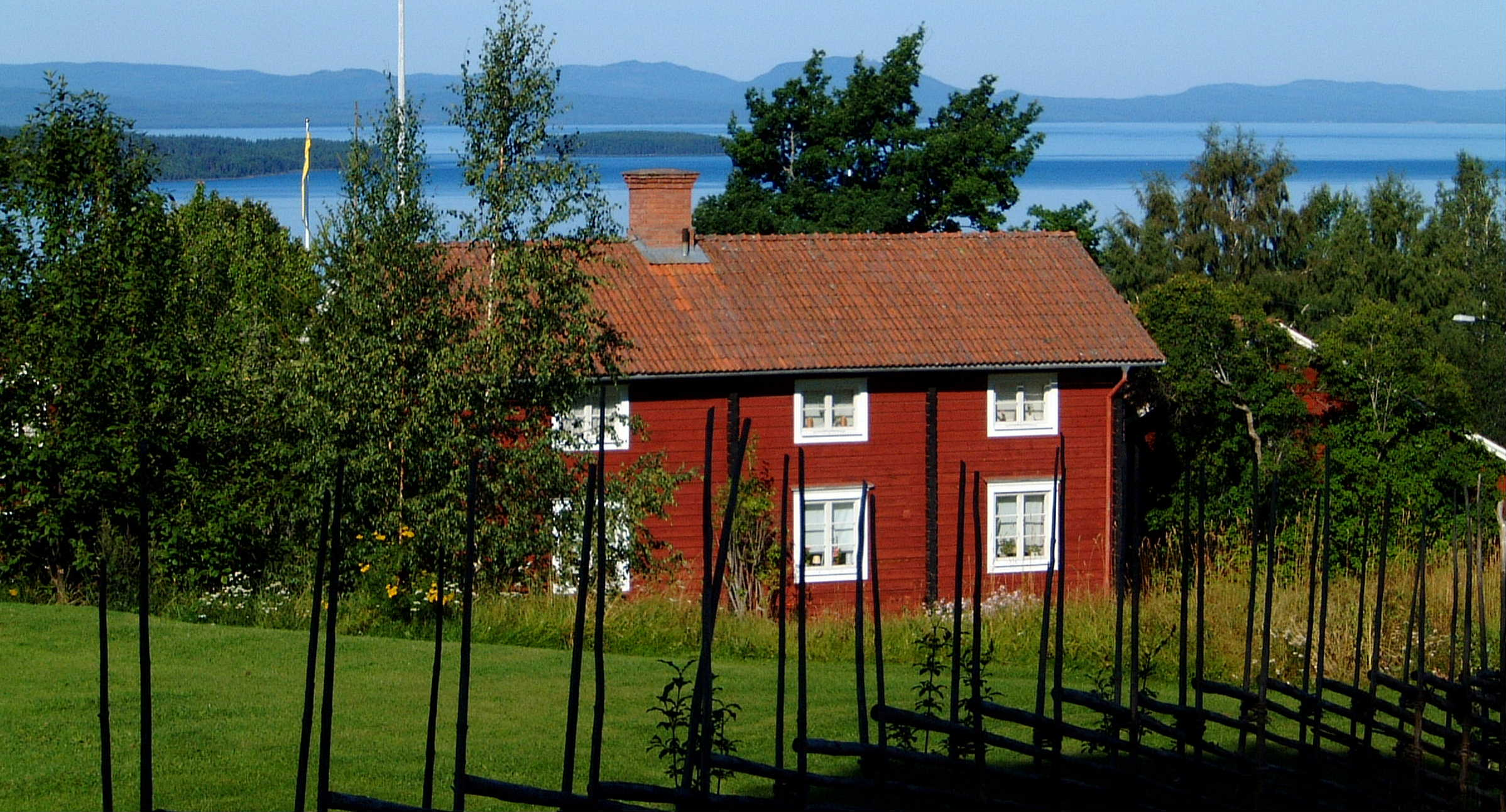
Даларна

### Рельеф и природные зоны
Для Швеции обычны холмистые моренные ландшафты, подзолистые почвы, которые отличаются сильной каменистостью, малой мощностью, преобладанием песчаных и щебнистых разностей, повышенной кислотностью, а также хвойные леса. Пахотные земли занимают 8 %. Бо́льшая часть страны покрыта лесами (53 %). 
На севере обширные территории занимает тундровая зона шведской Лапландии. Береговая линия сильно изрезана и изобилует шхерами и скоплениями островов. Длина береговой линии — 3218 км. На территории Швеции можно выделить два крупных природных района — северный и южный. В рельефе на севере и западе преобладают плоскогорья и горы, вдоль границы с Норвегией тянутся Скандинавские горы, где самая высокая гора Кебнекайсе имеет высоту 2126 м. Между Скандинавскими горами и Ботническим заливом Балтийского моря лежат плоскогорье Норланд, Среднешведская низменность и возвышенность Смоланд. Южный полуостров Сконе — равнинный.

### Климат
| Средний уровень температур | Средний уровень температур | Средний уровень температур | +12,7 °С |

| Средняя продолжительность светового дня | Средняя продолжительность светового дня | Средняя продолжительность светового дня |
| --------------------------------------- | --------------------------------------- | --------------------------------------- |
|                                         | Декабрь                                 | Июнь                                    |
| Мальмё                                  | 7 часов                                 | 17 часов                                |
| Стокгольм                               | 6 часов                                 | 18 часов                                |
| Кируна                                  | 0 часов                                 | 24 часа                                 |

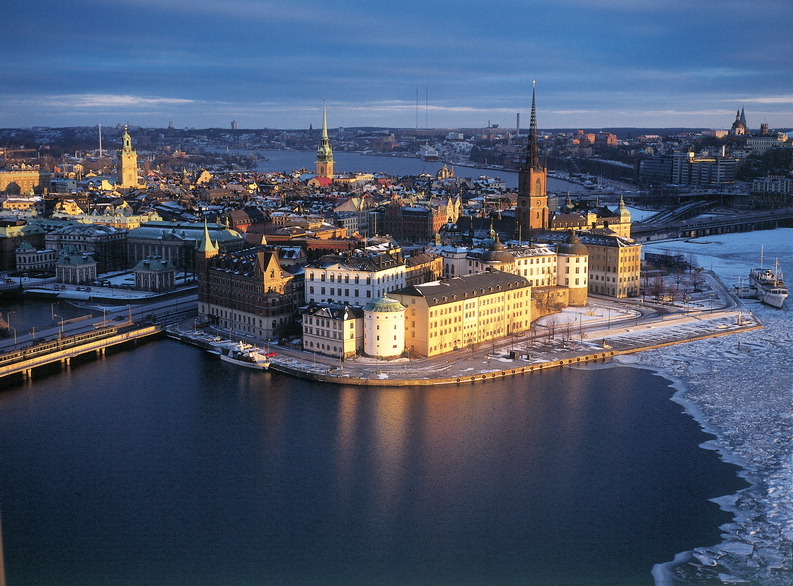
Стокгольм

Несмотря на расположение в северных широтах, в Швеции умеренный климат, в основном благодаря Гольфстриму. Северные, западные и восточные районы Швеции от атлантических ветров защищают Скандинавские горы, поэтому зимы здесь относительно Норвегии более холодные, а лето непродолжительное. Средняя температура января составляет примерно −14 °C, а в некоторых районах — до −16 °C. Летом средняя температура — +17 °C. На юго-западе Швеции от Гётеборга до Мальмё и на островах в Балтике климатические условия смягчаются тёплыми атлантическими ветрами. Зимы здесь более тёплые, а лето более продолжительное, но дождливое. Абсолютный минимум температуры был отмечен в Лаксбакене (−53,3 °C). Одновременно это самая низкая температура на территории зарубежной Европы (абсолютный минимум температуры в Европе, равный −58,1 °C, был отмечен в России). Близкая температура, равная −52,6 °C, наблюдалась и в Вуоггачальме. Абсолютный максимум был отмечен в Молилле и Ультуне и составил +38 °C.
Поскольку территория Швеции имеет значительную протяжённость в субмеридиональном направлении, на севере страны гораздо холоднее и вегетационный период существенно короче, чем на юге. Соответственно различается и продолжительность дня и ночи. Тем не менее в целом Швеции свойственна бо́льшая повторяемость солнечной и сухой погоды по сравнению со многими другими странами Северо-Западной Европы, особенно зимой.

### Геологическое строение и полезные ископаемые
В геологическом отношении большая часть Швеции расположена в пределах Балтийского щита, сложенного древними кристаллическими и метаморфическими породами, в основном — гранитными.
Добывающая промышленность представлена добычей и обогащением железной руды (доля в мировой добыче — 2 %, запасы — 3,4 млрд т), меди (1,2 %, запасы — 1,6 млн т), свинца (3,8 %, запасы — 2,3 млн т), цинка (3,7 %, 2,4 млн т) и сульфидных руд. Швеция — главный в Европе экспортёр железной руды. Крупнейшие месторождения железной руды находятся в Северной Швеции (Кируна, Елливаре, Бойтикен и т. д.). Ведётся также добыча урана, пирита, золота, серебра, вольфрама, мышьяка, полевого шпата, графита, известняка, кварца, серы, марганца, редких элементов и флюорита, а также минералов. Сырьевой потенциал Швеции достаточно велик, он практически полностью обеспечивает собственное производство основными видами сырья, а также — его экспорт, но очень многие месторождения трудны для освоения. В Швеции в связи с этим было разработано специальное законодательство, которое снижает риск нерационального использования ресурсов. Горная промышленность Швеции развита хорошо, но есть ещё много неразведанных месторождений, по многим полезным ископаемым есть потенциал для разведки.

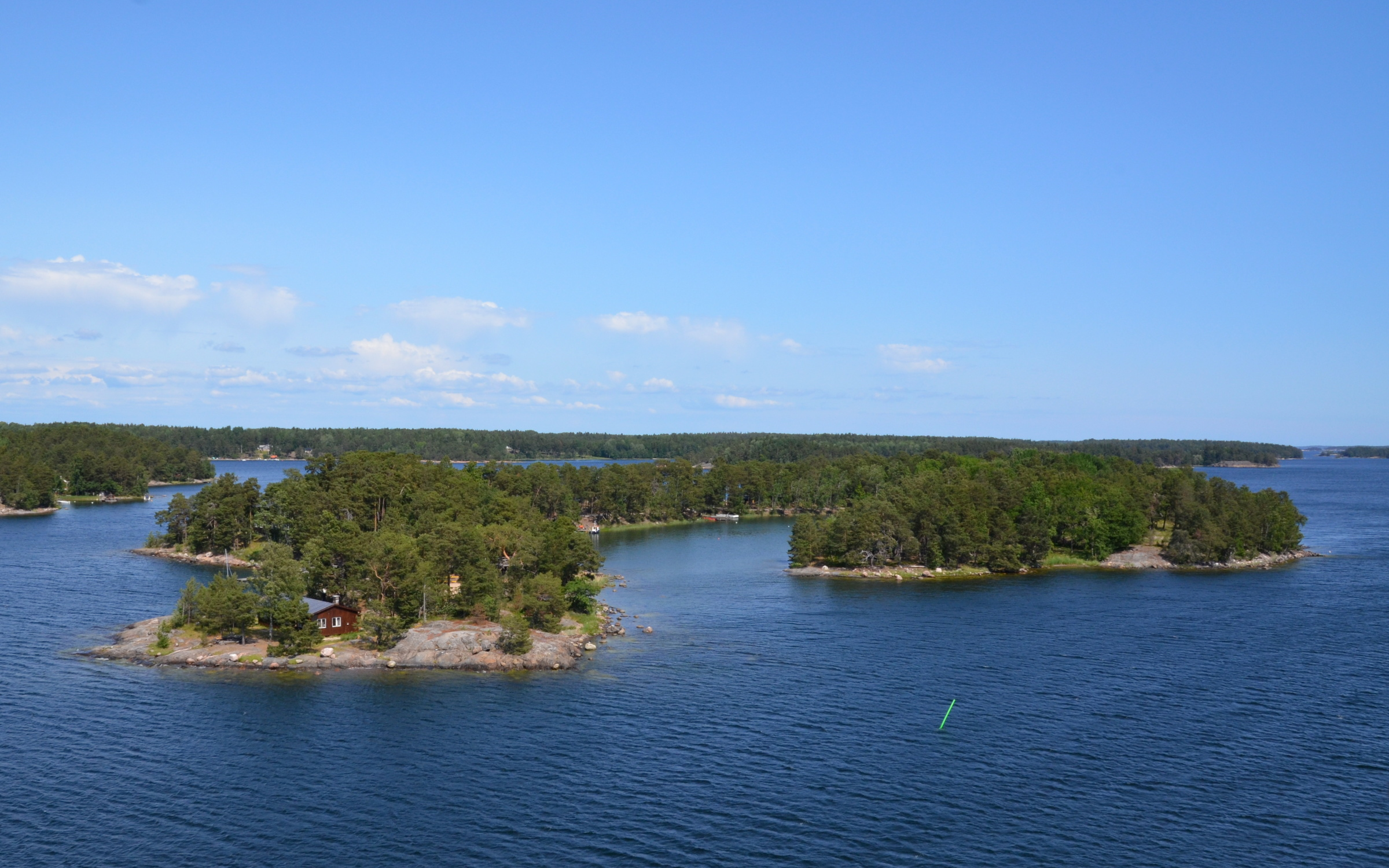
Стокгольмский архипелаг

### Внутренние воды
Около 10 % площади страны занимают озёра. Крупнейшие из них — Венерн (5545 км²) и Веттерн (1898 км²) — находятся на юге страны. Реки, несущие свои воды в Балтийское море и в пролив Каттегат, бурные и порожистые, обладают значительным гидроэнергетическим потенциалом.

#### Гидрография
| Озёра: - Венерн - Веттерн - Ельмарен - Меларен | Реки: - Каликсэльвен - Шеллефтеэльвен - Умеэльвен - Турнеэльвен |

### Флора и фауна

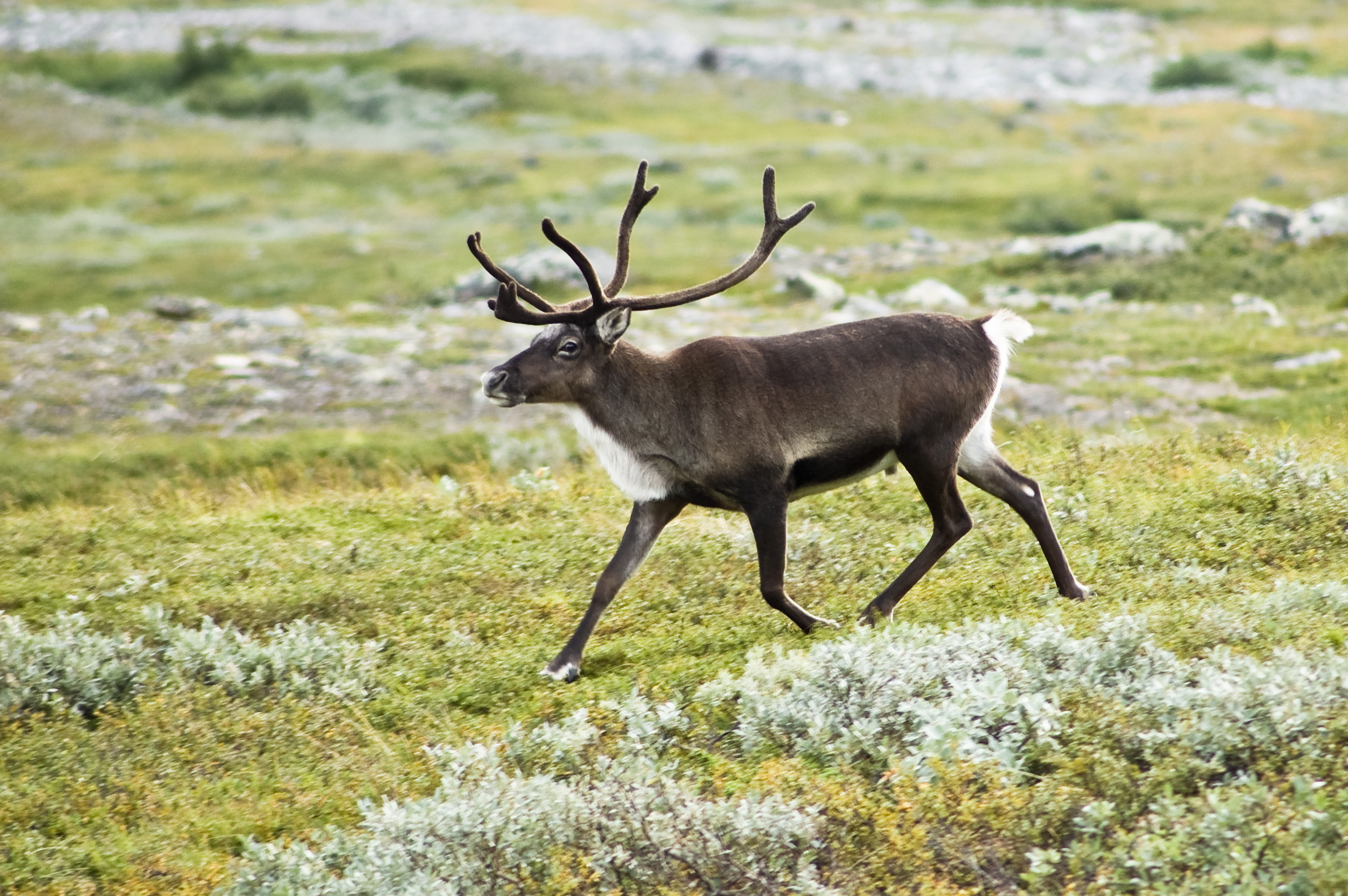
Северный олень

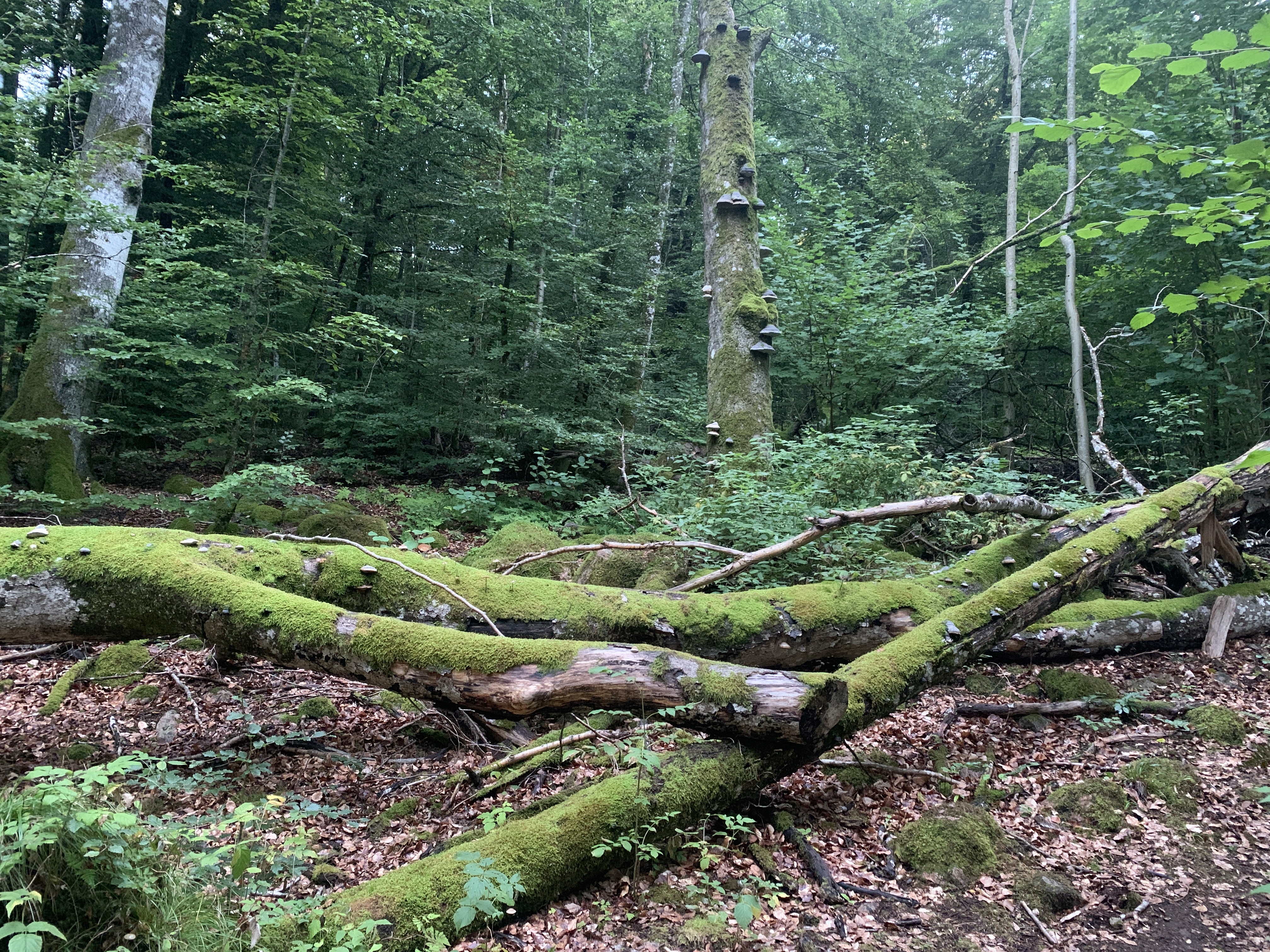
Лиственный лес в Швеции

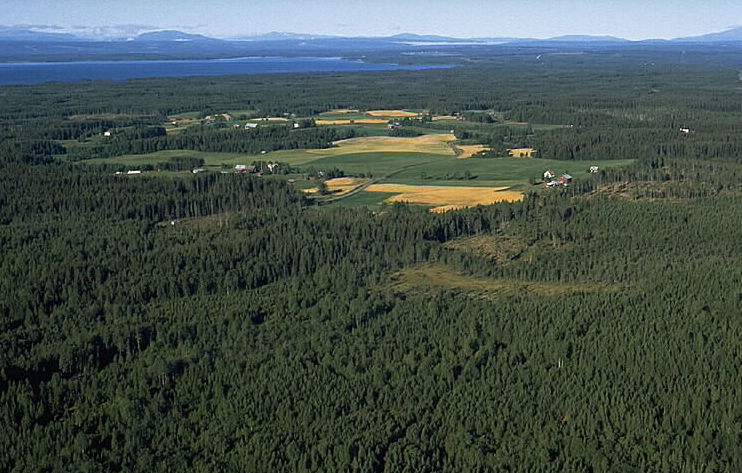
Хвойные леса Швеции

В Швеции преобладают таёжные леса на подзолистых почвах, образующие крупные скопления к северу от 60° с. ш. и состоящие главным образом из сосны и ели, с примесью берёзы, осины и других лиственных пород. Южнее — смешанные хвойно-широколиственные леса на дерново-подзолистых почвах, а на полуострове Сконе — широколиственные леса из дуба и бука на бурых лесных почвах
Млекопитающие Швеции не очень разнообразны (около 70 видов), однако их много. На севере в Лапландии можно увидеть стада северных оленей. В лесах водятся лоси, косули, белки, зайцы, лисицы, куницы, в северной тайге — рыси, росомахи, бурые медведи. Из Северной Америки несколько десятилетий назад были завезены ондатра и американская норка, но некоторые особи сбежали и сумели образовать в природе жизнеспособные популяции, быстро распространившиеся по всей стране (за исключением Крайнего Севера и некоторых островов) и вытеснившие ряд местных видов животных из их экологических ниш. Птиц насчитывают около 340 видов, относящихся к разным родам и семействам: по берегам морей и озёр гнездятся утки, гуси, лебеди, чайки (в частности, крачки) и др. В реках обитают около 160 видов рыб: лосось, форель, окунь, на севере — хариус.
В 1910 году Швеция стала первым европейским государством, учредившим национальные парки. Начало было положено в горных массивах Норрланда, региона на севере страны. Это помогло спасти от уничтожения один из последних уголков девственной природы в Европе. Затем по всей Швеции громадные территории были объявлены заповедниками и охраняемыми зонами культурного наследия.
В 1964 году вступил в силу закон об охране окружающей среды. Сейчас в Швеции 30 национальных парков и около 900 заповедников.
К биосферным резерватам ЮНЕСКО отнесено 5 территорий, в том числе национальный парк Фернебуфьерден (долина реки Далэльвен, экотон таёжных и смешанных лесов), архипелаг Блекинге (типичные ландшафты шхер) в одноимённом лене. Общая площадь водно-болотных угодий международного значения (68 территорий), охраняемых в рамках Рамсарской конвенции, составляет 655 тыс. га.

## История
После таяния ледников территории Скандинавского полуострова стали постепенно заселяться людьми, основным занятием которых были охота и собирательство. Заселение началось с южной части полуострова, который со временем оказался поделён на несколько областей влияния, наиболее могущественной из которых оказалась область Свеаланд. Королевская власть усилилась в XIV веке, и территории Северной Европы объединились в Кальмарскую унию. Союз распался через некоторое время и, после длительной войны между сторонниками независимости и датской Ольденбургской династии, к власти в Швеции пришёл король Густав Васа (Густав I).

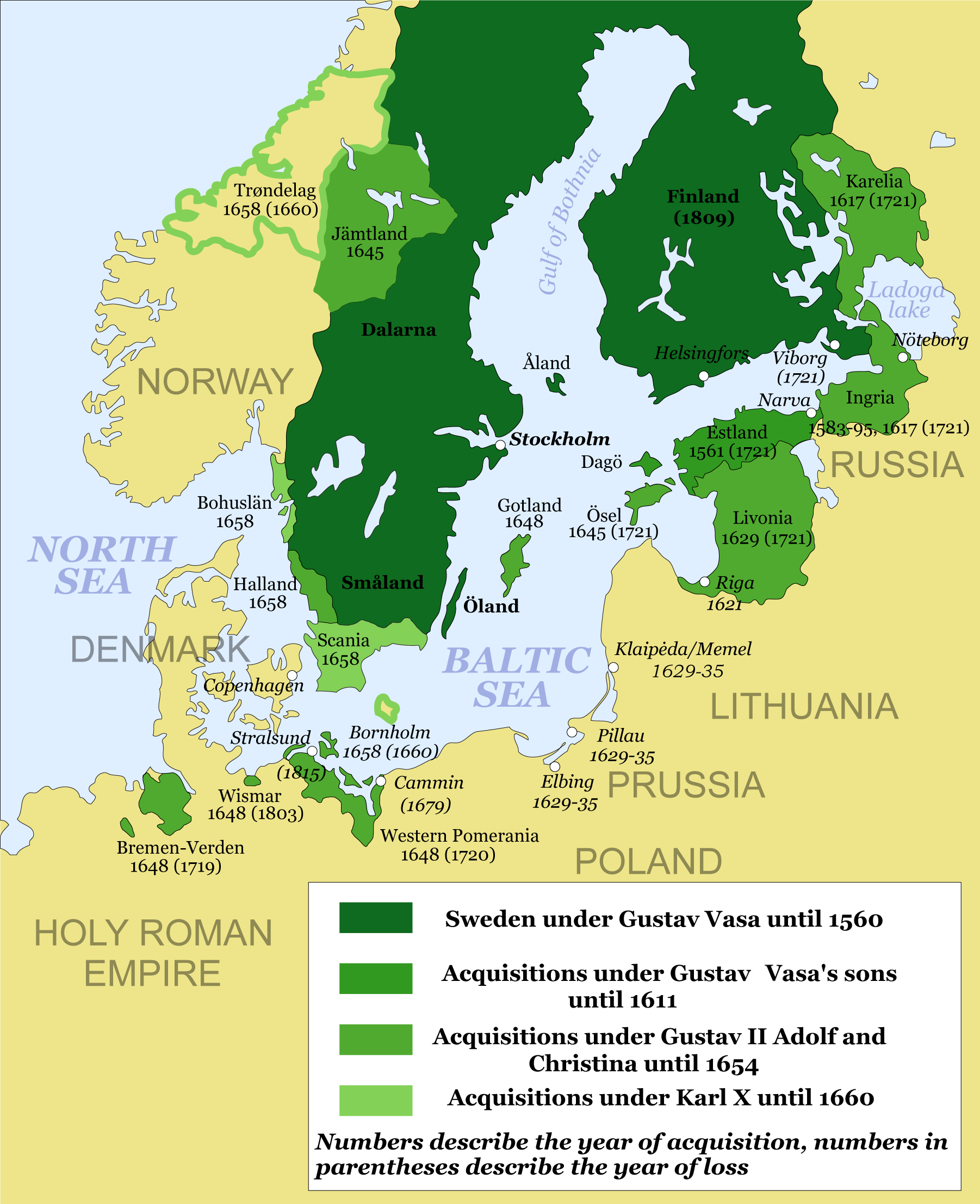
Шведская империя, 1560—1815 годы

В XVII веке Швеция громко заявила о себе, став значительной силой в Европе благодаря своей опытной и эффективной армии. Также страна делала успехи в торговле (см. Шведская Африканская компания). В последующее столетие королевству оказалось не под силу удерживать свои обширные завоевания — в результате Северной войны и последующих войн с Россией в течение 1721—1809 годов Швеция потеряла восточную половину своих территорий.

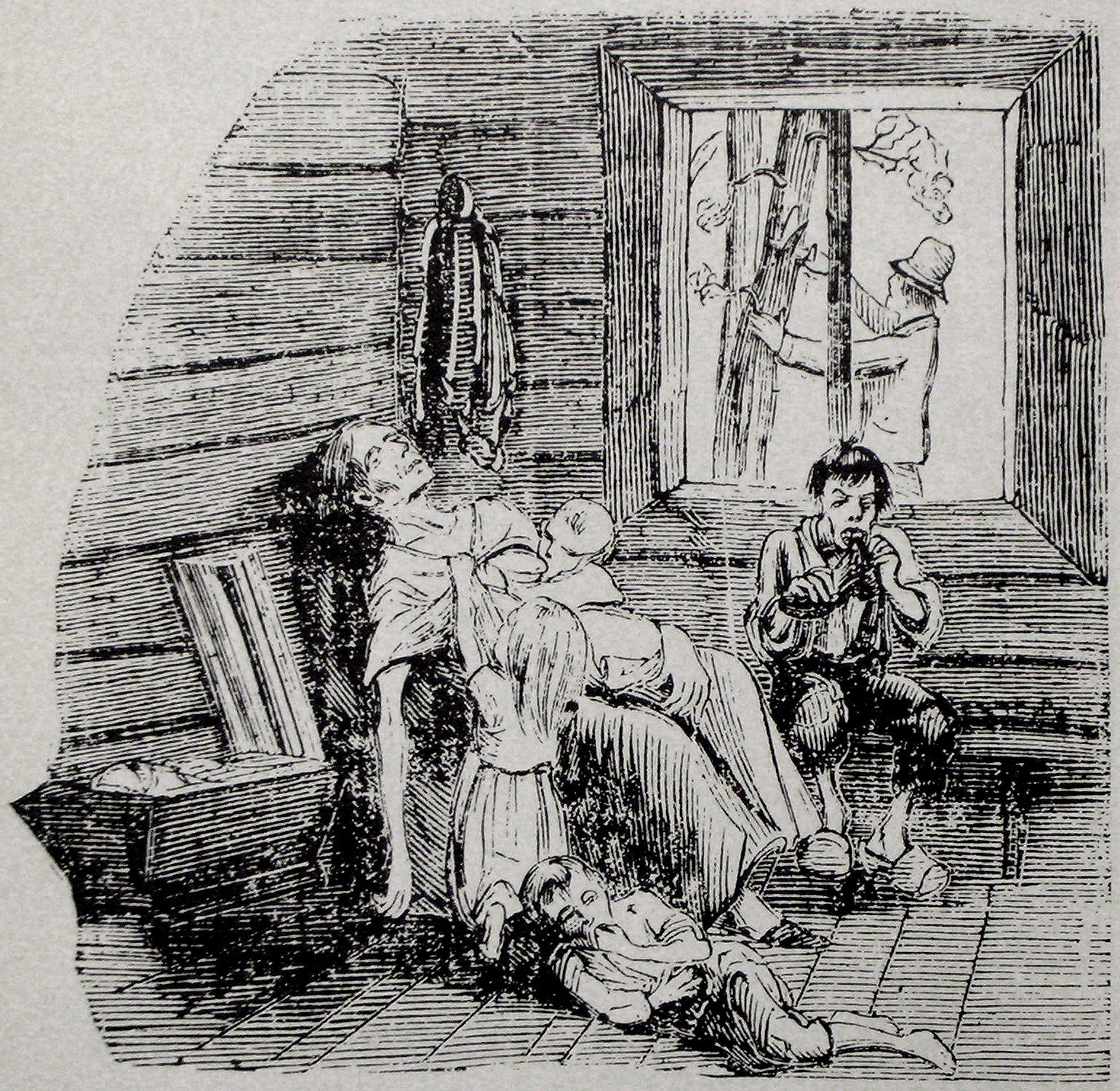
Голод в Швеции, 1866—1868 годы

Индустриализация XIX века пришла в Швецию достаточно поздно, начало строительства железных дорог в 1860-х годах стало важным фактором для развития страны. Начали появляться первые предприятия, в частности, в области электротехники и химии. В 1876 году была основана всемирно известная компания Ericsson. Однако в начале XX века Швеция оставалась на аграрно-промышленном уровне развития хозяйства, а индустриальная инфраструктура там только начинала складываться. Швеция, по сравнению с другими странами региона, усиленно развивала металлургическое производство и машиностроение. Становление индустриального общества в этой стране тормозилось из-за крайне низкой плотности населения и его слабой мобильности. Городские центры развивались очень медленно, уровень урбанизации был низок, население оставалось преимущественно сельским. Но из скандинавских стран Швеция была на тот момент сильнейшим государством, её экономика характеризовалась ускоренными темпами развития, активно развивалась наука, постепенно увеличивались объёмы импорта и экспорта, в связи с чем наблюдались подъём жизненного уровня и улучшение демографической обстановки.

### Развитие в начале XX века

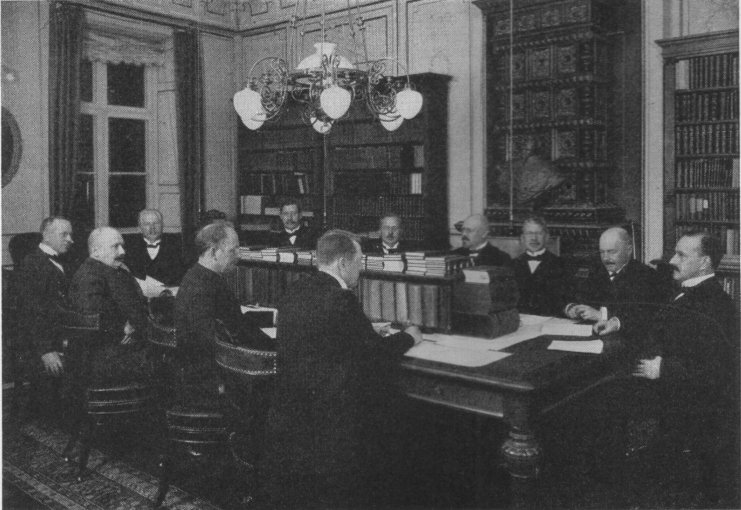
Правительство Карла Стоффа

В Швеции в начале века активно обсуждался вопрос о Шведско-Норвежской унии. В 1905 году на плебисците норвежцы высказались против сохранения унии. Россия первой признала независимость Норвегии. Шведы не хотели так просто отпускать норвежцев и даже готовили армию, но не получили поддержки военных держав.
1905—1920 годы — время демократического прорыва. В это время у власти находилось либеральное правительство Карла Стоффа. После распада Шведско-Норвежской унии на повестке встала проблема избирательного права. В результате реформы в 1909 году равным правом голоса было наделено всё мужское население страны (в 1921 году это право было распространено и на женщин). Социально-политические устремления либерального правительства нашли выражение в широкой реформистской работе, особенно в законодательной области, относящейся к охране труда; в 1913 году был принят первый в истории Швеции закон о всеобщих народных пенсиях. Он может рассматриваться как прелюдия широкомасштабного социального законодательства, развитие которого характерно для XX века.
Ещё одна проблема касалась национальной обороны. Она расколола страну на два лагеря: сторонники укрепления национальной обороны (консерваторы, крестьяне, часть либералов) и противники увеличения военных расходов (либералы и социал-демократы). В 1914 году был организован так называемый «Крестьянский поход» сторонников увеличения расходов, в отместку на него был организован и «Рабочий поход» противников. Всё это привело к внутриполитическому кризису и отставке Стоффа в 1914 году.

### Внешняя политика в начале XX века
Внешняя политика во многом определялась двумя аспектами международных отношений того времени: во-первых, это были предвоенные годы, и великие державы уже достаточно долго готовились к Первой мировой войне. Во-вторых, внешнеполитическая деятельность североевропейских стран была связана с их различной блоковой ориентацией и подчёркнутым нейтралитетом в европейских и мировых конфликтах.
Ещё задолго до Первой мировой войны Швеция испытывала сильное германское влияние. Швеция склонялась к союзу с Германией и усиливала военные приготовления, обосновывая их опасностью со стороны России, вызываемой политикой России в Финляндии. В начале войны все скандинавские страны заявили о своём нейтралитете. Но этот нейтралитет всё же склонялся в пользу той или иной из воюющих сторон. Швеция была благосклонна к Германии.
В начале войны Швеция заявила о своём нейтралитете. В период войны между политическими партиями Швеции сохранялся гражданский мир. Действовала особая система хозяйствования и карточная система. Нейтральное положение благоприятно сказывалось на развитии экономики. Уже в первые годы войны Швеция была завалена заказами воюющих сторон, в связи с чем государству удалось расширить производство, погасить задолженности по иностранным займам, скопить крупные золотые запасы. На территории Швеции активно действовали разведслужбы Германии, России и Великобритании.
Швеция поставляла в Германию промышленное сырьё. Шведские предприятия очень хорошо стали зарабатывать на поставке военных товаров, железа и продовольствия в Германию (вообще в Швеции существовало движение в поддержку Германии — «движение активистов»). Но это вызывало протест со стороны Англии, которая заблокировала шведское судоходство. Это в сочетании с неурожаем вызвало тяжёлый продовольственный кризис 1917—1918 годов. Политические противоречия обострились до такого накала, что показалось, что Швеция стоит на грани революции. После того, как союзники по Антанте блокировали Швецию, едва не начался конфликт, который был погашен с большим трудом. В последний период войны на союз с Антантой ориентировалась уже вся Скандинавия. Важными для этого региона были решения Парижской мирной конференции. Поражение Германии в 1918 году вызвало к жизни ещё более настойчивые требования дальнейшей демократизации.

### Внутренняя политика в межвоенный период

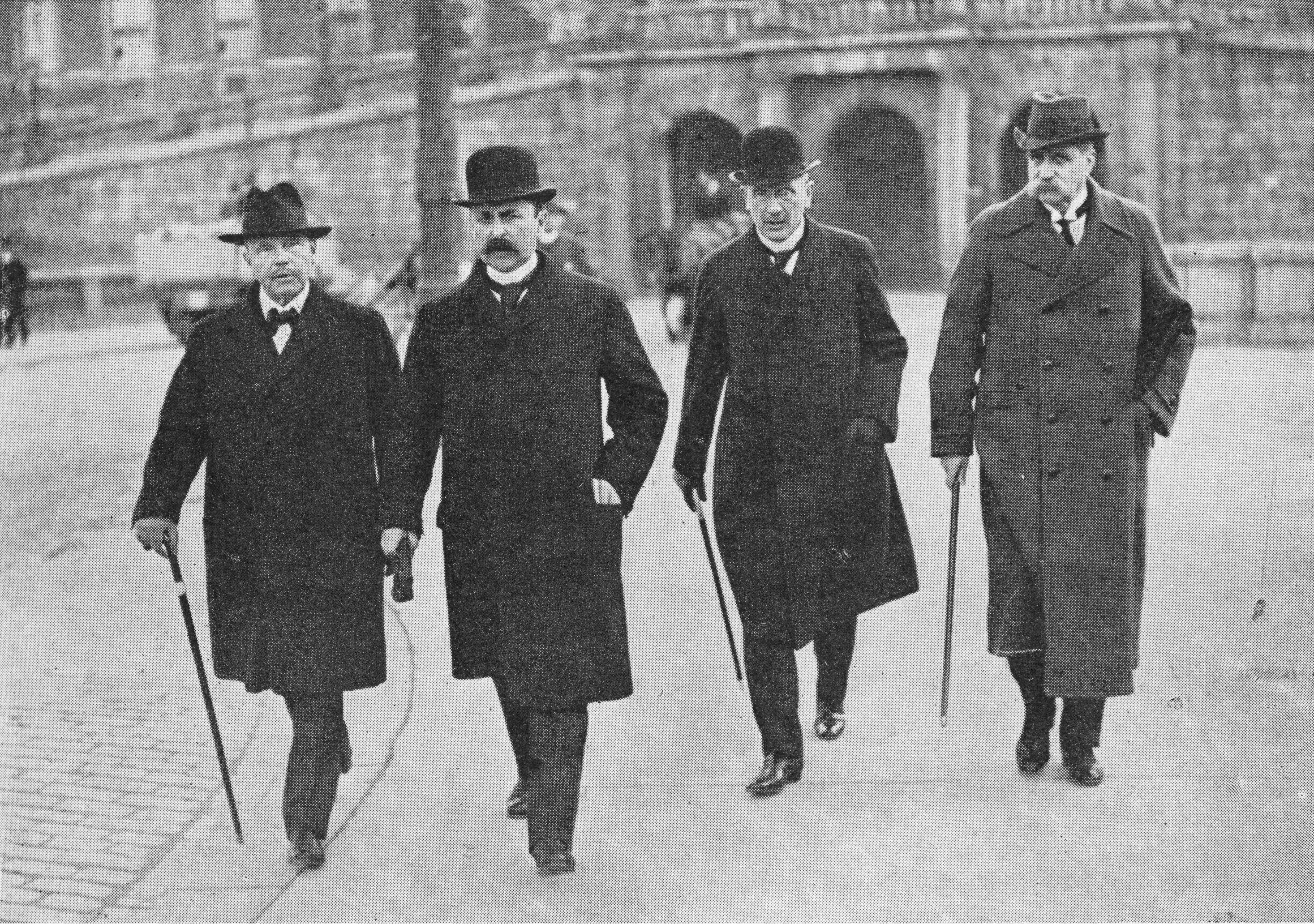
Лидеры шведских партий, в том числе Нильс Эден (второй слева) и Яльмар Брантинг (крайний справа) перед Королевским дворцом в Стокгольме, 1917 год

После войны на выборах во вторую палату Риксдага либералы и социал-демократы получили вместе большинство, лидеры двух партий Нильс Эден и Яльмар Брантинг объединились, чтобы сформировать правительство. Эта коалиция большинства обычно рассматривается как определённый прорыв в истории парламентаризма в Швеции. Реформа 1909 года не удовлетворяла многие партии, поэтому выдвигались требования дальнейшей демократизации избирательной системы.
Политическая ситуация в Европе и Швеции способствовала тому, что кабинет Эдена — Брантинга добился соглашения по конституционному вопросу на чрезвычайной сессии Риксдага в 1918 году. В 1921 году оно приобрело статус конституционного закона. Новый закон об избирательном праве упразднял существующий имущественный ценз на коммунальных выборах. Закон предоставлял женщинам наряду с мужчинами право голоса и право быть избранным. Полная демократизация избирательной системы означала усиление влияния промышленных рабочих и, следовательно, партии социал-демократов на политику.
1920—1932 — правительства парламентского меньшинства у власти. В 1920 году Швеция вступила в Лигу Наций и активно принимала участие в её работе. Снова был поднят вопрос об Аландских островах: нужно было решить, кто будет обладать суверенитетом над Аландами после получения ими права на самоопределение, вопрос был поставлен в Лиге Наций и решён в пользу Финляндии, но за островами признавалась широкая автономия, предполагавшая защиту там шведской культуры и языка.
В период с 1920 по 1932 год ни одна партия не получала большинство голосов в Риксдаге. Положение в парламенте не позволяло сформировать сильное правительство и в течение этого периода в Швеции сменилось не менее 11 премьер-министров в девяти различных кабинетах, при этом важные политические решения принимались парламентскими комитетами. Недолгое пребывание у власти правительств не повлекло каких-либо серьёзных социальных реформ.
С точки зрения экономического развития этот период можно разделить на три части: послевоенная депрессия 1920—1922, восстановление экономики 1922—1930, международный экономический кризис и Великая депрессия 1930—1933 годы.
В Швеции ожидали, что после войны страна быстро восстановится, но здесь, как и в остальных странах Европы, началась депрессия, возникшая вследствие дефляции после Первой мировой войны, что привело к падению промышленного производства на 25 % ниже уровня 1913 года. Безработица превысила 25 %. Но в середине 1920-х годов конъюнктура стала улучшаться, безработица снизилась, что подняло уровень жизни больших групп населения. В 1930 году Швецию настиг мировой экономический кризис: спрос на экспортируемую продукцию сильно упал, это вызвало сокращение производства и высокую безработицу до 30 %. Сократились валютные запасы, Швеция была вынуждена отказаться от обмена бумажных денег на золото.

### Социал-демократическая политика благосостояния (1932—1939)
Выборы 1932 года принесли победу социал-демократам и Крестьянскому союзу. Результаты выборов позволили социал-демократам под руководством Пера Альбина Ханссона сформировать правительство. Их задача состояла в смягчении последствий экономического кризиса и в преодолении безработицы. С этой целью была разработана антикризисная программа. Первоочередной целью новой политики было создание бескризисной экономики с помощью активного государственного вмешательства. В 1933 году была заключена так называемая «сделка» между социал-демократами и Крестьянским союзом. Она была необходима, так как социал-демократы не обладали большинством в парламенте. В итоге был разрушен блок буржуазных партий, противостоящих социал-демократам, и социал-демократия заняла прочное положение, укрепилась легитимность парламентской системы, была заложена основа длительного пребывания социал-демократов у власти, поскольку избиратели поверили в их способность управлять шведской экономикой.

### Вторая мировая война

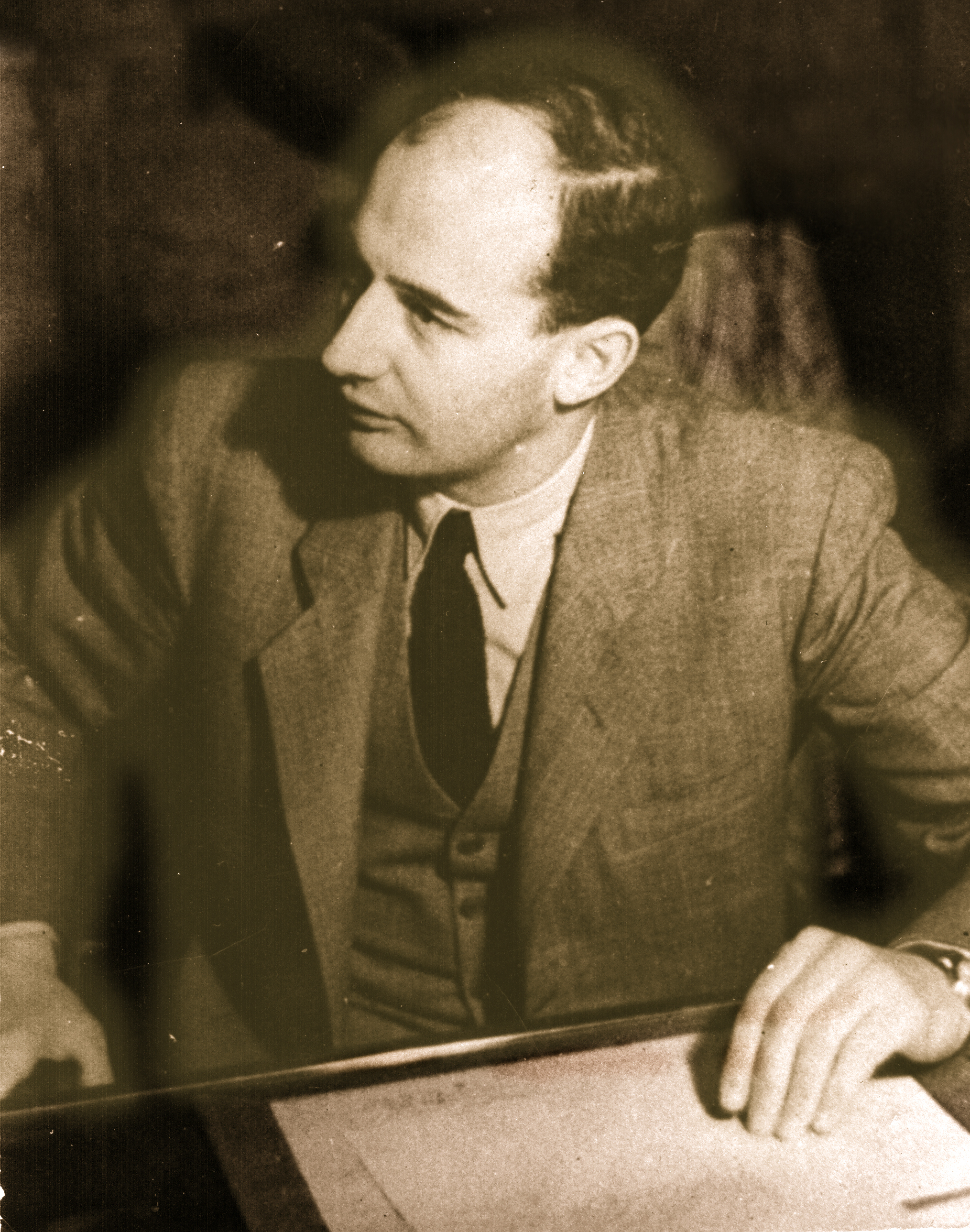
Рауль Валленберг спас жизни десятков тысяч венгерских евреев в период Холокоста

В начале Второй мировой войны был официально объявлен нейтралитет. Швеция поддерживала Финляндию во время Советско-финской войны — была организована разного рода помощь Финляндии: на её стороне воевали добровольцы, осуществлялись поставки оружия и продовольствия.
Несмотря на формальный нейтралитет, Швеция предоставляла Германии всевозможные привилегии и шла почти на любые уступки, которые были затребованы немецкой стороной. Через территорию Швеции во время войны существовал транзит оружия немецким соединениям на севере. Швеция интенсивно вооружала нацистскую Германию, предоставляя ей кредиты, поставляя собственное вооружение и являясь крупнейшим поставщиком железной руды для нужд германской военной промышленности. Благодаря своей осторожной политике «двойных стандартов» Швеция смогла легко перенести военный период, политическая жизнь в целом была спокойной.
Во время Второй мировой войны шведы оказывали поддержку евреям, находящимся на территориях, контролируемых нацистами. Так, например, весной 1944-го при содействии шведских дипломатов в Венгрии представители шведского Красного креста брали в аренду в Будапеште пустующие дома и вешали на них таблички: «Шведская библиотека», «Шведский научно-исследовательский институт». Так неприступные для немцев здания, закреплённые за нейтральной Швецией, становились укрытием для евреев.
В последние месяцы Второй мировой войны Рауль Валленберг, представитель одного из богатейших семейств Швеции, работавший в шведском посольстве в Будапеште, спас по разным источникам, от 20 до 100 тысяч венгерских евреев от уничтожения нацистами. Проявив незаурядное мужество, он выдавал преследуемым шведские паспорта и находил для них убежища под шведским флагом.
Также Швеция активно принимала беженцев из Скандинавии и стран Балтии. И хотя по окончании войны многие из них вернулись на родину, многие остались — особенно беженцы из балтийских стран.

### Послевоенный период (1946—1951)
В 1945 году коалиционное правительство ушло в отставку и на смену пришёл чисто социал-демократический кабинет Пера Альбина Ханссона, в 1946 году его преемником стал Таге Эрландер. Уже в 1944 году социал-демократы выдвинули «послевоенную программу рабочего движения», нацеленную на закладывание основ всеобщей системы социального обеспечения, которая охватывала бы всех граждан, а также создание эффективной частнопредпринимательской экономики с помощью планового ведения хозяйства. Тем не менее, раздел этой программы, касающийся социальной политики, был выполнен; были приняты, к примеру: всеобщее страхование по болезни, пособие на детей, новый закон о защите труда (1948), были увеличены отпуска, введена девятилетняя школа.
В 1946 году Швеция стала членом ООН.

### Период «красно-зелёной» коалиции (1951—1957)
В этот период проводилась жёсткая экономическая политика, в связи с ростом цен и инфляцией. В 1951 году было сформировано коалиционное правительство социал-демократов и Крестьянского союза. Годы сотрудничества в политическом плане были относительно спокойными для Швеции. Правительственные партии сосредоточили своё внимание на проведении начатых реформ: страхование по болезни, индексация пенсий и пособий на детей, стипендии для студентов и так далее. Реальный рост зарплаты в 1950-е годы сделал возможным ежегодное повышение жизненного уровня для всех групп населения, как никогда был высок спрос на товары и услуги, но 1950-е годы — время жилищного кризиса. К 1957 году коалиция распалась.

### «Шведская модель»
Тенденция равномерного экономического роста, которая была характерна для развития шведской экономики после Корейской войны, сохранялась на протяжении всех 1960-х годов и в начале 1970-х. В период с 1950 по 1973 годы стоимость промышленной продукции в Швеции в постоянном денежном выражении выросла на 280 %. «Шведская модель» достигла в эти годы своего расцвета. Сотрудничество между трудом и капиталом, заключение централизованных договоров, либеральная экономическая политика, направленная на увеличение экономического роста — всё это способствовало созданию отношений доверия между сторонами на рынке труда. Жизненный уровень в Швеции стал одним из самых высоких в мире. Прибыль и зарплата в промышленности росли рекордными темпами. В качестве основополагающего принципа действий на рынке труда была выдвинута политика солидарности в области зарплаты. Произошло значительное расширение общественного сектора, что было логичным следствием создания общества всеобщего благосостояния. Инфраструктура — дороги, больницы, школы, коммуникации — развивалась быстрыми темпами. Начало формироваться постиндустриальное общество. В 1974 году была принята новая конституция, король лишался всякой политической власти, он оставался лишь главой внешнеполитического комитета, на смену двухпалатному парламенту пришёл однопалатный риксдаг.
С середины 1970−х годов в связи с обострением конкурентной борьбы на внешних рынках и глубоким кризисом производства экономическое положение страны заметно осложнилось. Отдельные отрасли промышленности, попавшие в глубокий структурный кризис, стали получать государственную помощь, причём в огромном масштабе. В связи с этим некоторые экономисты заговорили о крахе шведской модели, кризисе государства благосостояния, чрезмерном уровне личного налогообложения и быстро разрастающемся государственном секторе, вытесняющем частные фирмы. В 1970-е годы сырьевая зависимость из основы шведского благосостояния превратилась в фактор, в значительной мере более усложняющий экономический рост.

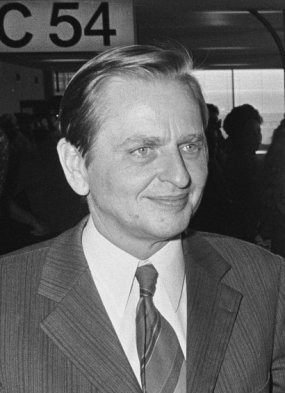
Улоф Пальме, премьер-министр Швеции с 1982 по 1986 год

После выборов в риксдаг 1976 года социал-демократы потеряли власть впервые с 1936 года. Правоцентристская коалиция Партии центра, Народной партии и Умеренной коалиционной партии сформировала правительство во главе с премьер-министром Турбьёрном Фельдином. Началось регулярное чередование левоцентристских и правоцентристских правительств.
Ведущей тенденцией экономического развития Швеции в 1980-е годы стал переход от традиционной зависимости от железной руды и чёрной металлургии к передовой технологии в производстве транспорта, электротоваров, средств связи, химических и фармацевтических изделий. В начале 1980-х годов в центре политических дебатов оказались такие проблемы, как почти полное прекращение экономического роста, снижение конкурентоспособности Швеции на мировом рынке, влияние инфляции и бюджетного дефицита и появление — впервые после 1930-х годов — значительной безработицы (4 % в 1982). Правительство Пальме, поддерживаемое профсоюзами, опубликовало свою программу «третьего пути», среднего между коммунизмом и капитализмом. Пальме разделял идеи президента Финляндии Урхо Калевы Кекконена о закреплении безъядерного статуса Северной Европы.
В феврале 1986 года Улоф Пальме был убит на одной из улиц Стокгольма. Ингвар Карлссон, преемник Пальме, столкнулся с растущим рабочим движением, скандалами, и быстрым спадом экономики после 1990. Во второй раз о кризисе и крахе шведской модели иностранные и местные аналитики заговорили с начала 1990-х годов, когда в стране возникли новые острые социальные, экономические и политические проблемы. Государственный сектор, который был эффективным в 1950—1960-х годах, находился в состоянии перманентного кризиса. Безработица достигла 13 % — исключительно высокого показателя по шведским стандартам. Участились забастовки. Размер национального долга приблизился к объёму годового ВВП, а дефицит государственного бюджета достиг 11 %. Возникли и сильные противоречия между прежде едиными профсоюзами и социал-демократами. Проблемы государственных финансов и усиление политических разногласий сопровождались ростом этнической напряжённости в стране, противоречивым решением вступить в Евросоюз и постоянными дебатами о значении шведского нейтралитета.
Экономический спад начала 1990-х годов привёл к резкому увеличению безработицы, государственного долга и бюджетного дефицита в государственном секторе. Упорядочение государственных финансов и введение политики низкого уровня инфляции, а также развитие отраслей связи и информационных технологий позволили добиться высоких темпов экономического роста во второй половине 1990-х годов. Пик был достигнут в 2000 году; после этого на шведской экономике начал сказываться фактор общемирового экономического спада. Рост объёма шведского экспорта сдерживается невысоким спросом на автомобили и технологии связи на зарубежных рынках, а также снижением темпов экономического роста в еврозоне.
К началу 1990-х годов уровень безработицы в Швеции достиг среднеевропейского уровня и находился в пределах от 10 до 14 %. После падения Берлинской стены в 1989 году шведская политика полного нейтралитета была пересмотрена, и правительство выразило желание вступить в Европейский союз. Швеция стала членом ЕС в 1995 году. С 19 сентября 2005 года по 15 октября 2007 года в Швеции отключали аналоговое телевидение.

### Выборы 2006 года
На выборах 2006 года победила консервативная коалиция Альянс за Швецию, в которую входят Умеренная коалиционная партия (УКП), Партия Центра, Народная партия — либералы и Христианско-демократическая партия, получила 48,1 % голосов. УКП этих выборах набрала рекордное для себя число голосов — 26,1 %. В поддержку Социал-демократической партии в союзе с Партией зелёных и Левой партией высказались 46,2 % избирателей. 5 октября 2006 парламент утвердил кандидатуру нового премьер-министра страны. Им стал Фредрик Рейнфельдт, лидер УКП и правого Альянса за Швецию. За Рейнфельдта проголосовали 175 из 349 депутатов (169 проголосовали против, 5 отсутствовали). Фредрик Рейнфельдт сменил Йорана Перссона (Социал-демократическая партия), занимавшего должность премьер-министра на протяжении десяти лет.

### Выборы 2010 года
19 сентября 2010 года состоялись очередные выборы, по итогам которых правоцентристская коалиция впервые в истории одержала вторую победу подряд, хотя и не смогла получить абсолютного большинства в Риксдаге. Ведущая партия Альянса, Умеренная коалиционная набрала 30,0 %, что стало наилучшим результатом партии за всю её историю. Социал-демократы получили наименьшее с 1914 года количество голосов (30,9 %), но сумели остаться самой популярной партией страны. Всего Альянс за Швецию, объединяющий четыре правоцентристские партии, набрал 49,3 % голосов, получив в парламенте 172 депутатских мандата из 349. За коалицию трёх левых и левоцентристских партий Красно-Зелёные проголосовало 43,7 %, что обеспечило ей 157 мест в парламенте. Впервые в истории выборов в Риксдаг в парламент прошла крайне правая националистическая партия Шведские демократы. За неё отдали свои голоса 5,7 % избирателей — 20 мест.

### Выборы 2014 года
По результатам выборов 2014 года Социал-демократическая партия совместно с Зелёной и Левой партиями набрали 43,8 % голосов. За консервативную коалицию во главе с премьер-министром Фредриком Райнфельдтом отдали свои голоса 39,3 % избирателей.
По итогам этих выборов премьер-министром Швеции стал Стефан Лёвен, хотя его коалиция социал-демократов и зелёных не получила большинства голосов. Социал-демократы и зелёные смогли сформировать правительство самостоятельно, поскольку в Швеции действует система отрицательного парламентаризма, при которой правительство может оставаться при власти, если против него не выступает большинство в парламенте.
Это создало в риксдаге сложную ситуацию. Левоцентристская коалиция меньшинства вошла в состав правительства, но при этом альянс правых партий имел большое влияние в парламенте. Партия Шведских демократов набрала около 13 % голосов, что вызвало горячие политические дискуссии во всей стране.

### Выборы 2018 года
На выборах в риксдаг, состоявшихся 9 сентября 2018 года, большинство голосов почти поровну поделили между собой Альянс правоцентристских партий (40,3 % голосов) и правящий красно-зелёный блок, в который входят социал-демократы, Партия зелёных и Левая партия (40,6 %). Ультраправая партия «Шведские демократы» набрала 17,6 % голосов, из-за чего формирование нового правительства затянулось. 18 января 2019 года с третьей попытки Риксдаг поддержал кандидатуру социал-демократа Стефана Лёвена на должность премьер-министра при пассивной поддержке центристских партий.

## Государственный строй

Нынешний король Швеции Карл XVI Густав

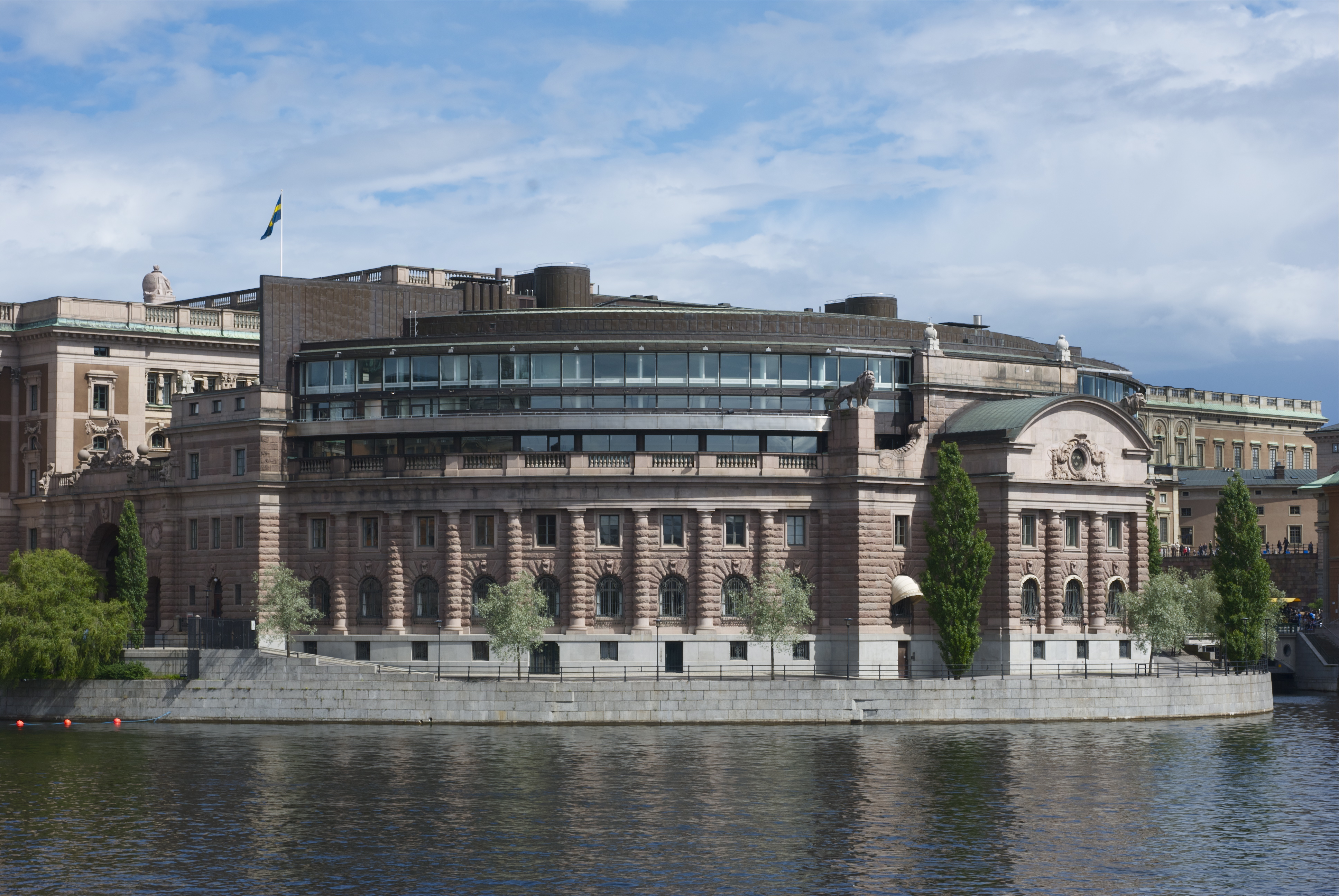
Здание шведского парламента — риксдага

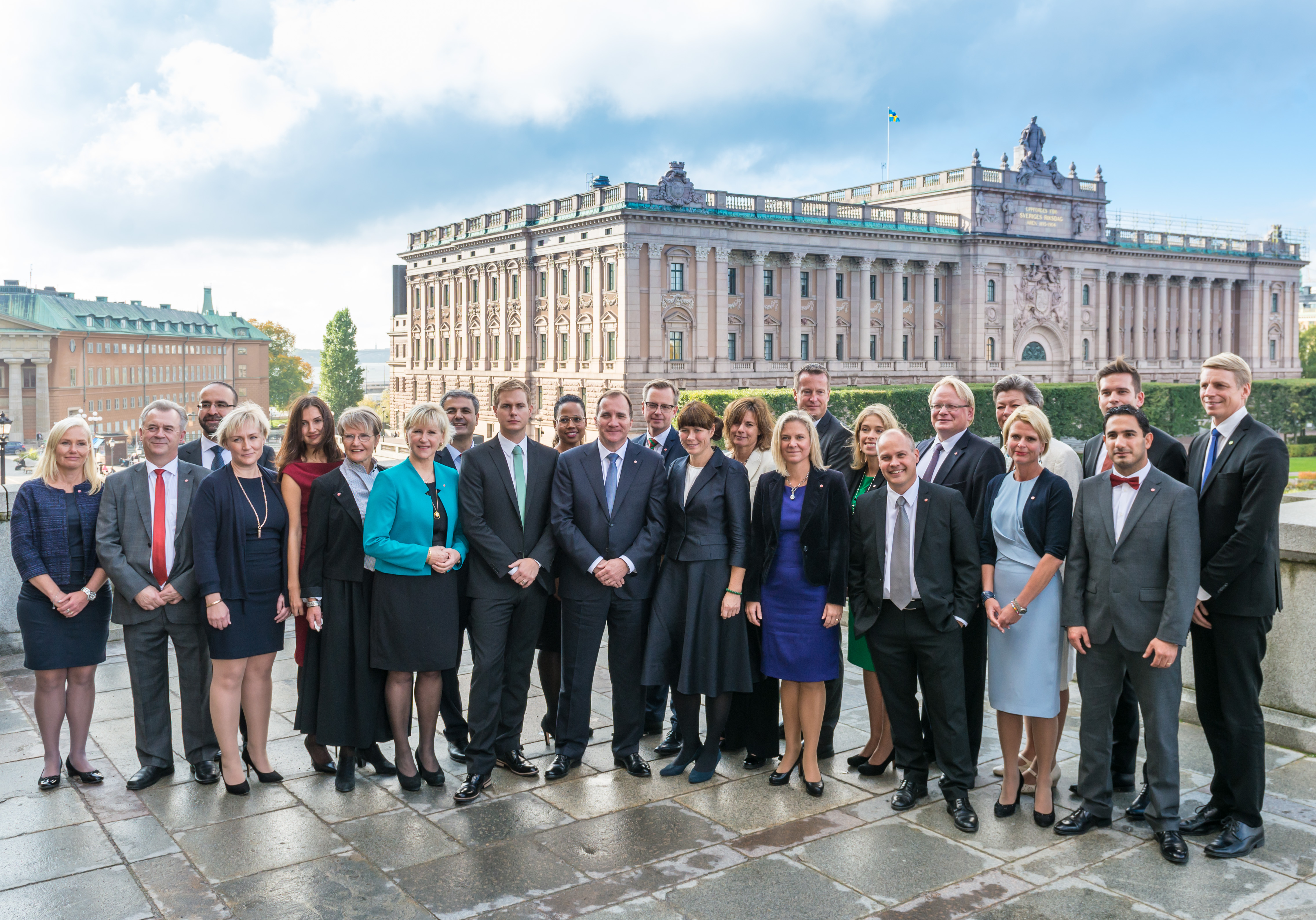
Премьер Стефан Лёвен (в центре). 2014

Глава государства — король, законодательный орган — риксдаг (riksdag), избираемый народом по пропорциональной системе по многомандатным округам сроком на 4 года, исполнительный орган — правительство (regering), состоящее из статс-министра (statsminister) и министров, назначается королём и несёт ответственность перед риксдагом.

### Конституция
Конституция Швеции регулирует отношения между законодательной и исполнительной властью, а также закрепляет основные права и свободы граждан. Конституция состоит из четырёх основных законов. Её составляют несколько законодательных актов: форма правления от 28.2.1974, Акт о престолонаследии от 26.9.1810 и Акт о свободе печати от 27.2.1974 (1949).
- Акт о форме правления гарантирует гражданам право проводить демонстрации, объединяться в политические партии и исповедовать свою религию.
- Акт о престолонаследии определяет права членов династии Бернадотт на шведский трон.
- Акт о свободе печати устанавливает принципы открытого общества и гарантирует общий доступ к официальной информации. Согласно ему, любой человек имеет право доступа к документации риксдага, правительства и других государственных органов, включая и любые финансовые отчёты. Ещё один важный принцип Акта о свободе печати — свобода передачи информации, который означает, что граждане Швеции имеют право предоставлять СМИ любую информацию. При этом журналист или издатель не имеет права раскрывать свой источник, если предоставивший её пожелает остаться анонимным.
- Акт о свободе самовыражения, вступивший в силу в 1992 году, в основном отражает уже закреплённые в Акте о свободе печати принципы, как то безоговорочный запрет на цензуру, свободу передачи информации и право на анонимность.

Положения конституции имеют преимущество над всеми остальными законодательными актами, и ни один закон не может ей противоречить. Для того, чтобы внести поправку в Конституцию, Риксдаг должен принять её в двух чтениях — до и после очередных парламентских выборов.

### Политические партии

#### Левые
- Левая партия (Vänsterpartiet) — коммунистическая
- Партия зелёных (Miljöpartiet de gröna) — экологистская

#### Левоцентристские
- Социал-демократическая рабочая партия Швеции (Sveriges socialdemokratiska arbetarepartiet) — социал-демократическая, как правило на выборах занимает первое, реже — второе место, наибольшей популярностью пользуется в Свеаланде и Норбооттене

#### Центристские
- Партия Центра (Centerpartiet) — либеральная
- Либералы (Liberalerna) — либеральная

#### Правоцентристские
- Умеренная коалиционная партия (Moderata samlingspartiet, Moderaterna) — консервативная, как правило занимает второе, реже — первое место на выборах, наибольшей популярностью пользуется в Гёталанде и Готладе
- Христианские демократы (Kristdemokraterna) — консервативная

#### Правые
- Шведские демократы (Sverigedemokraterna) — националистическая

### Профсоюзы
Крупнейший профцентр — Центральная организация профсоюзов Швеции (Landsorganisationen i Sverige, LO, ЦОПШ), в который входят 14 отраслевых профсоюзов:
- Шведский союз работников транспорта (Svenska Transportarbetareförbundet)
- Шведский союз бумажной промышленности (Svenska pappersindustriarbetareförbundet)
- Шведский союз электриков (Svenska Elektrikerförbundet)
- Шведский союз строительных рабочих (Svenska byggnadsarbetareförbundet)
- Союз работников торговли (Handelsanställdas förbund)
- Индустриальный профсоюз «Метал» (Industrifacket Metall)
- Союз работников пищевой промышленности (Livsmedelsarbetareförbundet)
- Шведский союз музыкантов (Svenska musikerförbundet)
- Шведский союз художников (Svenska målareförbundet)
- Шведский союз коммунальных работников (Svenska kommunalarbetareförbundet)
- Профсоюз работников телекоммуникаций (Seko, Service- och Kommunikationsfacket)
- Профсоюз работников лесного и деревообрабатывающего производства (GS Facket för skogs-, trä- och grafisk bransch)
- Профсоюз работников ресторанов и гостиниц (Hotell- och restaurangfacket)
- Профсоюз работников жилищного хозяйства (Fastighetsanställdas förbund)

ЦОПШ состоит из округов (distrikt) по одному на лен. Высший орган ЦОПШ — съезд (Kongressen), между конгрессами — представительство (Representantskapet), между представительствами — правление (Styrelsen), высший орган округа — годовое собрание (årsmöte), между годовыми собраниями — правление (styrelse) В ЦОПШ не входят Центральная организация служащих (Tjänstemännens centralorganisation) и Центральная организация учёных Швеции (Sveriges akademikers centralorganisation). Исторически ЦОПШ тесно связан с социал-демократической партией.
Также существует синдикалистский профсоюз Центральная организация шведских рабочих (SAC), стоящий на принципах либертарного социализма.

### Торговые палаты
- Торговая палата лена Йонкоппинг (Handelskammaren Jönköpings län)
- Торговая палата Центральной Швеции (Handelskammaren Mittsverige)
- Торговая палата долины Меларена (Handelskammaren Mälardalen)
- Торговая палата Вермланда (Handelskammaren Värmland)
- Торговая палата Евле (Handelskammaren i Gävle)
- Норботтенская торговая палата (Norrbottens handelskammare)
- Стокгольмская торговая палата (Stockholms handelskammare)
- Южно-шведская торговая палата (Sydsvenska industri- och handelskammaren)
- Вестерботтенская торговая палата (Västerbottens handelskammare)
- Западно-шведская торгово-промышленная палата (Västsvenska industri- och handelskammaren)
- Восточно-шведская торговая палата (Östsvenska handelskammaren)

Существует также Шведская ассоциация работодателей (Svenska Arbetsgivareföreningen).

### Правовая система
- Высшая судебная инстанция — Верховный суд (швед. Högsta domstolen).
- Суды апелляционной инстанции — надворные суды (hovrätt). Суды первой инстанции: суды тингов (tingsrätt), состоящие из лагмана (lagman) и ратманов (rådman); до 1970 года — уездные суды (häradsrätt), во главе с герадсгевдингом (häradshövding); и суды ратуш (rådhusrätt).
- Высшая судебная инстанция административной юстиции — Высший административный суд (Högsta förvaltningsdomstolen); до 2010 года — Правительственный суд (regeringsrätten), состоящий из правительственных советников (regeringsråd) и секретаря правительственного суда (regeringsrättssekreterare).
- Суды апелляционной инстанции административной юстиции — камерные суды (Kammarrätt), суды первой инстанции административной юстиции — административные суды (Förvaltningsrätt); в 1979—2010 гг. — ленные суды (länsrätt), до 1979 года — ленные налоговые суды (länsskatterätt); высшая судебная инстанция трудовой юстиции — трудовой суд (Arbetsdomstolen), высшая судебная инстанция торговой юстиции — торговый суд (Marknadsdomstolen).
- Высшая должность прокурорского надзора — Канцлер юстиции (Justitiekanslern).
- До 1974 года существовал Государственный Суд (Riksrätt), осуществлявший суд над главными должностными лицами.
- Судьи назначаются правительством по предложению комитета судей (Domarnämnden); до 2008 года — Совета по надзору за судебной системой (Tjänsteförslagsnämnden för domstolsväsendet).

## Административное деление

Лены Швеции

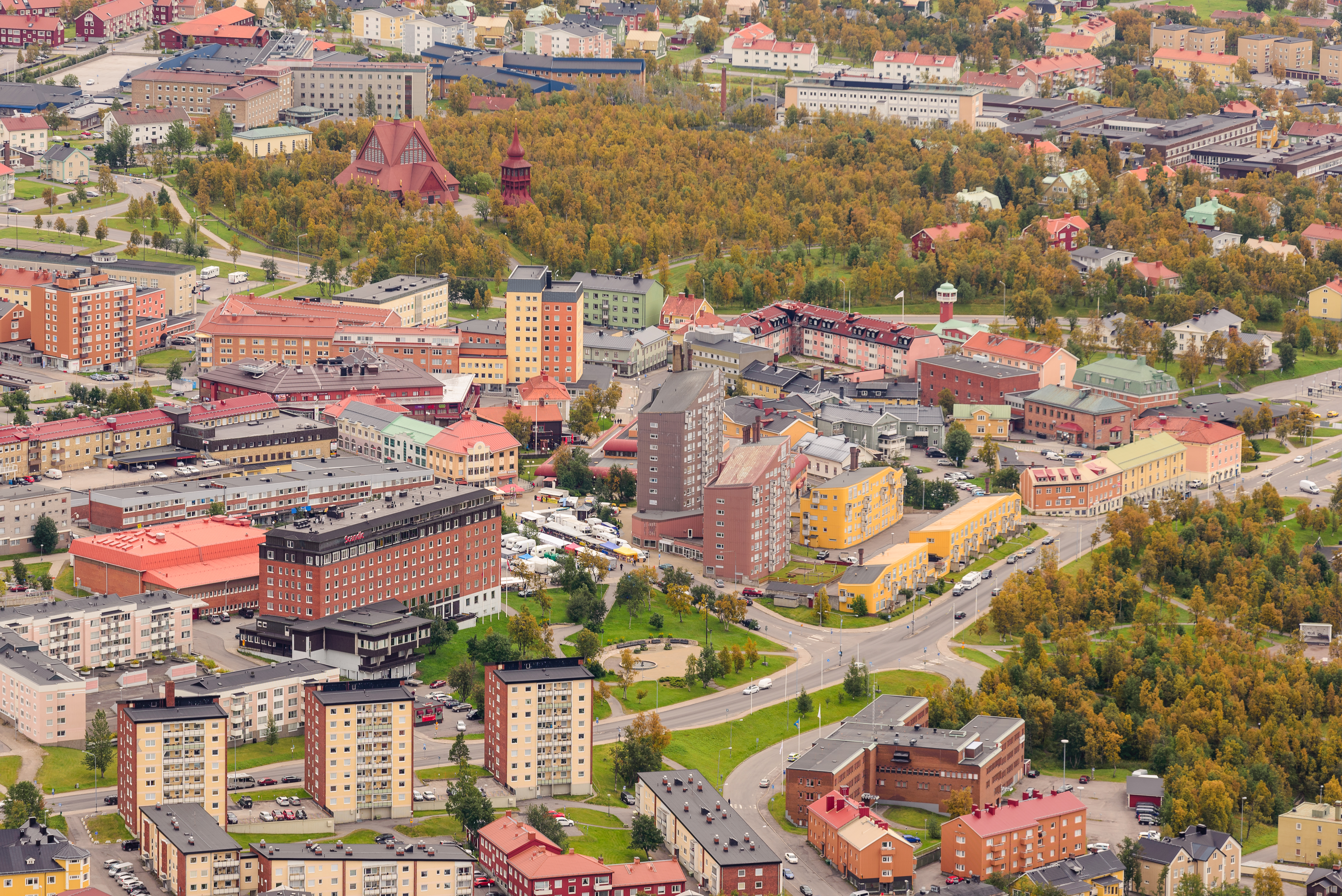
Шведский город Кируна

Швеция разделяется на 21 лен (швед. län), каждый лен, в свою очередь, делится на коммуны (швед. kommun), общее количество которых составляет 290.
Ранее Швеция делилась на региональные коммуны (landstingskommun), а региональные коммуны на городские коммуны (stadskommun) и сельские коммуны (landskommun)).
Вопросы общегосударственного значения на территории лена решаются губернским правлением во главе с ландсгевдингом (landshövding), представительный орган региональной коммуны — собрание региональных поверенных (landstingsfullmäktige) (до 1991 года — ландстинг (landsting)), избирается населением, исполнительный орган региона — региональное правление (landstingsstyrelse, состоящее из ландстингсродов (landstingsråd)).
Представительный орган коммуны — собрание коммунальных поверенных (kommunfullmäktige), избираемое населением (до 1971 года органы — собрание коммунальных поверенных (kommunalfullmäktige) или собрание городских поверенных (stadsfullmäktige), до 1954 года в мелких коммунах — коммунальное собрание (kommunalstämma), состоящее из всех жителей коммуны), исполнительный орган — коммунальное правление (kommunstyrelse) (до 1971 года в городских коммунах — городское правление (stadsstyrelse), состоящая из коммунродов (kommunråd), избираемых собраниями коммунальных поверенных. Вопросы общегосударственного значения на территории коммуны решаются магистратами (magistrat), состоящие из бургомистра и ратманов (rådman).
Также шведские законы позволяют голосовать на выборах в собрания коммунальных, городских и региональных поверенных жителям ЕС, Норвегии и Исландии без исключения, а остальным — если они живут в Швеции больше трёх лет.
Существует также исторически сложившееся разделение Швеции на провинции и регионы.

## Экономика
Швецию характеризует диверсифицированная и конкурентоспособная экономика — по последнему показателю она, согласно данным Всемирного экономического форума, находится на девятом месте в мире. По оценке Всемирного банка Швеция находится на 12 месте в рейтинге самых удобных международных торговых партнёров. Шведские предприятия продают за рубеж самый широкий круг товаров. Страна из года в год сохраняет положительное торговое сальдо.
Швеция имеет 50 глобальных компаний, среди которых — ABB, Atlas Copco, Oriflame, IKEA, Saab AB, Saab Automobile AB, Scania, Volvo, Volvo Trucks, Ericsson, Tele2, AB Electrolux, TORNUM, TetraPak, Alfa Laval, SKF, H&M. Находится на первом месте по производству подшипников. В стране высокий уровень новшеств, высокоразвитая и постоянно модернизируемая инфраструктура, отличное состояние техники, хорошо образованный персонал, владеющий английским языком.

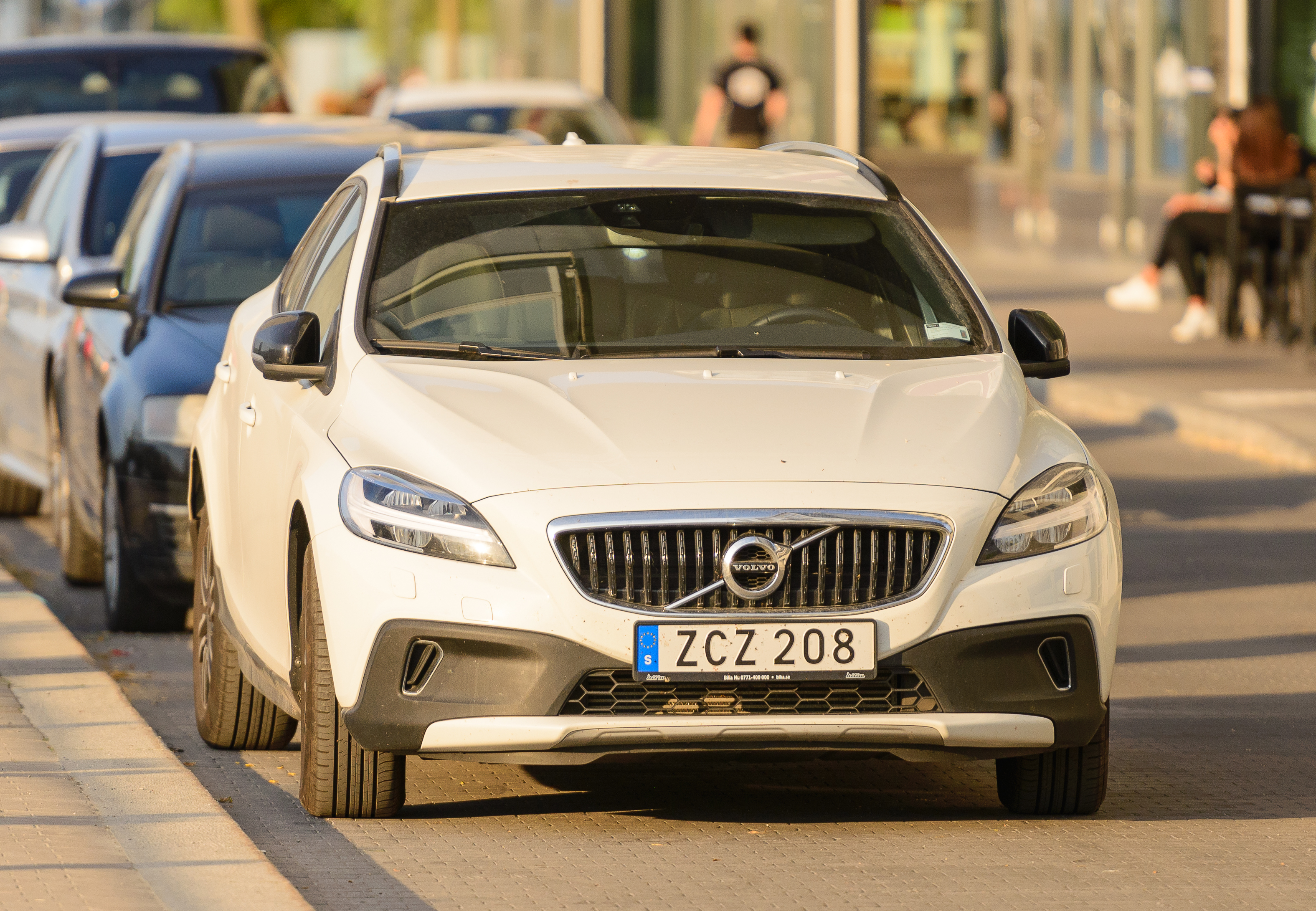
Автомобиль Volvo

Почти 60 % ВВП приходится на налоги, что является самым высоким значением в ОЭСР.
За последние десятилетия Швеция также совершила рывок в современных секторах экономики — цифровых технологиях и телекоммуникациях. Доля информационных технологий в экономике страны выросла до 16 %, а 5 % трудоспособного населения уже занято в IT-индустрии. Самые громкие примеры успеха — разработчик IP-телефонии Skype или музыкальный стриминг-сервис Spotify.
В рейтингах крупнейших экспортёров видеоигр Швеция занимает верхние строчки. Лишь за 2010—2012 годы местная игровая индустрия выросла более чем вдвое. Годовой оборот всей индустрии, согласно международному индексу разработчиков игр, составляет около 3,7 миллиарда шведских крон (около 400 миллионов евро). Бесспорные лидеры шведского киберэкспорта — видеоигры Minecraft от студии Mojang и Battlefield от компании Dice. В 2015 году в «карамельную головоломку» Candy Crush Saga от студии King играло свыше 250 миллионов пользователей.
Стокгольм признан одним из лучших городов Европы для запуска стартапов в области цифровых технологий.
Это — основной, но далеко не единственный экономический узел. Уровень благосостояния в Швеции распределён по её регионам гораздо равномернее, чем где-либо ещё в Европе. Это единственная страна Старого света, в которой в каждом, даже самом небогатом её уголке доля ВВП на душу населения выше, чем в среднем по Европе.
Этому также способствует достаточно низкий уровень коррупции в обществе. Так, согласно ежегодным исследованиям международного антикоррупционного движения «Трансперенси Интернешнл», Швеция по индексу восприятия коррупции (ИВК), как правило, занимает первые позиции в рейтинге (в 2018 году 3-е место). Это означает, что уровень коррупции в обществе воспринимается как необычайно низкий.
По состоянию на март 2020 года средняя месячная зарплата работников умственного труда в частном секторе составляла 42 590 SEK брутто. Почасовая средняя зарплата рабочих в частном секторе составляла 174,7 SEK брутто. Для сравнения в 2017 году размер оплаты труда в Швеции составляет 34 000 kr (3246,91 €, брутто) и 26 162 kr (2498,40 €, нетто) в месяц.

### Налоги
В соответствии со шведским законодательством, плательщиками налога на прибыль являются коммерческие организации и филиалы, ведущие деятельность на территории Швеции. Ставка налога на прибыль составляет 22 %. Налоговая база включает общемировой доход предприятий — резидентов Швеции (предприятие является резидентным, если оно зарегистрировано в Регистре предприятий Швеции), а также доход предприятий — нерезидентов Швеции, полученный из шведских источников. Налоговый период составляет 12 месяцев (финансовый год), которые могут не совпадать с календарным годом. При этом финансовый год, как правило, завершается 31 декабря, 30 апреля или 31 августа.
Плательщиками подоходного налога в Швеции являются физические лица — резиденты Швеции, физические лица, ранее проживавшие в Швеции, в случае наличия жилья («permanent home») или семьи в Швеции, а также иностранцы, в случае пребывания на территории Швеции более 183 дней в течение налогового периода (календарного года). В Швеции применяется прогрессивная шкала налогообложения, по которой ставки подоходного налога составляют от 30 до 55 %. Подоходный налог в Швеции состоит из двух частей: муниципальный налог от 28,9 до 34,2 % (в зависимости от коммуны) и национальный налог от 20 до 25 %. Его платят те, кто зарабатывает более 490 700 крон в год. Те, чьи доходы за год составят больше 689 300 крон, помимо коммунального и государственного налогов, должны заплатить ещё и 5 % от суммы, превышающей этот порог.
Налоговая база включает в себя доход от предпринимательской деятельности, доход от работы по найму и доход от капитала.
НДС в Швеции уплачивают физические и юридические лица, реализующие на территории Швеции товары и услуги. Налог взимается на любом этапе производства, реализации продукции и оказания услуг. Основная ставка — 25 % — применяется к большинству товаров и услуг; пониженная — 12 % — к пищевым продуктам, гостиничным услугам, продаже художниками собственных произведений искусства, культурным и спортивным мероприятиям, ресторанам и услугам общественного питания (за исключением алкогольной и спиртосодержащей продукции, пива и пивных напитков — применяется основная ставка НДС); пониженная ставка — 6 % — к газетам, журналам, книгам, общественному транспорту, пр. НДС не взимается в случае продажи продукции покупателю, зарегистрированному в качестве НДС-плательщика в стране ЕС (покупатель декларирует НДС в своей стране), а также в случае экспорта продукции вне зависимости от статуса покупателя.
В основном налоги идут на социальную защиту (41 % от всех налоговых поступлений), здравоохранение (13 %) и образование (13 %). Также из налогов финансируется полиция, пожарная служба, оборона (6 %), строительство жилья, дорог, поддержка рынка труда (9 %), управление, администрация (14 %) и прочее.
Деятельность Государственной налоговой службы (Skatteverket) не ограничивается сбором платежей с граждан. Помимо этого, она присваивает каждому родившемуся в Швеции или постоянно проживающему (или имеющему намерения постоянно проживать на протяжении более одного года) на территории страны индивидуальный налоговый номер (personnummer), регистрирует по месту проживания и выдаёт идентификационные карты.

### Транспорт

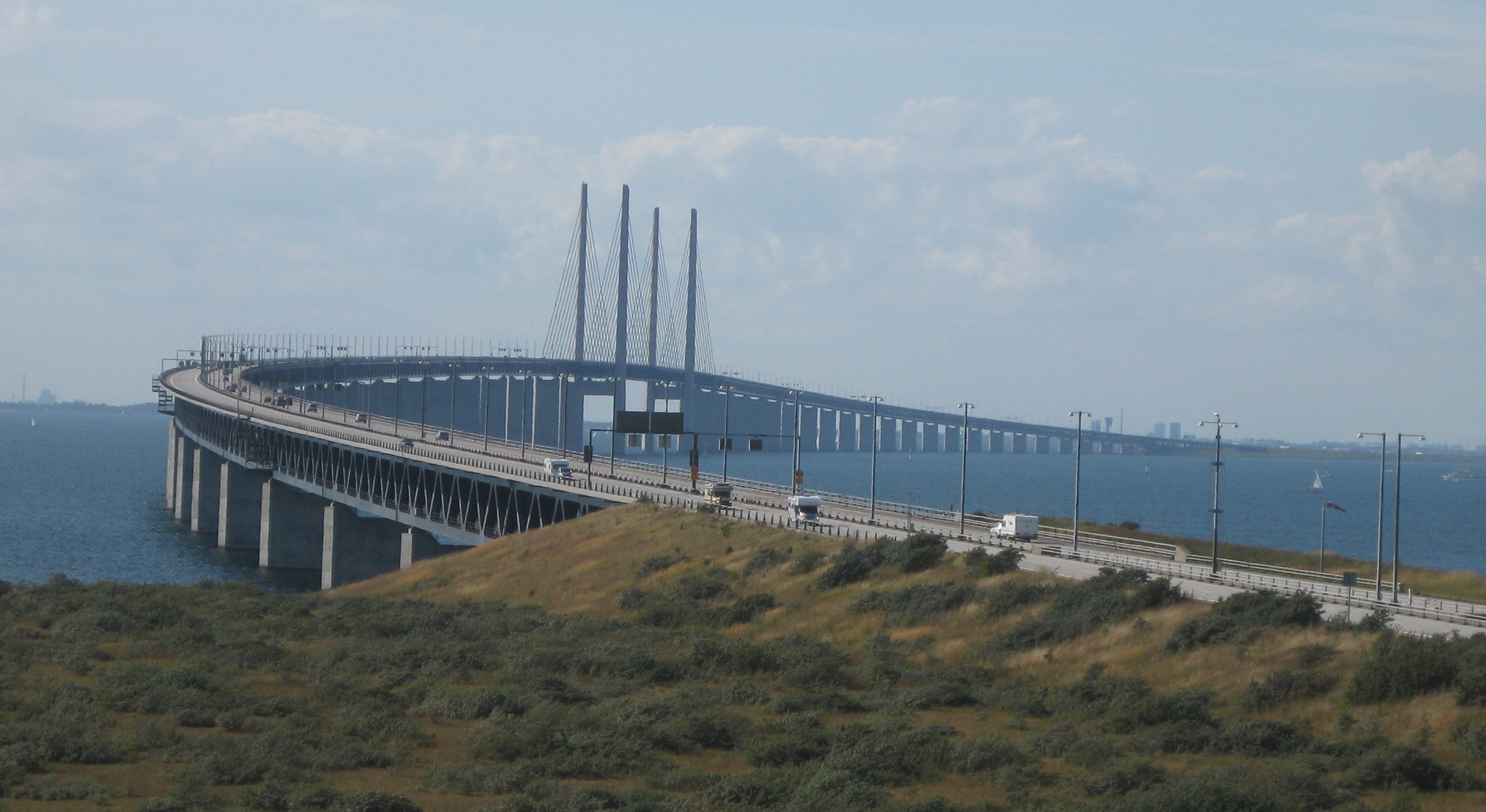
Эресуннский мост

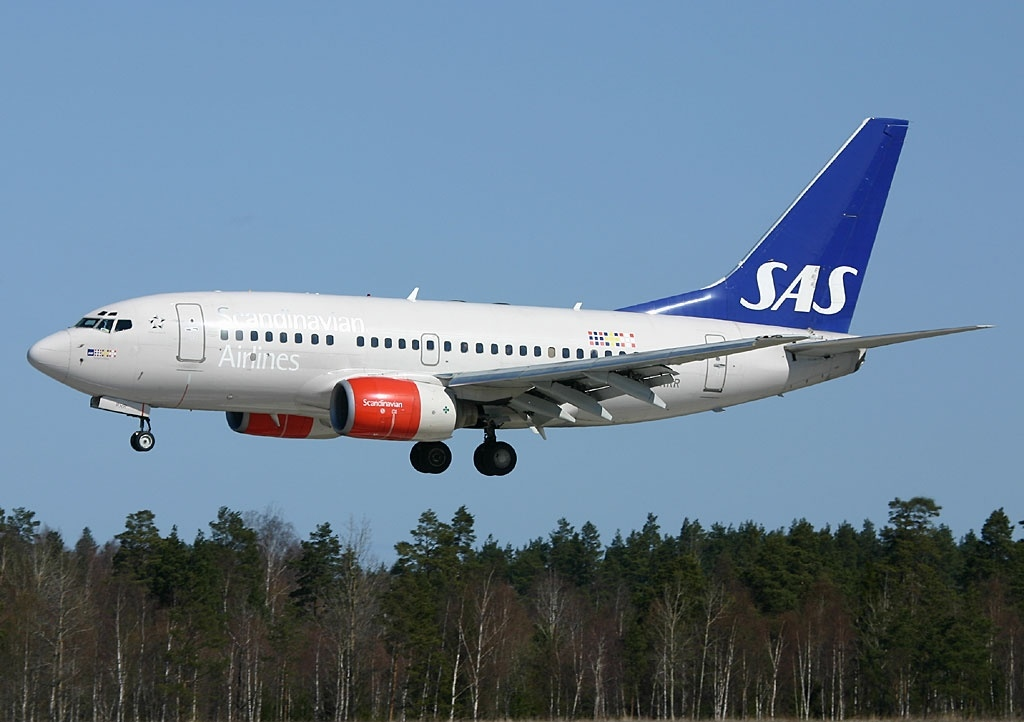
Скандинавские авиалинии

Транспорт Швеции представлен автомобильным, железнодорожным, воздушным, водным (морским, речным и озёрным) и трубопроводным. В населённых пунктах и в междугородном сообщении действует общественный транспорт пассажирских перевозок. Географическое положение Швеции позволяет контролировать морские транспортные пути между акваториями Северного и Балтийского морей через Датские проливы; автомобильное сообщение с материком для Норвегии и Финляндии через Эресуннский мост; паромное сообщение со странами Балтии.
В Швеции успешно работают над созданием безбарьерной среды в общественном транспорте. Лифты, пандусы, выделенные парковки, дополнительная инфраструктура в аэропортах, метро, на железных дорогах, паромах стали нормой. Правительство и муниципальные власти работают над тем, чтобы сделать доступнее автобусные и трамвайные остановки по всей стране.
Для транспортной системы Швеции характерен поиск дружественных с точки зрения экологии решений. Шведы активно заменяют горючее топливо и бензин на альтернативные источники — биотопливо, получаемое из пищевого и органического мусора, электричество и этанол. Многие предприятия, а также почти все государственные учреждения заменяют автопарк, избавляясь от авто на горючих видах топлива и пересаживаются на безвредные для природы электромобили. Практически все городские и междугородние автобусы перешли на биотопливо и этанол. Один из приоритетов экологической политики Швеции — избавление автопарка от ископаемых видов топлива до 2030 года.

## Вооружённые силы

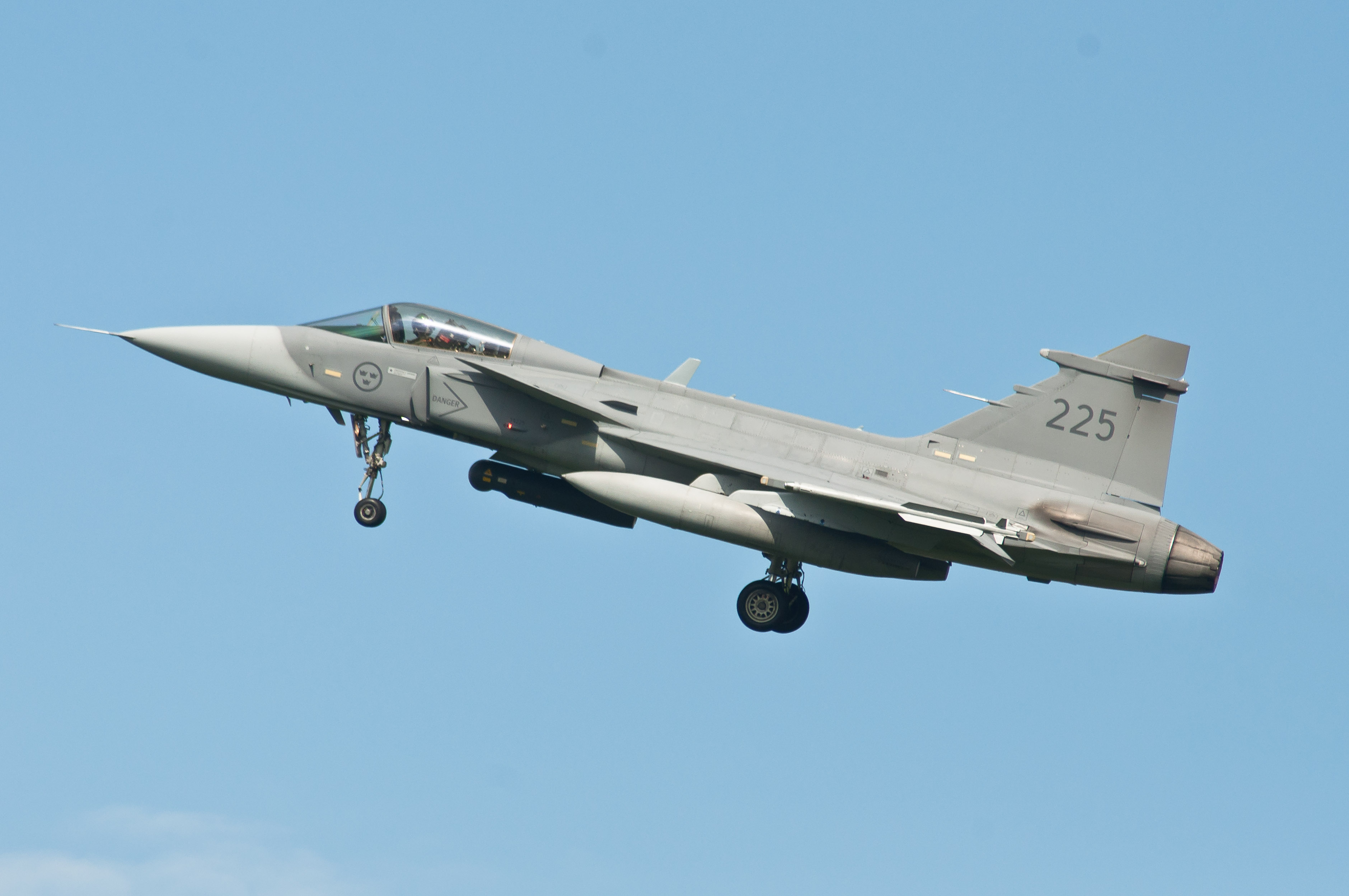
JAS 39 Gripen

Вооружённые силы обороны (Försvarsmakten) состоят из четырёх родов войск:
- Шведская армия (Svenska armén)
- Шведский флот (Svenska marinen)
- Шведские воздушные отряды (Svenska flygvapnet)
- «Отечественная оборона» (Hemvärnet)

В 2017 году была восстановлена обязательная срочная служба и воинская обязанность. Призыву подлежат и женщины, но не все.

## Население

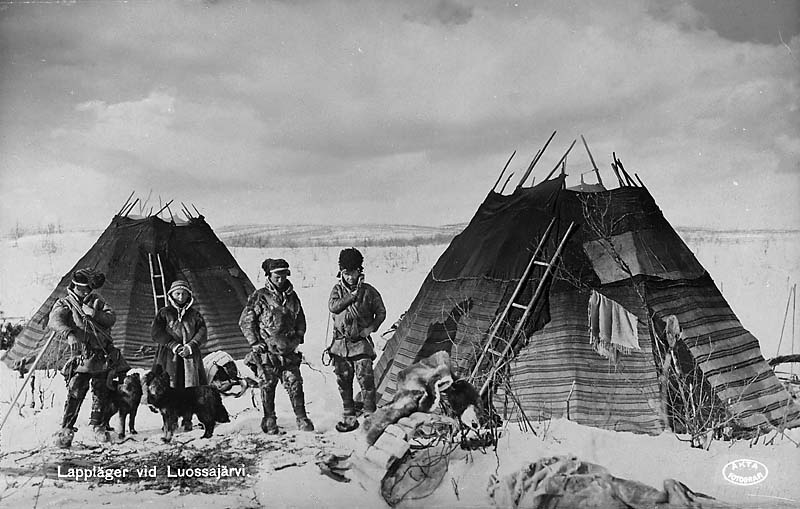
Саамы в Швеции

Возрастно-половые пирамиды населения Швеции в 2002—2020 года. Население шведского происхождения изображено в цвете, иностранного — серым цветом

Возрастно-половая пирамида населения Швеции на 2020 год

Плотность населения в Швеции, 2008 год

| 1750        | 1775        | 1800        | 1825        | 1850        | 1875        | 1900        | 1925        | 1950        |
| ----------- | ----------- | ----------- | ----------- | ----------- | ----------- | ----------- | ----------- | ----------- |
| 1 780 678   | ↗2 020 847  | ↗2 347 303  | ↗2 771 252  | ↗3 482 541  | ↗4 383 291  | ↗5 136 441  | ↗6 053 562  | ↗7 041 829  |
| 1960        | 1961        | 1962        | 1963        | 1964        | 1965        | 1966        | 1967        | 1968        |
| ↗7 484 656  | ↗7 519 998  | ↗7 561 588  | ↗7 604 328  | ↗7 661 354  | ↗7 733 853  | ↗7 807 797  | ↗7 867 931  | ↗7 912 273  |
| 1969        | 1970        | 1971        | 1972        | 1973        | 1974        | 1975        | 1976        | 1977        |
| ↗7 968 072  | ↗8 042 801  | ↗8 098 334  | ↗8 122 300  | ↗8 136 312  | ↗8 159 955  | ↗8 192 437  | ↗8 222 286  | ↗8 251 540  |
| 1978        | 1979        | 1980        | 1981        | 1982        | 1983        | 1984        | 1985        | 1986        |
| ↗8 275 599  | ↗8 293 678  | ↗8 310 531  | ↗8 320 503  | ↗8 325 263  | ↗8 329 033  | ↗8 336 605  | ↗8 350 386  | ↗8 369 829  |
| 1987        | 1988        | 1989        | 1990        | 1991        | 1992        | 1993        | 1994        | 1995        |
| ↗8 397 804  | ↗8 436 489  | ↗8 492 964  | ↗8 558 835  | ↗8 617 375  | ↗8 668 067  | ↗8 718 561  | ↗8 780 745  | ↗8 826 939  |
| 1996        | 1997        | 1998        | 1999        | 2000        | 2001        | 2002        | 2003        | 2004        |
| ↗8 840 998  | ↗8 846 062  | ↗8 850 974  | ↗8 857 874  | ↗8 872 109  | ↗8 895 960  | ↗8 924 958  | ↗8 958 229  | ↗8 993 531  |
| 2005        | 2006        | 2007        | 2008        | 2009        | 2010        | 2011        | 2012        | 2013        |
| ↗9 029 572  | ↗9 080 505  | ↗9 148 092  | ↗9 219 637  | ↗9 298 515  | ↗9 378 126  | ↗9 449 213  | ↗9 519 374  | ↗9 600 379  |
| 2014        | 2015        | 2016        | 2017        | 2017        | 2017        | 2017        | 2018        | 2019        |
| ↗9 747 355  | ↗9 804 082  | ↗9 954 420  | ↗10 000 000 | ↗10 161 797 | ↘10 053 061 | ↗10 120 242 | ↗10 171 524 | ↗10 313 447 |
| 2019        | 2020        | 2020        | 2020        | 2020        | 2021        | 2023        | 2023        | 2024        |
| ↗10 327 589 | ↗10 343 403 | ↗10 352 390 | ↗10 373 225 | ↗10 379 295 | ↗10 389 806 | ↗10 548 336 | ↗10 551 707 | ↗10 576 145 |
| 2024        | 2024        | 2025        | 2025        | 2025        |             |             |             |             |
| ↗10 582 576 | ↗10 587 710 | ↘10 587 696 | ↗10 588 818 | ↗10 591 058 |             |             |             |             |

### Демография
Состоянием на 31 декабря 2019 года население Швеции составляло 10 327 589 человек, на 97,4 тысяч больше, чем в декабре 2018. Рост населения происходит во многом благодаря иммиграционным процессам, хотя по сравнению с предыдущими годами их значение снижается.
Согласно статистике за 2019 год в стране проживает приблизительно поровну женщин и мужчин. При этом количество несовершеннолетних (0—17 лет) составляет 21,1 %, а пожилых людей (более 65) — 20 %. В среднем за этот период на 1000 человек в Швеции рождалось 11,1 ребёнка, умирало — 8,6 человека.
Средняя продолжительность жизни — 83 года (81,3 лет для мужчин и 84,7 года для женщин).
По состоянию на 31 декабря 2018 года из 10,2 млн человек, проживающих в Швеции, 930 тысяч (9,1 %) были гражданами других стран. 1,1 млн шведских граждан родились за рубежом. У 2,5 млн человек (24,9 % от общей численности населения страны) — иностранные корни (то есть они или оба их родителя родились за границей).
85 % шведов живут в городах, самые крупные из них — Стокгольм, Гётеборг и Мальмё.

### Этнический состав
Современные шведы
Кроме шведов, в Швеции проживает более 17 тысяч саамов, более 50 тысяч коренных финнов, а также более 450 тысяч этнических финнов, иммигрировавших в страну в течение XX века, а также их потомков.
Швеция, будучи ещё в XX веке «страной эмиграции», в настоящее время превратилась, главным образом, в «страну иммиграции». Исторически Швеция всегда была этнически однородной страной: бо́льшую часть её населения составляли шведы и этническое меньшинство — саамы, которые в XVIII—XIX веках кочевали по территории Северной Европы, а сейчас живут на севере страны.
В самой Швеции проживает около 10 млн чел. Время с середины XIX века вплоть до 1930-х годов было периодом массовой эмиграции, когда люди покидали страну в поисках лучшей жизни из-за нищеты, религиозных преследований, недостатка веры в счастливое будущее, политических ограничений и на волне «золотой лихорадки» в США. В период Первой мировой войны и после её окончания эмиграция замедлилась в связи с ограничением иммиграции в США.
После Второй мировой войны Швеция стала одной из наиболее популярных стран для иммиграции. До войны страна оставалась этнически однородной; во время войны основную часть иммигрантов составляли беженцы; в 1930-е годы в страну иммигрировали возвращавшиеся из США шведы. Начиная с 1930-х годов и по сей день, за исключением нескольких лет в 1970-х годах, иммиграция в Швецию превышает эмиграцию. В 1950—1960-е годы в страну хлынул большой поток иммигрантов в связи с ростом промышленности и потребностью в трудовых ресурсах, а также большое количество военных беженцев из Германии, соседних скандинавских стран, жителей балтийских государств. Многие из них впоследствии вернулись на родину, но большее их количество осталось в Швеции, особенно это касается выходцев из стран Балтии. В послевоенный период страна пополняла свои трудовые ресурсы за счёт иммигрантов из других частей Скандинавии, Югославии, Греции, Италии и Турции. С конца 60-х годов в Швеции была введена регулируемая иммиграция.
К 1980-м годам в Швеции, для притормаживания отрицательных экономических последствий демографического старения населения, была принята либеральная иммиграционная политика. К концу десятилетия беженцы из Сомали, Ирана, Ирака, ряда арабских стран и иммигранты из стран Африки, Азии, Южной начали активно переселяться в Швецию. Таким образом, по состоянию на 2021 год, Швеция — многонациональное государство с широким этнокультурным, религиозным, расовым и национальным многообразием. В 2020 году на лиц иностранного происхождения приходилось 98,8 % прироста населения Швеции, а на лиц шведского происхождения — лишь 1,2 % прироста населения. По состоянию на 2020 год, каждый четвёртый житель страны (25,9 % населения) является иммигрантом, а по состоянию на 2017 год — у каждого третьего жителя страны (32,3 % населения) хотя бы один из родителей родился за границей. Благодаря этим новым «шведам», прежде почти полностью моноязычное шведское общество с однородной этнической структурой стало обществом многонациональным. Чтобы наглядно увидеть увеличение иммиграционных процессов в стране, стоит обратить внимание на то, что прирост населения в 2007 году на 75 % (1,2 млн иностранцев всего проживало в 2007 году в Швеции) состоял из иммиграционного притока в страну, и лишь на 25 % население увеличилось за счёт рождаемости в стране. В настоящее время наблюдается процентное увеличение иммигрантов из Ирака, Румынии, Болгарии и Польши.
Под воздействием иммиграционных потоков из разных уголков мира меняется само общество, а также экономическая ситуация в Швеции: с одной стороны, беженцы могут быть потребителями социальных пособий и государственного бюджета, а с другой — увеличение населения (в особенности, молодого населения и трудоспособного населения) увеличивает потребление в стране и потребительскую активность, динамизм на рынке труда и в экономике в целом, рост ВВП страны, а также предотвращает застойные процессы в экономики страны, возникновения стагнации и дефляции. Предоставление убежища беженцам создаёт значительную нагрузку на бюджет. Более того, в Швеции наблюдается большой разрыв в уровне занятости между шведами и мигрантами. Это, по мнению исследователей, отрицательно сказывается на социальном обеспечении в стране, а также подрывает веру в государственные институты.
С другой стороны, мета-анализ научной литературы об иммиграции в Швеции свидетельствует о положительном влиянии этого явления для экономического роста страны, особенно за счёт высокообразованных мигрантов. Более того, по мнению издания «Bloomberg», именно иммиграция послужила одним из ключевых факторов сильного подъёма экономики Швеции в 2015 году. Рост сферы услуг по предоставлению помощи рекордному числу беженцев во время Европейского миграционного кризиса способствовал снижению уровня безработицы внутри страны.
Шведское правительство также отрицает негативное влияние иммиграции на положение дел в стране, ссылаясь на то, что экономика находится на подъёме, а уровень долгосрочной безработицы — один из самых низких в ЕС. Шведские власти также опровергают распространённый стереотип, согласно которому якобы из-за мигрантов в Швеции отмечается рост преступности.
Правительство предпринимает шаги по улучшению обстановки в стране, совершенствуя законодательство, создавая специализированные структуры, занимающиеся вопроса притока беженцев, вырабатывая стратегии толерантности между этническими и культурными группами внутри государства. Правительство Швеции ставит себе цель достичь согласия, действительного политического, культурного, социального равноправия и равенства различных групп населения. Для этого и осуществляется политика мультикультурализма, но её осуществление сопровождается рядом социальных проблем, что приводит к пересмотру иммиграционной политики государства, её целей и направлений. В связи с этим ужесточается законодательство в иммиграционной сфере, принимаются новые законопроекты и вносятся поправки в действующие законы. Изменяется процедура принятия иммигрантов в страну, получения статуса беженца, выдачи вида на жительства, трудоустройства и т. д. Большинство иммигрантов живёт в агломерациях Стокгольма, Гётеборга и Мальмё.

### Языки
Официальным языком страны является шведский — один из германских (скандинавских) языков индоевропейской семьи, распадающийся на множество диалектов (между ними существуют отличия, что мешает их взаимопонятности) и близкий современным норвежскому и датскому языкам. Стандартный шведский язык, так называемый rikssvenska («государственный шведский»), основывается на диалектах Стокгольмского региона. Несмотря на наличие признанного на государственном уровне диалекта, своими диалектами (например, эльвдальским) жители страны до сих пор пользуются как в частной, так и в общественной жизни — к примеру, они используются на телевидении.
Большинство населения достаточно хорошо владеет английским языком; этому способствует и то, что часть телевизионных каналов вещает на английском языке с субтитрами на шведском.
Языками национальных меньшинств в Швеции признаны: северносаамский, меянкиели, финский, цыганский и идиш. Первые три из них могут использоваться в государственных и муниципальных учреждениях, судах, детских садах и домах престарелых в некоторых частях лена Норрботтен.

### Религия
Согласно статистике за 2018 год, 5,9 миллиона шведов (57,7 % от всего населения страны) формально принадлежит к Церкви Швеции (швед. Svenska kyrkan).

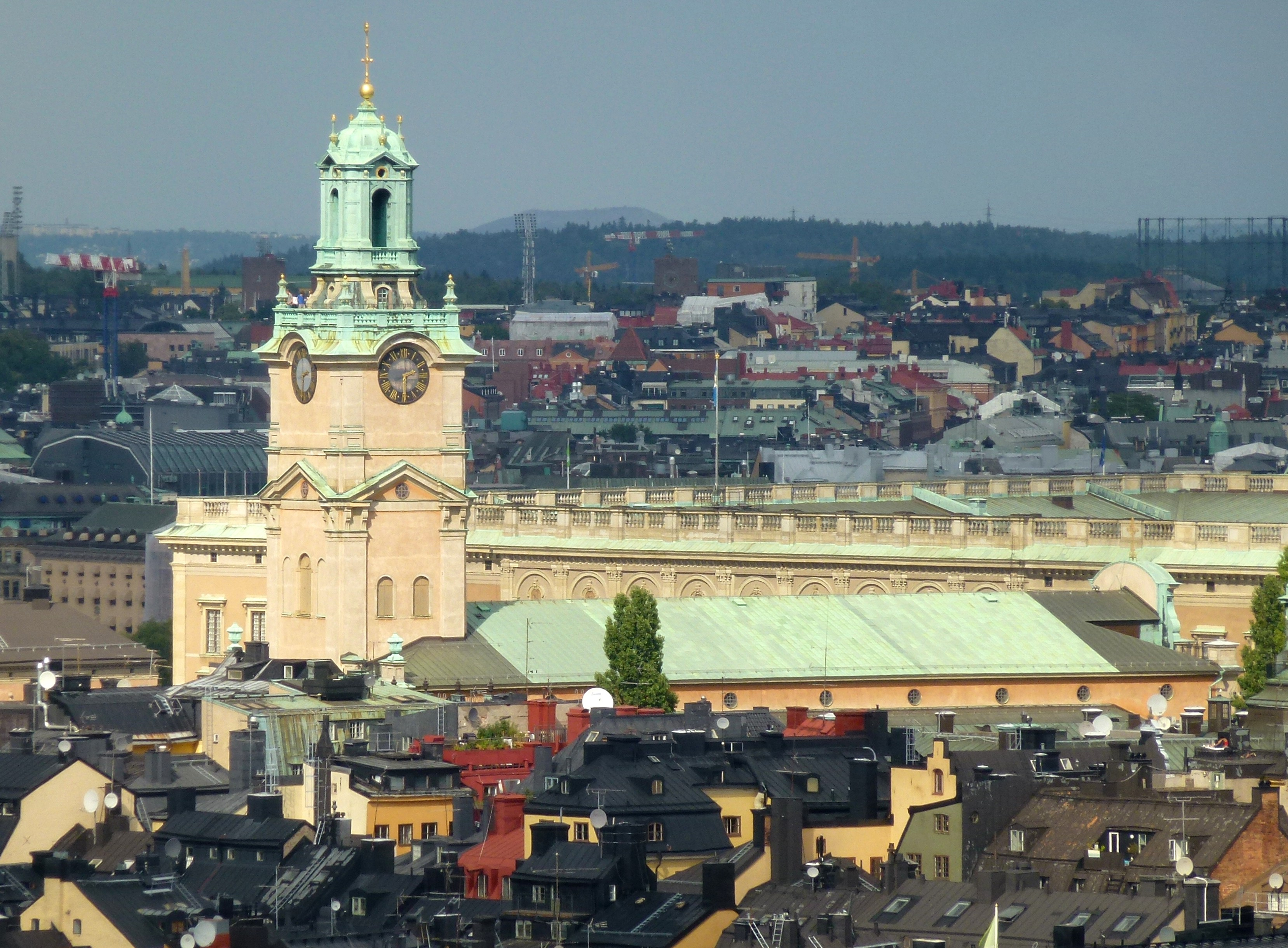
Кафедральный собор Стокгольма

До 2000 года эта лютеранская церковь по закону о церкви от 1951 года считалась государственной и коммунальной организацией, а священники считались госслужащими (с обязанностью регистрации рождения и брака, организации погребений и ухода за кладбищами) за что получали зарплату именно от государства. Только с 1 января 2000 года Шведская церковь была полностью отделена от государства по закону о Шведской церкви 1998 года (Lag om Svenska kyrkan (SFS 1998:1591).
Ещё в начале 1960-х годов Шведская церковь начала посвящать в сан священника и женщин. Теперь духовенство практически в равной пропорции составляют и мужчины, и женщины. Сегодня порядка 45 % всех священников в Швеции — женщины. Генеральный синод состоит из 121 женщины и 130 мужчин, которые принимают ключевые решения в отношении развития и будущего Шведской церкви.
Часть пиетистов, баптистов и методистов представлена Объединённой церковью Швеции (Equmeniakyrkan), созданной в 2011 году путём объединения Шведского баптистского союза (Svenska Baptistsamfundet), Объединённой методистской церковью (Metodistkyrkan i Sverige) и Церкви ковенантской миссии Швеции (Svenska Missionskyrkan). Католицизм представлен Епархией Стокгольма.
Численность православных в 2017 году оценивалась в 140 тыс. человек (около 1,4 % населения). Значительную их часть составляют сербы, греки, румыны, русские, но имеются и небольшие общины православных финнов, эстонцев, грузин.
Численность Свидетелей Иеговы — 22 426 человек.
В Швеции проживает от 250 до 450 тыс. мусульман, появившихся вследствие иммиграции, и более 18 тыс. иудеев. В стране есть также католики и баптисты. Часть саамов исповедует анимизм.
Результаты опроса Евробарометра от 2005 года показывают, что Швеция третья снизу (меньше верующих только в Чехии и Эстонии) в списке верующих стран в ЕС: только 23 % шведов верят в Бога, 53 % верят в какой-либо дух или силу жизни, 23 % не верят ни в Бога, ни в какой-либо дух или силу жизни.

## Образование в Швеции
На образование в Швеции выделяется 7,7 % ВВП (данные 2014 года).
С шестилетнего возраста каждый ребёнок в Швеции имеет право на бесплатное образование в школе. Закон Швеции «Об образовании» предписывает девять лет обязательного обучения в школе для всех детей, а также подготовительный класс, который с 2018 года стал обязательным для всех шестилеток.
Сейчас обязательное школьное образование в Швеции подразумевает несколько этапов обучения: подготовительный класс — förskoleklass; начальная школа — lågstadiet (1—3 классы), средние классы — mellanstadiet (4—6 классы), старшие классы — högstadiet (7—9 классы). После окончания обязательной средней школы следует гимназическое образование (10—12 классы).
Для поступления в гимназические классы ученики должны иметь проходные баллы по шведскому, английскому языкам и математике. Обучение в гимназии не является обязательным, однако, её необходимо закончить тем, кто собирается поступать в университет, а также чтобы устроиться на работу по некоторым специальностям сразу после школы. В 2018 году примерно 77,6 % учащихся получили свидетельства об окончании полной 12-летней средней школы.
В общем, в Швеции 83 % взрослых в возрасте 25—64 лет получили диплом об окончании старшей средней школы (гимназии), в то время как в среднем по странам ОЭСР такой диплом получили около 75 % взрослых.
До шестого класса ученикам в шведских школах не ставят оценок, чтобы не мешать индивидуальному развитию и не вызывать чувство конкуренции и стресс.
За последние сто лет Швеция перепробовала много систем оценки знаний. В 2011 году шведские школы перешли с трёхбалльной на шестибалльную шкалу. Ученикам могут поставить такие оценки: A (отлично), B (очень хорошо), C (хорошо), D (удовлетворительно), E (адекватно), F — непроходной балл.
Согласно рейтингу PISA от 2015 года, оценивающим образовательные достижения учащихся, Швеция вместе с Францией заняла 25 место (495,7 баллов) из 70 принимавших участие в оценивании стран. В 2018 рейтингу PISA Швеция улучшила результаты (506 баллов по чтению 502 — математике, 499 — естественным наукам). По чтению 15-летние шведские ученики оказались пятыми в Европе (после Эстонии, Финляндии, Ирландии и Польши).

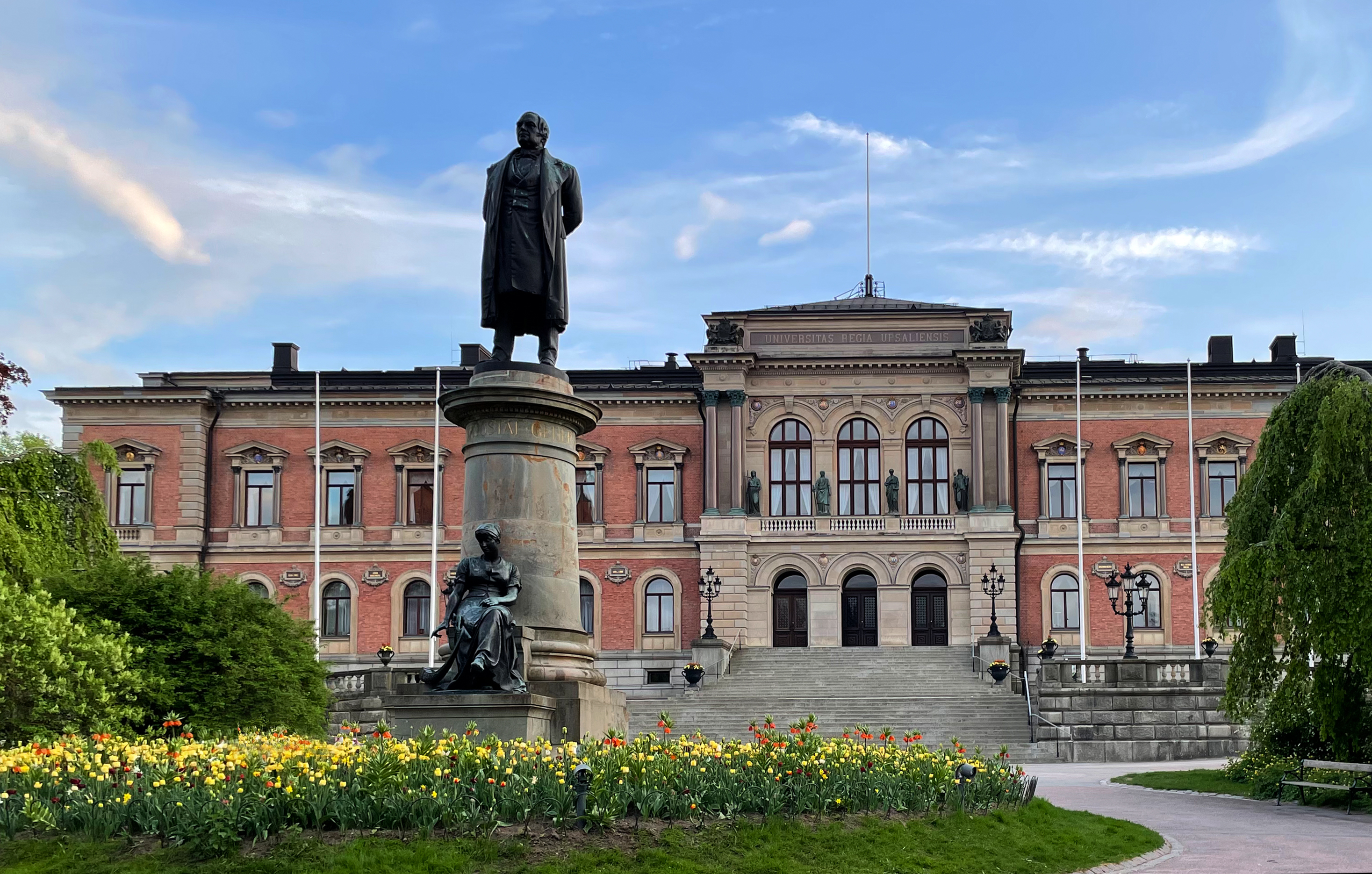
Один из корпусов Уппсальского университета

В стране более 30 высших учебных заведений, из которых около трети — университеты.
Университеты Швеции предлагают программы для получения степени по европейскому стандарту: бакалавриат, магистратура и докторантура. Бакалавриат (основная программа высшего образования) — программа после старших классов средней школы; обычно длится три года (180 академических кредитов ECTS). Магистратура (выпускная программа высшего образования) — более продвинутое изучение выбранных предметов, как правило, заканчивается написанием магистерской работы; может длиться один или два года (60 или 120 кредитов ECTS). Докторантура — исследовательская работа и подготовка диссертации в течение нескольких лет. Длительность и содержание программ докторантуры отличаются в разных университетах Швеции.
Старейший университет Швеции — Уппсальский университет, основанный в 1477 году. Он вместе с Каролинским институтом, а также Стокгольмским университетом входит в сотню самых лучших высших учебных заведений, согласно Академическому рейтингу университетов мира (ARWU). В 2020 году Каролинский институт оказался на 45 месте, Стокгольмский — на 69, а Уппсальский университет — на 77-м. 14 шведских университетов вошли в тысячу лучших.
Швеция — одна из стран мира, в которых учится большая доля иностранных студентов. По данным ОЭСР, в 2010 году в Швеции обучались аспиранты из 80 стран мира, а 7,5 % студентов были иностранцами, причём данная цифра резко возросла за прошедшие годы. В 2017/2018 учебном году в шведских вузах училось около 38 тысяч иностранных студентов. Из них 36 % приехали по обмену, а 64 % — самостоятельно.
Высшее образование бесплатное для шведских граждан, граждан стран ЕС, а также обладателей вида на жительство, полученного по причине иной, чем образование, например, для воссоединения семьи.

## Наука
Учёные Швеции внесли значительный вклад в развитие мировой науки. Огромное влияние на становление науки оказал естествоиспытатель Карл Линней (1707—1778), основавший в 1739 Королевскую академию наук. Он заложил основы систематики флоры и фауны. Его современник астроном и физик Андерс Цельсий (1701—1744) создал старейшую в Швеции астрономическую обсерваторию и ввёл стоградусную шкалу для термометров. В развитие химии большой вклад внесли Йёнс Якоб Берцелиус (1779—1848), который развил электрохимическую и атомистическую теории и создал научную минералогию, и Сванте Аррениус (1859—1927), создавший теорию электролитической диссоциации и получивший Нобелевскую премию по химии в 1903. Шведскому химику и инженеру Альфреду Нобелю (1833—1896) принадлежало около 355 патентов. Но, пожалуй, самое известное его изобретение — динамит.
В истории техники известны имена Йона Эрикссона (1803—1889), конструктора первых судовых винтов, пароходов и паровозов, и инженера Карла Густава Лаваля (1845—1913), который изобрёл паровую турбину и сепаратор.
В 2024 году Швеция удостоилась 2 позиции в рейтинге Глобального инновационного индекса и заняла 15 место в рейтинге Nature index. В этом же году в стране находилось два научно-технологических кластера из первой сотни мирового рейтинга: Стокгольм (40 место) и Гётеборг (99 место).
По данным за 2020 год, Швеция заняла 17 место среди стран мира по расходам на НИОКР, которые достигли 20,1 млрд долл. США (ППС). В современной же Швеции основная часть научно-исследовательских работ, финансируемых государством, проводится в университетах и других институтах, входящих в систему высшего образования страны. К ведущим университетам можно зачислить Уппсальский, Стокгольмский, Лундский, Каролинский институт и другие. Наибольшая часть расходов на научные исследования в университетах идёт на медицину (25 %), технологические разработки (22 %), естественные науки (19 %), социальные науки (11 %), гуманитарные науки (6 %). Расходы на научные исследования покрываются из бюджета государства, а также из внешних источников — национальных научно-исследовательских советов, правительственных агентств и научных фондов. Также постоянно возрастает объём средств на научные исследования, выделяемых частным сектором.

### Нобелевская премия

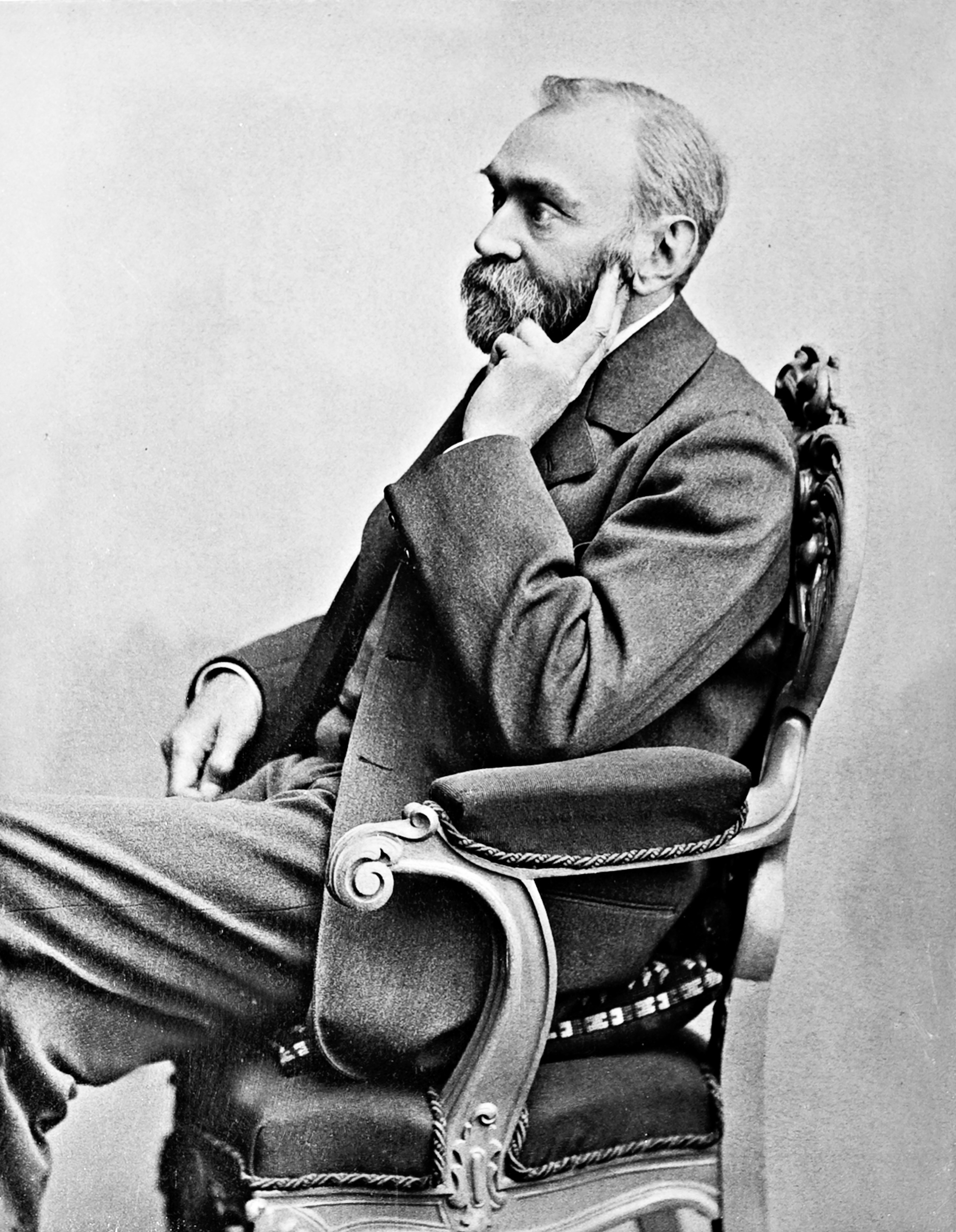
Альфред Нобель

Нобелевская премия — достояние шведского учёного, изобретателя и предпринимателя Альфреда Нобеля. Он завещал всё своё состояние на создание фонда, средства из которого должны присуждаться тем, кто в течение минувшего года внёс особый вклад в историю человечества. При этом Нобель настаивал, чтобы эта награда вручалась выдающимся учёным, литераторам и общественным деятелям, независимо от страны их происхождения.
Премия вручается с 1901 года по пяти номинациям: по физике, химии, физиологии и медицине, по литературе, а также за достижения в области миротворчества. Торжественная церемония награждения премией проходит ежегодно в один и тот же день — 10 декабря. Лауреаты по первым пяти номинациям приезжают в Стокгольм для того, чтобы получить из рук шведского короля золотую медаль с силуэтом Альфреда Нобеля, диплом и денежную премию. Её точная сумма не называется, однако по существующим данным, это примерно 1 миллион долларов или 8 миллионов шведских крон. Сумма может меняться от года к году, а также в зависимости от того, сколько лауреатов делят премию по одной номинации.
После церемонии их ждёт пышный банкет в городской ратуше, куда приглашены, помимо лауреатов и членов их семей, королевские особы, премьер-министр и представители парламента и целый ряд высокопоставленных гостей из разных стран. Нобелевская премия мира вручается в оперном театре в Осло в тот же самый день.
Претендентов на получение Нобелевских премий отбирают и рассматривают несколько научных институтов.
За Королевской Шведской Академией наук закреплено право присуждать Нобелевские премии по физике и химии. Там же выбирают и лауреата премии по экономике памяти Альфреда Нобеля. Академия наук была учреждена в 1739 году как независимая организация, призванная развивать науку и способствовать практическому применению открытий. В настоящий момент в Академии наук — 450 шведских и 175 зарубежных членов.
Шведская Академия — отдельная организация, ответственная за отбор кандидатов на вручение Нобелевской премии по литературе. Основана в 1786 году, как правило, состоит из 18 членов, которые избираются пожизненно.
Нобелевский комитет при Каролинском институте ежегодно вручает Нобелевскую премию тем, кто сделал значительные открытия в области медицины и физиологии. Заявки претендентов на Нобелевскую премию по медицине изучают 50 профессоров Каролинского института, они же выбирают и лауреатов.

Норвежский Нобелевский Комитет отвечает за вручение премии мира — присуждается она тем, кто внёс существенный вклад в «укрепление братства между народами, разоружение армий и продвижение идей мира». Норвежский комитет основан в 1897 году, состоит из пяти членов, назначаемых Норвежским парламентом.

## Традиции, культура и искусство

### Шведская кухня
Шведская кухня, как и вся скандинавская кухня, отличается простотой. Она вобрала в себя традиции крестьянской еды (сыр, хлеб, колбасу), богата блюдами из рыбы, мясного фарша, дичи и известна своими десертами и выпечкой. Шведы высоко ценят дары местной природы: ягоды, грибы, специи, а также продукты питания местного производства (молоко, сыр, колбаса).
Типичные блюда шведской кухни:
Маринованная сельдь
Ни один праздничный стол в Швеции не обходится без маринованной сельди (sill). Традиция мариновать водящуюся в изобилии в Северном и Балтийском морях морях сельдь существует ещё со времён Средневековья. Маринады для сельди разнообразные: с горчицей, луком, чесноком, укропом, свёклой, карри. Сельдь чаще всего едят с отварным картофелем, сметаной, мелко нарезанным зелёным луком, с выдержанным твёрдым сыром, иногда с варёными яйцами, и, конечно, с хрустящими хлебцами.

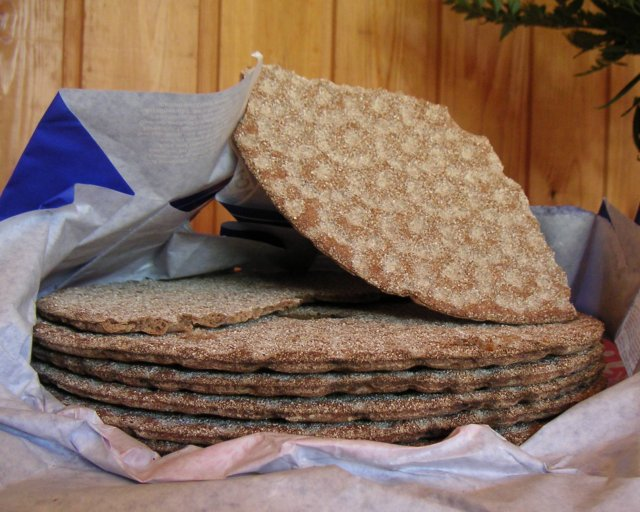
Хрустящие хлебцы
Неизменным ингредиентом любого обеда или ужина являются хлебцы (knäckebröd). Печь их в Швеции начали более 500 лет назад, и изначально хлебцы считались едой бедняков. При правильном хранении хрустящие хлебцы сохраняют свои вкусовые качества не менее года. Они бывают разные по форме, толщине, составу, консистенции и вкусу.
Бутерброд с креветками
Шведская традиция бутербродов зародилась в XV веке, когда толстые ломти хлеба использовались в качестве тарелок. Один из самых популярных — сэндвич с креветками (räksmörgås). Состоящая из смеси мелко рубленых варёных яиц, салата, помидоров и огурцов, эта закуска из морепродуктов часто увенчана икорным соусом (romsås) — сметаной, перемешанной с веточками укропа и икрой.
Вариация — бутербродный торт смёргасторте.
Гравлакс
Гравлакс (gravlax) — это усечённое gravad lax («закопанный лосось»): так называется старинный шведский метод консервирования рыбы в земле. Подают гравлакс с горчичным соусом и обычно с картофельным салатом, который отлично подходит к солёно-сладкой красной рыбе.
Гороховый суп и блинчики
В Швеции гороховый суп и блинчики (ärtsoppa och pannkakor) традиционно едят по четвергам. Существуют расхожие мнения об истоках гастрономического ритуала: по одной версии, католики (а до XVI века Швеция была католической страной) не едят мясо по пятницам, и поэтому наедались сытным гороховым супом по четвергам, по другой — гороховый суп был простым в приготовлении блюдом для прислуги, работавшей по полдня по четвергам.
«Искушение Янсона»
Картофельная запеканка с маринованными анчоусами и сливками — важная составляющая шведских застолий. Есть версия, что это блюдо названо в честь Пелле Янсона, шведского оперного певца и большого гурмана, жившего во второй половине девятнадцатого века. С другой стороны, мало кто слышал об этом рецепте до 1940-х, когда он впервые был опубликован. Другая версия связана с одноимённым фильмом 1928 года, который так понравился некой богатой жительнице Стокгольма, что она назвала в честь него своё блюдо для новогодней вечеринки. С той самой вечеринки рецепт запеканки разошёлся среди шведских домохозяек.
Шведские фрикадельки с брусничным соусом
Эти тефтели с классическим аккомпанементом из картофельного пюре и брусничного и коричневого соусов стали одним из самых известных шведских блюд во всём мире благодаря IKEA. Замоченные в молоке сухари или хлебные крошки — чрезвычайно важный компонент: они придают тефтелям особую нежную консистенцию.
Торт «Принцесса»
Торт «Принцесса» (prinsesstårta) состоит из нескольких слоёв бисквита, промазанных вареньем и ванильным кремом, покрытых взбитыми сливками, а сверху — тонким слоем сладкого зелёного марципана. Украшают торт алой сахарной розой. Дессерт дебютировал в 1920 году с лёгкой руки Йенни Окерстрём. Она была учительницей дочерей принца Карла Бернадотта, брата короля Густава V, — принцесс Маргареты, Марты и Астрид, которые так любили этот торт, что со временем он стал называться в их честь. Несмотря на то, что официальная неделя торта принцесс — третья неделя сентября, это популярное угощение широко используется для празднования особых событий. Сегодня его готовят в разных цветах — от классического зелёного до жёлтого на Пасху, красного — на Рождество, оранжевого — на Хэллоуин и белого — на свадьбу.
Булочки по календарю
Шведским сладостям отведены особые дни в календаре. День улитки с корицей (Kanelbullens dag) отмечается 4 октября. Каждый год только в этот день продаётся 7 000 000 булочек (население Швеции 10 млн человек). Булочки с шафраном — люссекатты — в День святой Люсии 13 декабря. Булочки семла, наполненные кремом и миндальной пастой (semlor), по традиции едят в «Жирный вторник» (fettisdagen) — за день до начала Великого поста. Свежеиспечёные вафли (våfflor) едят 25 марта, а сливочный бисквит, украшенный шоколадным или марципановым силуэтом короля Густава Адольфа (Gustav Adolfs-bakelse), принято есть 6 ноября в память о шведском монархе, который был убит в этот день в 1632 году в сражении при Лютцене.
Семь видов печенья

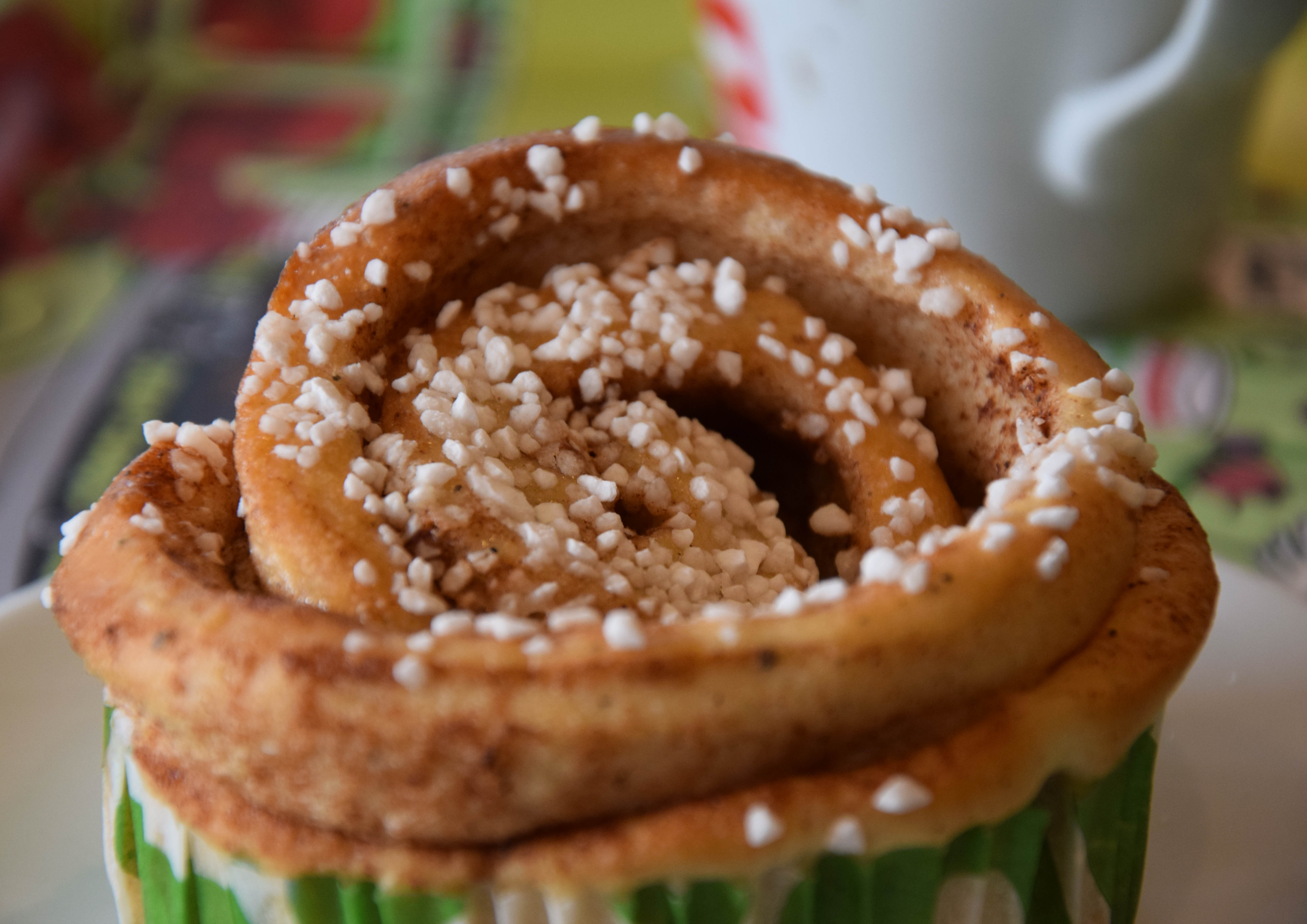
Улитка с корицей

К кофе в Швеции полагается подавать строго семь видов печенья, чтобы не прослыть скупым или нескромным.
Сладости по субботам
Среднестатистическая шведская семья, состоящая из двух взрослых и двух детей, съедает 1,2 кг конфет в неделю — большинство из них в субботу, официальный день сладостей. Традиция эта связана с давним медицинским экспериментом. В 1940—1950-х годах в психиатрической больнице города Лунда пациентов в рамках исследования кормили большим количеством конфет, чтобы намеренно вызвать кариес. Основываясь на результатах эксперимента, установившего прямую связь между поеданием сладкого и кариесом, национальный Медицинский совет рекомендовал шведам ограничить поедание конфет до одного раза в неделю. Этого неписаного правила многие семьи придерживаются и по сей день.

### Лагом— шведская жизненная философия
Лагом — шведская этика умеренности, проповедующая разумное отношение к жизни: когда всего не много и не мало, а ровно в самый раз. Рождение традиции лагома обычно относят к временам викингов: передавая по кругу чашу с напитком, нужно было глотнуть ровно столько, чтобы не обидеть других и чтобы самому насытиться и насладиться. Таким образом, из повседневной практики возникало определённое отношение к жизни и миру, позволявшее избегать чрезмерностей и распространившееся на все практические сферы деятельности. В каком-то смысле это нормативная установка, благодаря которой создаётся хрупкий баланс между индивидуализмом и коллективизмом.
Лагом стал модным мировым трендом в 2017 году, после статьи в журнале Vogue. В ней лагом подавался как практическая жизненная философия — экофрендли аристотелевская золотая середина для сознательных горожан XXI века, подразумевающая умеренность в потреблении, а также в дизайне.
Однако для шведов лагом — это не только индивидуальный выбор образа жизни, сколько своего рода способ балансировать между индивидуальным и коллективным. В сфере политики такой подход позволил создать то, что часто называют «капитализмом с человеческим лицом»: то есть с бесплатными и доступными социальными услугами и достаточно низким уровнем социального неравенства.

### Кинематограф
Шведская публика впервые познакомилась с кинематографом 28 июня 1896 года на промышленной выставке в Мальмё, где демонстрировались первые киносъёмки. Уже в 1897 году на выставке в Стокгольме показывали первые короткометражные съёмки шведского производства. В последующие годы благодаря разъездным показам кинокартин интерес в Швеции к кино вырос, и в начале XX века постепенно здесь начинают возникать постоянные кинотеатры. В 1907 году в Кристианстаде основан Svenska Biografteatern (Svenska Bio).
В эти годы активно работали режиссёры Виктор Шёстрём и Мауриц Стиллер, которым удалось добиться международного признания. Снимая преимущественно по мотивам шведской классической литературы, они раскрывали темы человека и природы, устоев шведского общества. Так, после известного фильма Шёстрёма «Ингеборг Хольм» (Ingeborg Holm, 1913), критикующего шведские законы о бедноте, последовала адаптация эпической поэмы Генрика Ибсена «Терье Виген» (Terje Vigen, 1917), а также романа Сельмы Лагерлёф «Возница» (Körkarlen, 1921). В это время Стиллер снимает «Деньги господина Арне» (Herr Arnes pengar, 1918), «Эротикон» (Erotikon, 1920), а также «Сагу о Йёсте Берлинге» (Gösta Berling’s Saga, 1924) — фильм, открывший зрителям Грету Гарбо. Позже Стиллер и Гарбо принимают приглашение Луиса Барта Майера поработать в Голливуде, учредив, таким образом, тренд, когда шведские режиссёры и актёры, как, например, Ингрид Бергман, Ингмар Бергман, Макс фон Сюдов, Бу Видерберг и актёрская династия Скарсгардов активно снимали и снимались в США.

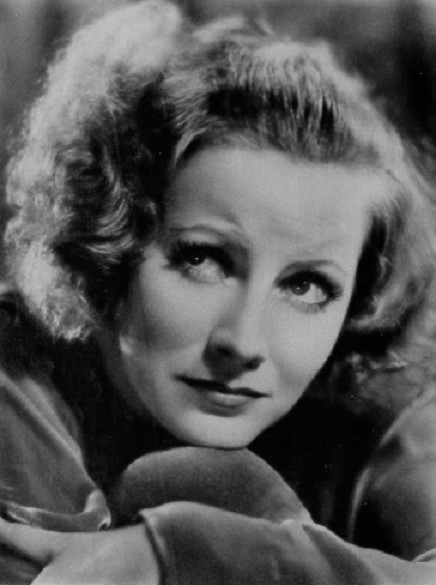
Грета Гарбо

В 1919 году все крупные кинокомпании Швеции слились в Svensk Filmindustri (SF), во главе которой встал Чарльз Фредрик Магнуссон.
Развитию шведского кинематографа не препятствовали тяготы Первой мировой войны, так как Швеция сохраняла в войне нейтралитет. Таким образом золотой век шведского немого кино продолжался до 1920-х годов, когда приход звукового кинематографа кардинально изменил обстоятельства.
Спад международного спроса на фильмы, понятные лишь нескольким миллионам человек, эмиграция таких звёзд как Гарбо и Стиллер, появление на шведских экранах голливудских кинолент, послужили причиной кризиса развития высокохудожественного кино в 1930-х. Те немногие яркие фильмы, снятые в тот период, как, например, «Интермеццо» (Intermezzo, 1936) Густава Муландера, где сыграли Ингрид Бергман и Йёста Экман, не спасали ситуации. Доходило до того, что работники киноиндустрии устраивали протесты, чтобы привлечь внимание к проблеме низких стандартов в шведском кино.
Ситуация выровнялась в годы Второй мировой войны, в которой Швеция также выступила нейтральной стороной. Жажда перемен в киносреде и проблемы с поставками импортных фильмов вдохнули в шведский кинематограф новую жизнь. А этот период появляются фильмы «Божественная игра» (Himlaspelet, 1942) и «Травля» (1944) Альфа Шёберга, «Преступление» (Ett brott, 1940) Андерса Хенриксона, «Деньги» (Pengar — en tragikomisk saga, 1946) Нильса Поппе и «Ночь в порту» (Natt i hamn, 1943) Хампе Фаустмана.
Среди других причин можно назвать литературное движение писателей 1940-х, отказавшихся от идеализированного изображения шведского общества и пасторальных ландшафтов — на фоне разочарования поствоенной ядерной эпохой их больше интересовали внутренние переживания человека, чем отстранённое наблюдение за социальными процессами. Также свою роль сыграло новое руководство SvenskFilmindustri. Возглавил структуру Карл Андерс Дюмлинг (Carl Anders Dymling), художественным директором стал Виктор Шёстрём (Victor Sjöström). Дюмлинг полагал, что к деятелям искусства нужно относиться с терпением, позволять им совершать ошибки и учиться на них.

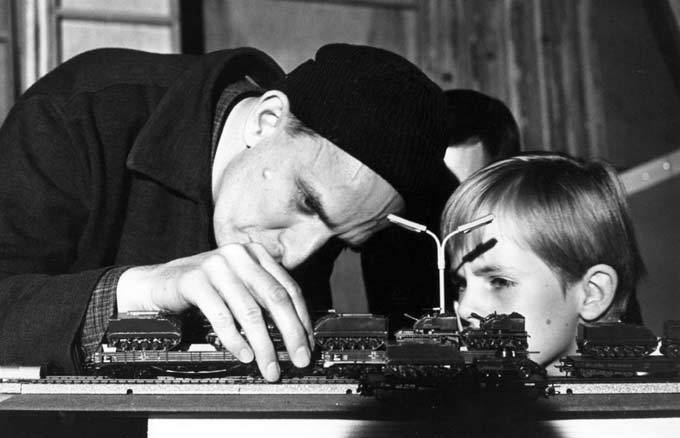
Ингмар Бергман на съёмках фильма «Молчание»

В таких условиях Ханс Экман создал свои лучшие фильмы, в том числе «Девушку и гиацинты» (Flicka och hyacinter; 1950), а Альф Шёберг картиной «Фрёкен Юлия» (1951) вновь принёс всемирную славу шведскому кино. Одновременно быстро шла вверх кинокарьера Ингмара Бергмана, комедия которого «Улыбки летней ночи» получила приз и всеобщее внимание на Каннском фестивале 1956 года. Впоследствии Бергман стал признанным классиком мирового кинематографа, а его фильмы «Седьмая печать», «Земляничная поляна» (1957), «Молчание» (1963), «Персона» (1966), «Шёпоты и крики» (1973), «Фанни и Александр» (1982) оказали значительное влияние на многих режиссёров. За свою долгую кинокарьеру Бергман 12 раз номинировался на кинопремию «Оскар» и трижды становился её лауреатом.
В конце 1950-х годов в шведском кино наступил кризис, что во многом было связано с появлением телевидения. Одновременно со снижением количества зрителей и закрытием кинотеатров у кинокомпаний возникло нежелание идти на художественные риски. Настало время раскрепощённых в сексуальном плане картин. Шведская обнажённая натура оказалась неплохо продаваемой, и в течение 1960-х годов шведский кинематограф был известен за границей прежде всего по таким фильмам, как «Ангелы… а они существуют?» (Änglar, finns dom?, 1961), «Дорогой Йон» (Käre John, 1964), «Я любопытна — жёлтый» (Jag är nyfiken — gul_ 1967) и «Язык любви» (Kärlekens språk, 1969). В это же время у публики пользовались спросом экранизации детских произведений Астрид Линдгрен, осуществлённые Улле Хельбумом.
Художественную составляющую шведского кино спасла кинореформа 1963 года, сутью которой являлась финансовая поддержка государством производства высокохудожественных фильмов. Значительная роль в этом процессе отводилась новосозданному Шведскому киноинституту. Подобный подход вскоре принёс свои результаты и позволил дебютировать в кино таким молодым режиссёрам, как Вильгот Шёман, Бу Видерберг, Май Сеттерлинг, Ян Труэлль, Чель Греде и Рой Андерссон.

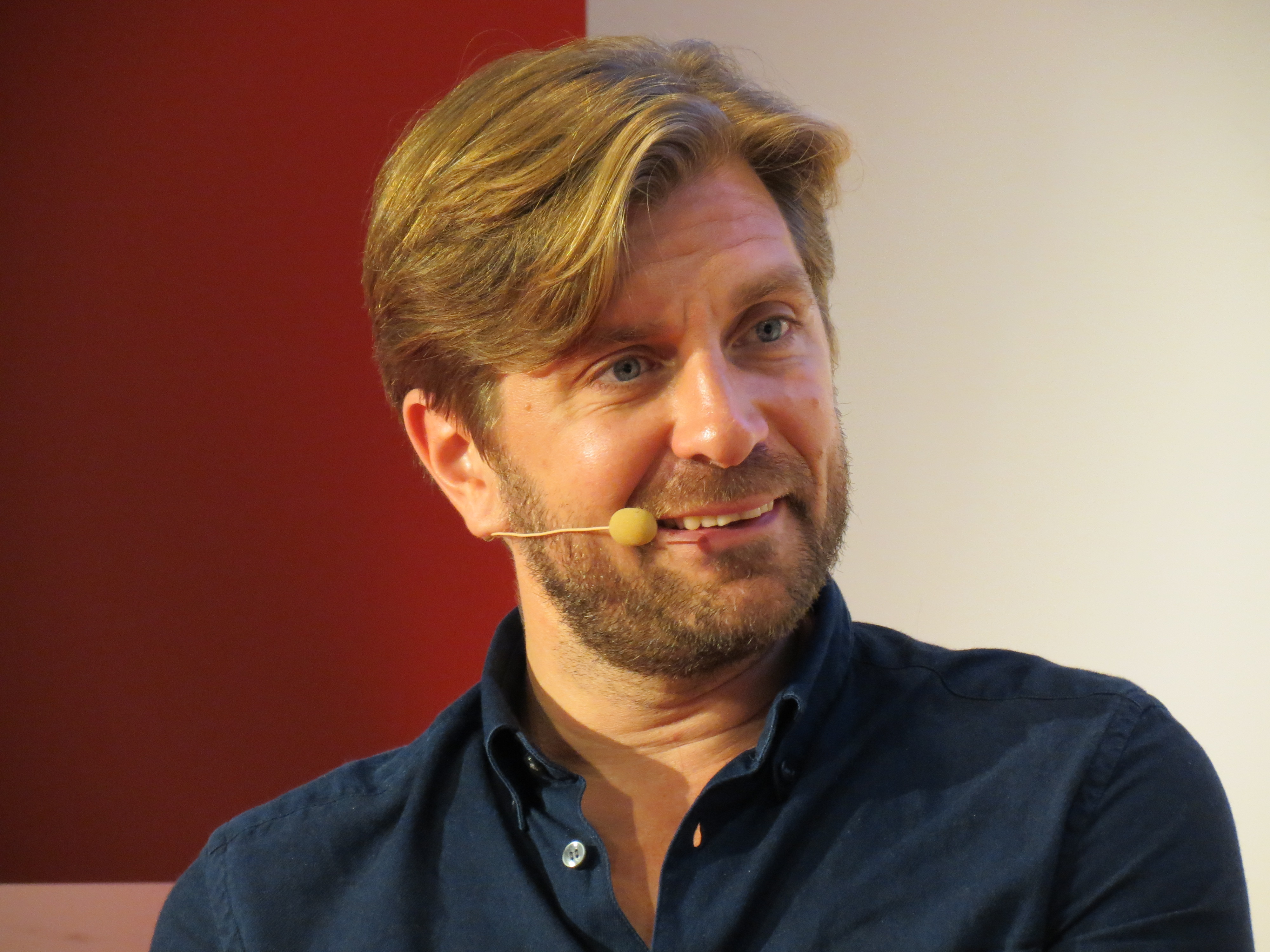
Рубен Эстлунд

Для 1970—1980-х годов характерна растущая экономическая и художественная нестабильность. С появлением кабельного и спутникового телевидения продолжается спад посещаемости кинотеатров. В это время выходят такие комедийные картины, как «Приключения Пикассо» (Picassos äventyr; 1978), «Лейф» (Leif; 1987), «Чартерный рейс» (Sällskapsresan, 1980) и «Моя собачья жизнь» (Mitt liv som hund, 1985). В Швеции появляются несколько женщин-режиссёров: Марианна Арне, Мари-Луиза Экман и Сюзанна Остен. В 1990-е годы создал себе имя Рикард Хуберт, снявший серию фильмов о семи смертных грехах («Glädjekällan», «Höst i paradiset», «Spring för livet» и др.). Тогда же начал свою кинокарьеру и Лукас Мудиссон, славу которому принесла лента «Покажи мне любовь» (Fucking Åmål, 1998).
Развитие кино в XXI веке тесно связано с именами Роя Андерссона («Песни со второго этажа», (Sånger från andra våningen, 2000), «Ты, живущий» (Du levande, 2007), «Голубь сидел на ветке, размышляя о бытии» (En duva satt på en gren och funderade på tillvaron, 2014), Лизы Олин («Симон и дубы» (Simon och ekarna, 2011), Лизы Лангсет («К чему-то прекрасному» (Till det som är vackert, 2009); Ханнеса Хольма («Вторая жизнь Уве» (En man som heter Uve, 2015); Хелены Бергстрём «Счастливого чёртова рождества» (En underbar jävla jul, 2015) и др. А Рубен Эстлунд — режиссёр фильмов «Добровольно-принудительно» (De ofrivilliga, 2008) и «Форс-мажор» (Tourist, 2014) — в 2017 году получил Золотую пальмовую ветвь за сатирическую драму «Квадрат» (The Square, 2017).

### Изобразительное искусство

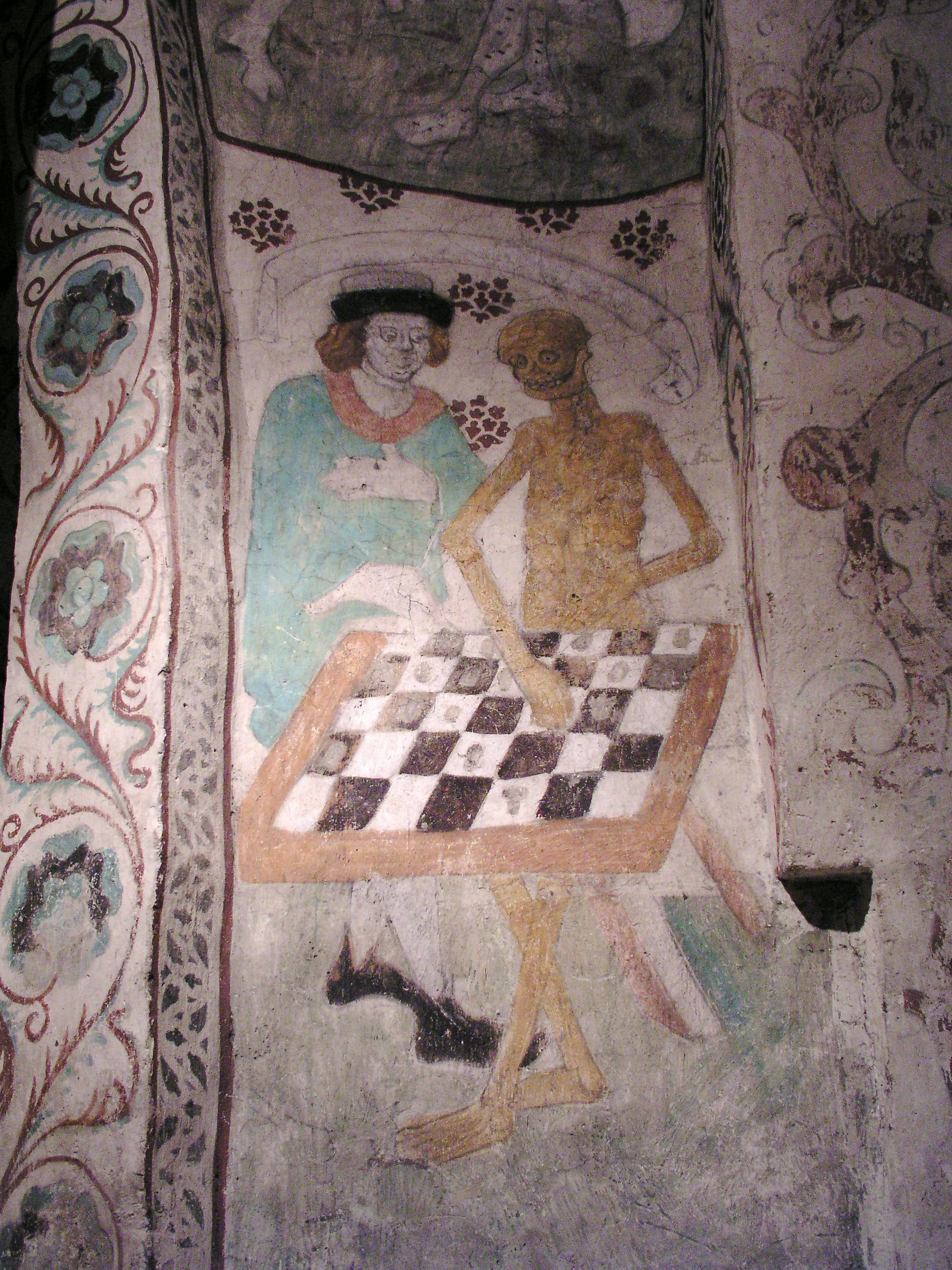
Фреска «Смерть, играющая в шахматы» в церкви Тёбю

Как и в других скандинавских странах, до середины XIX века изобразительное искусство Швеции сильно отставало от центральной Европы. В Швеции прошла творческая деятельность немецкого художника Альбертуса Пиктора. Его наиболее известная работа — фреска «Смерть, играющая в шахматы» (швед. Döden spelar schack) в церкви Тебю (швед. Täby kyrka), выполненная на неканонический сюжет.
С середины XIX века развивается шведская живопись, а к началу XX века она достигает расцвета. Наиболее узнаваемым шведским художником и иллюстратором является Карл Ларссон, выработавший неповторимый стиль. Импрессионизм представлен живописью Андерса Цорна, знаменитого своими изображениями обнажённой натуры, Бруно Лильефорса и пейзажами принца Евгения. Очень хорошо развит символизм, наиболее ярким представителем которого был Эуген Янсон, в начале своей творческой деятельности писавший характерные рассветные и закатные пейзажи в синих тонах. Ивар Аросениус изображал полутёмные интерьеры с человеческими фигурами. Одним из представителей шведского экспрессионизма был Альбин Амелин. В середине 1920-х годов под влиянием творчества К. С. Малевича и В. В. Кандинского появились первые работы шведского абстракционизма (В. Эггелинг, О. Г. Карлсунд, Й. Адриан-Нильсон). О шведском сюрреализме можно говорить, начиная с выступления так называемой Хальмстадской группы во главе с Эриком Ольсоном.

### Литература

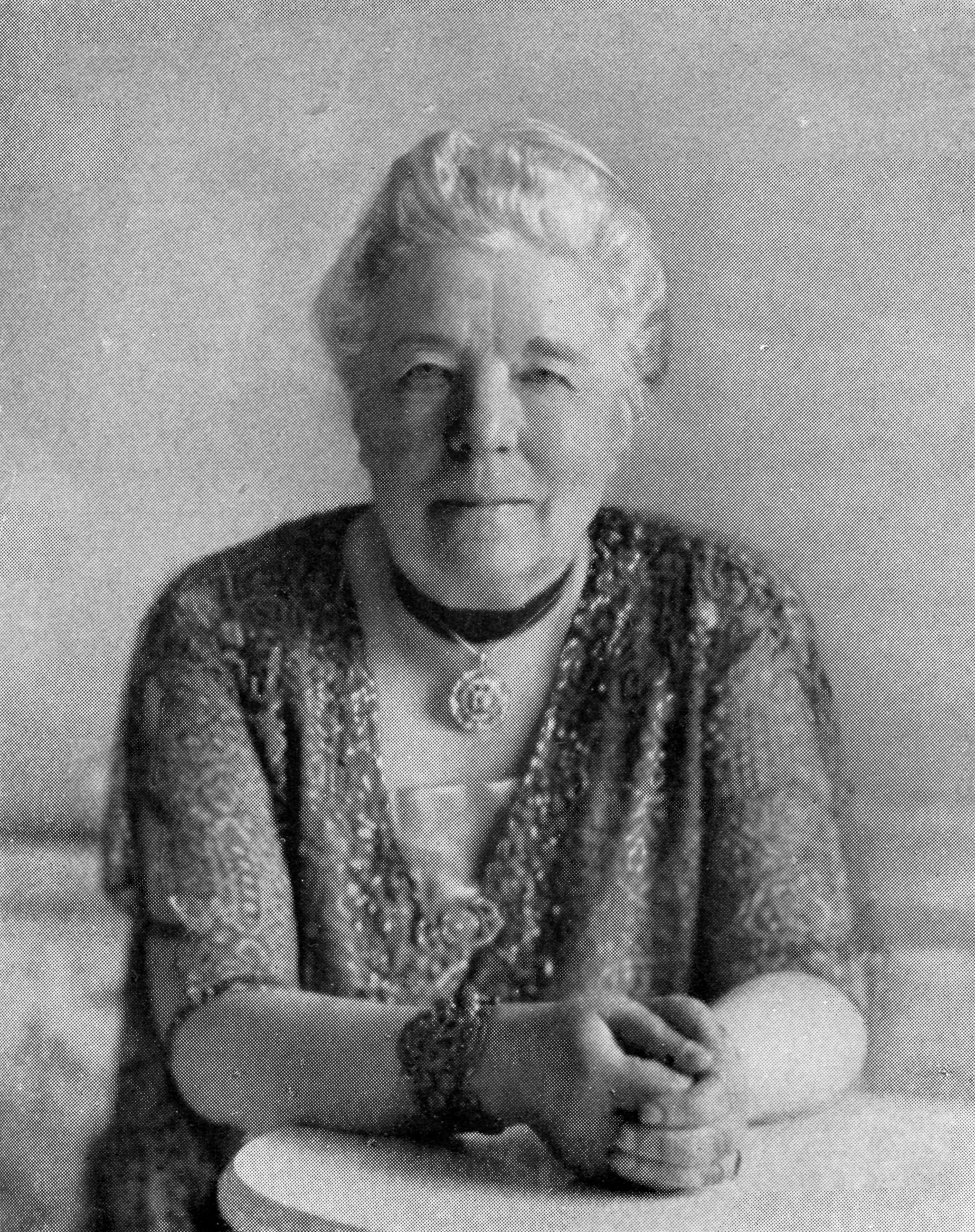
Сельма Лагерлёф

### Архитектура
За последние несколько веков история архитектуры Швеции заимствовала элементы других культур и, сочетав их с национальным колоритом, создала свою уникальную форму.
Шведская архитектурная культура в Средние века не отличалась помпезностью, доказательством этого являются сохранившиеся дворянские дома. Однако с 1600 года всё переменилось: с ростом амбиций Швеции на международной арене, возросли и архитектурные амбиции.

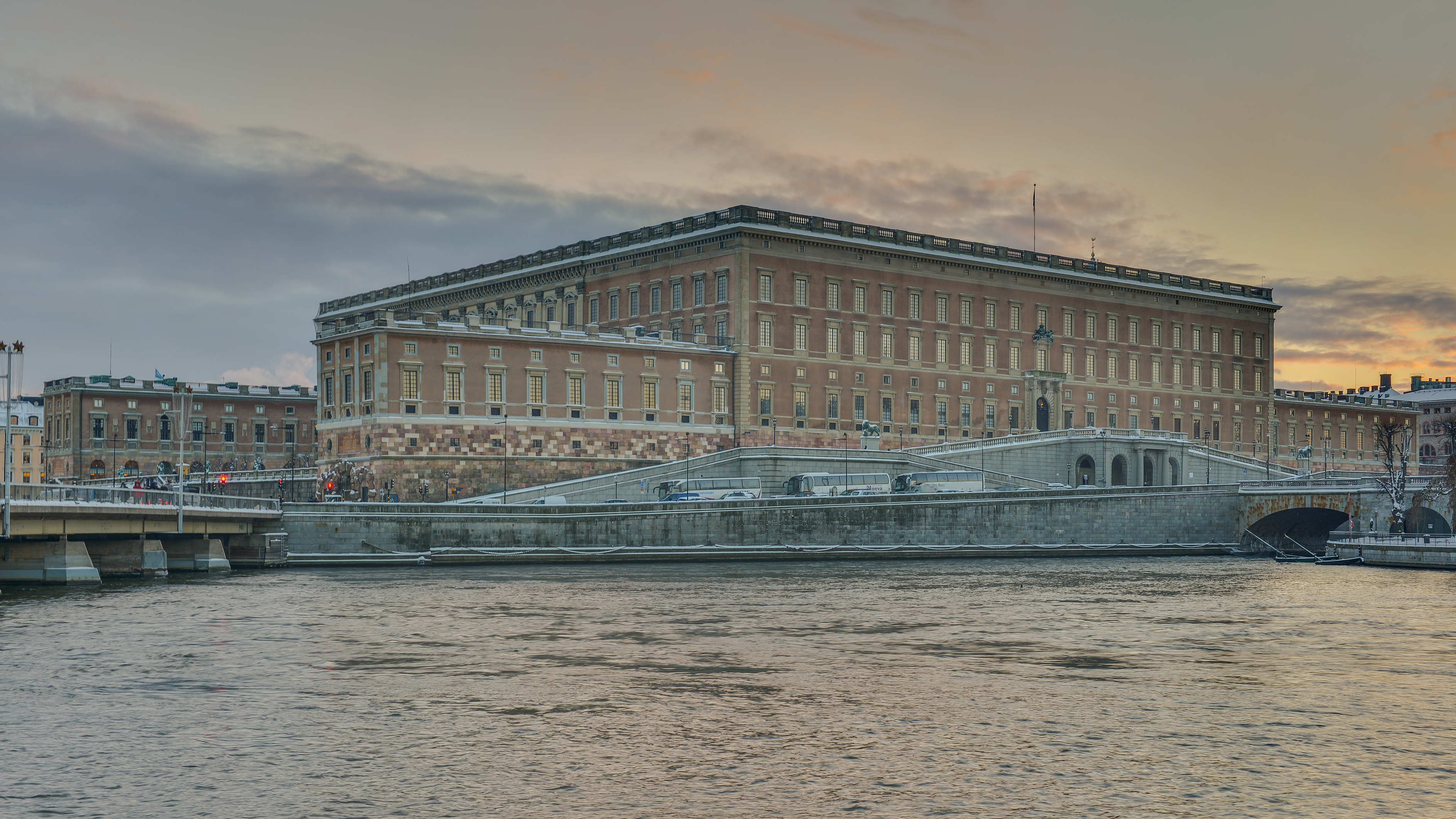
Королевский дворец в Стокгольме

Первые шаги, которые впоследствии и привели к созданию национального стиля Швеции, были сделаны архитекторами Жаном де Ля Вале (1620—1696), Никодемусом Тессином Старшим (1615—1681) и его сыном Никодемусом Тессином Младшим (1654—1728), которые находились на службе королей Карла XI и Карла XII. В этот период были построены Рыцарский дом в Стокгольме, дворец Оксенстьерна, дворец Дротнингхольм, здание Государственного банка, а также Королевский дворец в Стокгольме.
Во времена царствования Густава III (1771—1792) архитектор Жан Эрик Рен построил в Стокгольме Оперный театр (разобрали в 1892 году), архитектура которого ещё находилась под сильным французским влиянием тех лет.
В конце XVIII века начал пробиваться французский «ампир», зачинателем которого в Швеции был французский архитектор Жан Луи Депре (1743—1804). Депре составлял по заказу короля проекты гражданских зданий и ансамблей, из которых самым известным является проект роскошного дворца Хага, выполненного в античном духе. Это здание, начатое в 1788 году, так и не было завершено.
С 1820 года активизировалось строительство ряда общественных зданий в формах лаконичного, но монументального шведского ампира. К ним относятся здание Университетской библиотеки (1819—1826) в г. Упсала (архитектор — К. Ф. Сундваль, 1754—1831) и госпиталь стокгольмского гарнизона (архитектор — К. Г. Гьервель). Особенно строгой и спартанской является архитектура стокгольмских казарм, лишённая всякой орнаментики. Автор казарм арх. Фредерик Блом (1781—1853) проектировал церковь на острове Шеппсхольмен в Стокгольме, которая представляет собой миниатюрную копию Пантеона, а также загородный дворец Розендаль около Юргорден. В последнем прекрасно оформлены интерьеры, которые можно считать лучшим образцом стиля Карла Юхана, то есть шведского ампира.
В середине XIX в. в городах Швеции, как и во многих городах Европы, наступил период историзма, подражания историческим стилям всех стран и всех времён. В 20-х годах XX века многие крупные архитекторы снова вернулись к классическим формам античности, но этот неоклассицизм был фактически последним отзвуком историзма.
Сейчас к архитектурным «визитным карточкам» Швеции можно зачислить:

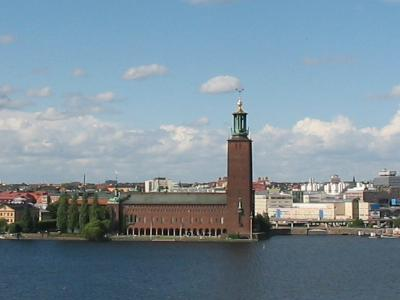
Стокгольмская ратуша

- Стокгольмская ратушаДеревянная церковь в северном городе Кируна (архитектор — Густав Викман, построена в 1912 году) по итогам национального голосования признана шведами самым любимым зданием всех времён. Из-за расширения соседних шахт по добыче железной руды в ближайшие годы церковь разберут, перенесут и отстроят заново на другом месте — как и всю Кируну.
- Ратуша Стокгольма, построенная в 1923 году Рагнаром Эстбергом — образчик шведского национального романтизма. 365 ступеней ведут на вершину 106-метровой колокольни, которую венчает шпиль с Тремя коронами — национальной эмблемой Швеции.
- Ericsson Globe — это крупнейшее в мире здание-сфера. Белоснежный глобус возвышается над окрестными кварталами Стокгольма, словно огромный шар для гольфа. Арена, спроектированная архитектором Сванте Бергом, была открыта в 1989 году. Её диаметр составляет 110 метров, а высота — 85 метров.
- Эресуннский мост (открыт в 1999 году) соединяет Швецию с Данией и всей остальной Европой. Проект, включающий в себя также туннель и искусственный остров, был разработан компанией COWI. Он стал самым длинным в мире вантовым мостом, совмещающим железнодорожное движение с автомобильным. В 2002 году ему была присуждена главная премия Международной ассоциации мостостроителей и инженеров-проектировщиков (IABSE).
- Единственный в мире небоскрёб, закрученный по спирали вокруг своей оси — «Вращающийся торс» (Turning Torso) в Мальмё (архитектор — Сантьяго Калатрава, открыт в 2005 году). 190-метровая башня — самое высокое в Скандинавии сооружение.

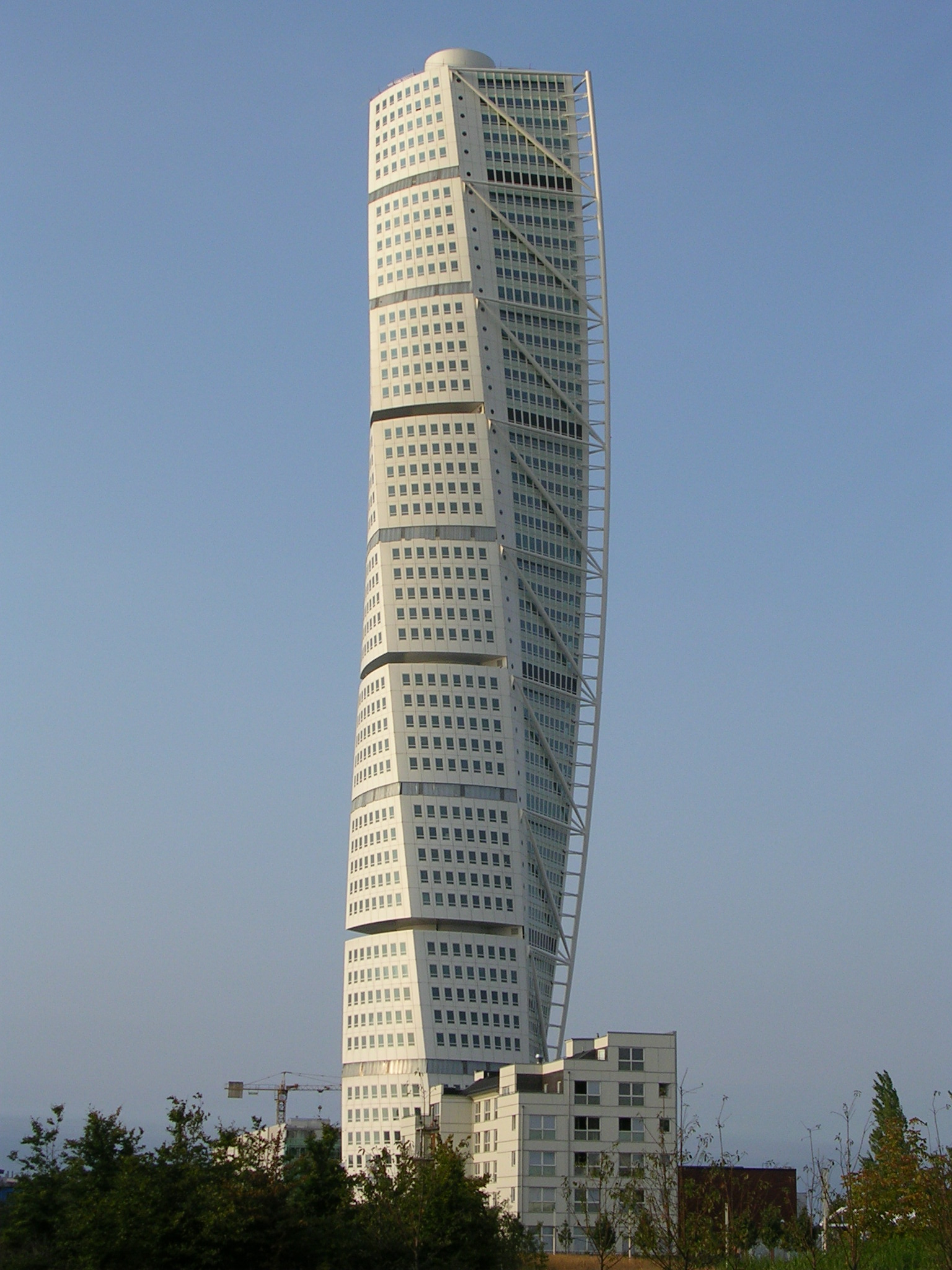
«Вращающийся торс» в Мальмё

- «Вращающийся торс» в МальмёЗдание ресторана Tusen на горнолыжном курорте Рамундбергет спроектировано в 2008 году архитектурным бюро Murman Arkitekter. В меню ресторана местные и саамские блюда. Дом в форме вежи — традиционного жилище саамов — расположенный на высоте 1000 метров над уровнем моря, идеально вписался в окружающий пейзаж — он построен из бруса берёзы, единственного дерева, способного прижиться в горном ландшафте[146].
- Отдельное здание для сверхточного электронного микроскопа, спроектировано архитектурным бюро Tham & Videgård на кампусе Университета Линчёпинга.
- Футуристический шоппинг-молл Emporia в Мальмё построенный архитектурным бюро Герта Вингорда в 2012 году отличает гигантская впадина, создающая эффект плавящегося здания[147].

Ещё одной отличительной чертой современного градостроительства в Швеции является стремление к рациональному использованию природных ресурсов и забота об окружающей среде. Таким образцовым проектом стало превращение бывшей промышленной зоны Хаммарбю в Стокгольме в образец экологической городской планировки. В заново отстроенном жилом районе — «умные» электросети, доступный и экологичный общественный транспорт, велосипедные дорожки и парковки, организация сбора и утилизации отходов.
Похожее преобразование промышленной зоны в жилой район произошло и в Мальмё. Сегодня район Вэстра хамнен — это район с нулевым выбросом углерода, где используется система аккумулирования тепловой энергии. Вода хранится в течение лета, затем закачивается с помощью энергии ветра для обогрева домов в холодное время года. Затем вода повторно используется для охлаждения зданий летом.

### Музыкальная индустрия
Согласно исследованиям Джоэля Вальдфогеля и Фернандо Феррейры из Уортонской школы бизнеса при Пенсильванском университете, Швеция в пересчёте на ВВП по экспорту поп-музыки занимает первое место в мире. За ней в рейтинге следуют Канада, Финляндия, Великобритания, Новая Зеландия и США (по данным за 1960—2007 годы).

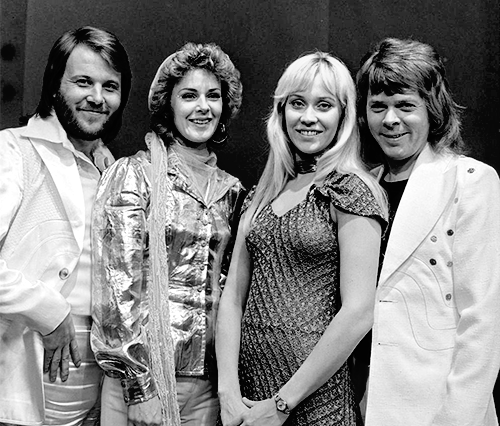
ABBA

Среди причин успеха шведской музыкальной индустрии называют популярность и доступность детских музыкальных школ, любительских хоров, использование цифровых технологий и даже поддержку правительства. К примеру, в 1997 году правительство Швеции учредило собственную премию Music Export Prize, присуждаемую достигшим особых успехов на мировом музыкальном рынке. Лауреатами прежних лет становились группа Swedish House Mafia, певица Робин, музыкальный продюсер Макс Мартин, участники групп ABBA, The Hives, The Cardigans и Roxette.

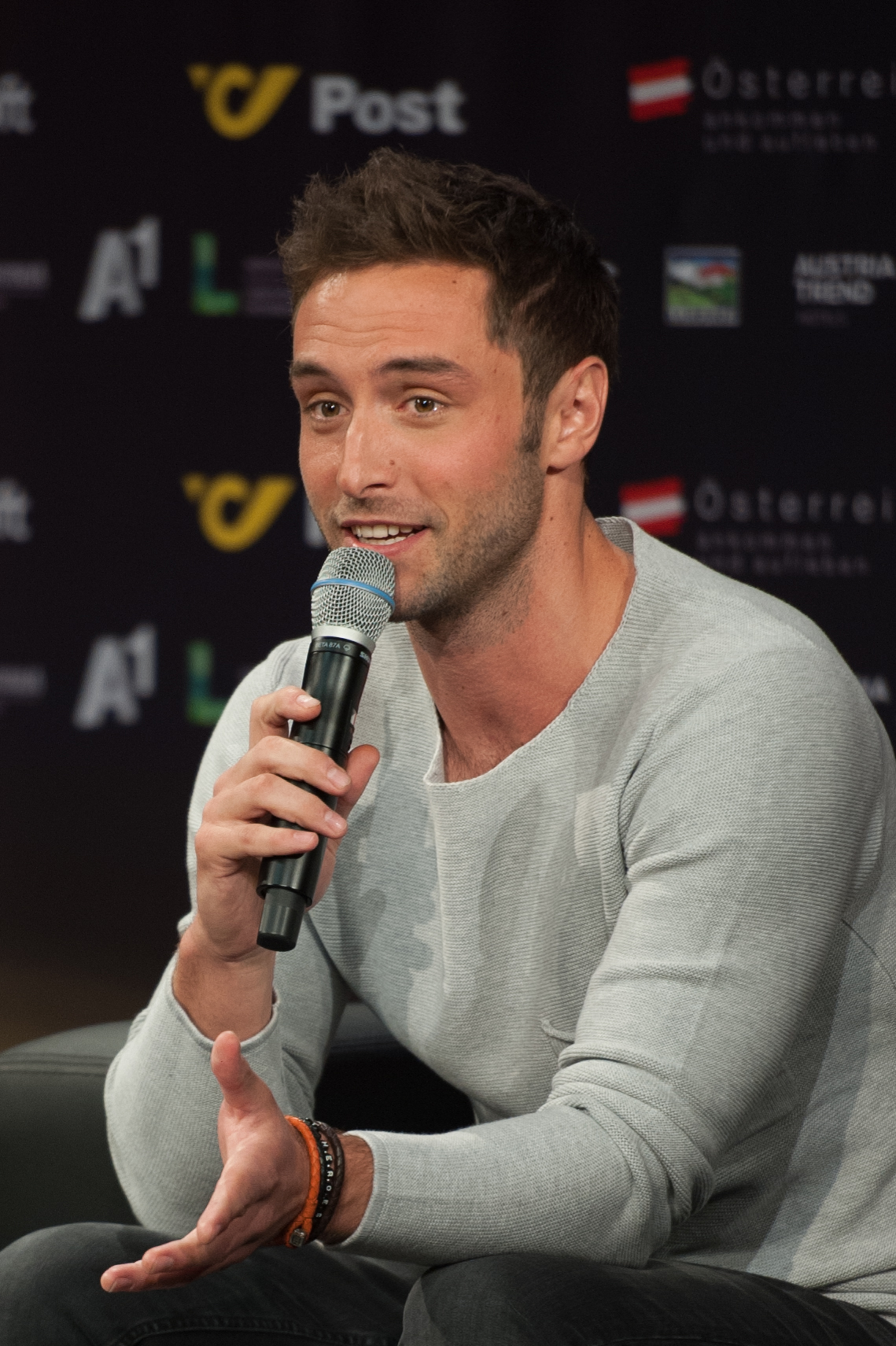
Монс Сельмерлёв — победитель Евровидения-2015

Шведы семь раз выигрывали на конкурсе Евровидение, и, таким образом, по победам в этом музыкальном конкурсе занимают первое место вместе с Ирландией.
Шведская музыка вошла в авангард мировой поп-культуры не только благодаря музыкантам и продюсерам, но и благодаря визуальному ряду. Шведские клипы умели и выразить пресловутый нордический характер, и научить мир, как музыкальные видео могут работать с телесностью или, например, с современным искусством. Шведские клипмейкеры также снимали для The Prodigy, Мадонны, Бейонсе, Леди Гаги, Coldplay и многих других.

### Мода и дизайн
Характерное для шведов сочетание высокого стиля и низких цен стало конкурентным преимуществом Стокгольма в сравнении с другими столицами моды. Среди популярные шведских брендов можно назвать Filippa K, Тiger of Sweden, Swedish Hasbeens, Gudrun Sjödén, Uniforms for the Dedicated, Nudie, Cheap Monday, Acne, Hope.
Свыше половины многомиллиардных оборотов индустрии моды в Швеции приходится на H&M — гиганта, владеющего 4 тысячами магазинами в 62 странах мира со 150 тысячами сотрудников. Для сравнения: во всей остальной индустрии в стране заняты немногим более 50 тысяч человек. Осуществляя свой основной принцип, что хорошая одежда должна и может быть доступной, H&M регулярно выпускает специальные коллекции с известными дизайнерами. В списке приглашённых знаменитостей, наряду со Стеллой МакКартни, Карлом Лагерфельдом и Донателлой Версаче, числятся и поп-звёзды: Мадонна, Кайли Миноуг, Бейонсе.
Так, в Швеции была запущена исследовательская программа Mistra Future Fashion. Её задачи: добиться значительных преобразований в области индустрии моды и изменить отношение самих потребителей к тому, что они носят, разработать новую коллекцию, наладить цепь поставщиков, сбыть готовый товар и переработать одежду б/у. Для выполнения каждой из этих задач команда Mistra Future Fashion выдаёт научные рекомендации по бережному отношению к природным ресурсам и защите экологии. С проектом сотрудничают H&M, Lindex, Eton и Nudie Jeans — крупнейшие двигатели шведской индустрии моды.

### Спорт
Олимпийский комитет Швеции создан и признан МОК в 1913. Первую золотую медаль спортсмены Швеции завоевали в 1900 (Париж) в соревнованиях по перетягиванию каната. В 1912 в Стокгольме состоялись V Олимпийские игры; в неофиц. командном зачёте первенствовала сборная команда Швеции (24 золотые, 24 серебряные, 17 бронзовых медалей). Сборная команда Швеции по футболу побеждала на Олимпийских играх в Лондоне (1948), была бронзовым призёром чемпионата Европы (1992). Традиционно проводится Открытый чемпионат Швеции по теннису в Бостаде (с 1948).
В Швеции спорт — обязательная часть досуга, около половины населения страны регулярно занимается спортом. Около 2 миллионов человек (20 % населения) состоят в спортивных клубах. Самые популярные виды спорта — хоккей с шайбой, хоккей с мячом и футбол. Также распространены гандбол (ручной мяч), лёгкая атлетика, лыжный спорт, теннис, гольф, конный спорт, спортивная гимнастика, различные виды единоборств. В свою очередь, трансляции футбольных, хоккейных, гандбольных матчей, а также соревнований по гольфу и автогонок собирают самую большую аудиторию у телеэкранов.

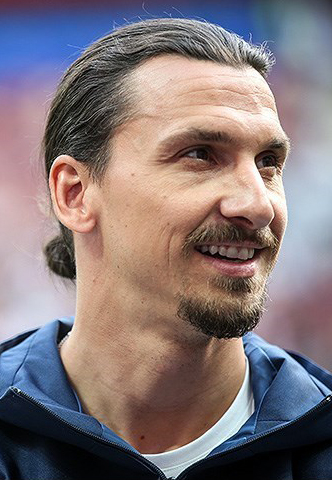
Златан Ибрагимович

Среди развлекательных видов спорта популярны brännboll (игра с мячом), петанк, кубб, а также лыжи, плавание, ходьба, езда на велосипеде, танцы и др.
В 2018 году Швеция стала третьей страной в мире по спортивным достижениям на душу населения. За всю историю Олимпийских игр шведские спортсмены завоевали 648,5 медалей: 484,5 (одну медаль разделили с Данией) — на летних и 164 на зимних Олимпиадах.
Самые выдающиеся шведские спортсмены XX века: семикратная чемпионка мира по плаванию и трёхкратная олимпийская медалистка Сара Шёстрём, футболисты Златан Ибрагимович и Гуннар Нурдаль, теннисисты Стефан Эдбер, Матс Виландер, Бьорн Борг, горнолыжники Аня Персон, Ингемар Стенмарк, Шарлотт Калла, Пернилла Виберг, хоккеисты Петер Форсберг, Никлас Лидстрём, гольфистка Анника Сёренстам, прыгуны в высоту Патрик Шёберг, Кайса Бергквист, кёрлингистка Анетте Нурберг и другие.

### Праздники
День Святого Кнута
День Кнута отмечается 13 января. Этот день обозначает конец рождественских торжеств и школьных каникул. В День Кнута убирают из дома ёлку.
День всех сердец — 14 февраля
День святого Валентина, названный в честь римского мученика, в Швеции именуют Днём всех сердец (Alla hjärtans dag).
Со времён Средневековья он отмечался 14 февраля в Англии, Шотландии и Франции. В XIX веке обычай распространился в США: там в этот день обменивались открытками в форме сердца и дорогими подарками. В 1980-х праздник начали отмечать в Швеции, в основном, среди детей и подростков. В день Святого Валентина тут продаётся множество роз, желейных сердечек, сладостей, украшений и игрушек.
Пасха
В Швеции Пасха преимущественно светский праздник. По статистике шведы не часто бывают в церкви. И даже если на Пасху число прихожан на службах немного увеличивается, большинство всё же празднует дома или выезжает загород с семьёй и родственниками.
Традиционный пасхальный обед обычно состоит из маринованной сельди разных сортов, копчёного лосося и «Искушения Янсона» — запеканки из картофеля с луком, маринованными анчоусами и сливками. На ужин, как правило, едят жареную баранину с картофельным гратеном и спаржей. Дом украшают берёзовыми ветками с цветными перьями.
Также на Пасху дети наряжаются пасхальными ведьмами: надевают длинные юбки, старомодные кофты, передники, разноцветные платки, красят щёки красным и рисуют веснушки. Они ходят по домам и дарят соседям самодельные пасхальные открытки. Взамен получают конфеты. Детям также вручают бутафорские пасхальные яйца, наполненные сладостями.
Вальпургиева ночь — 30 апреля

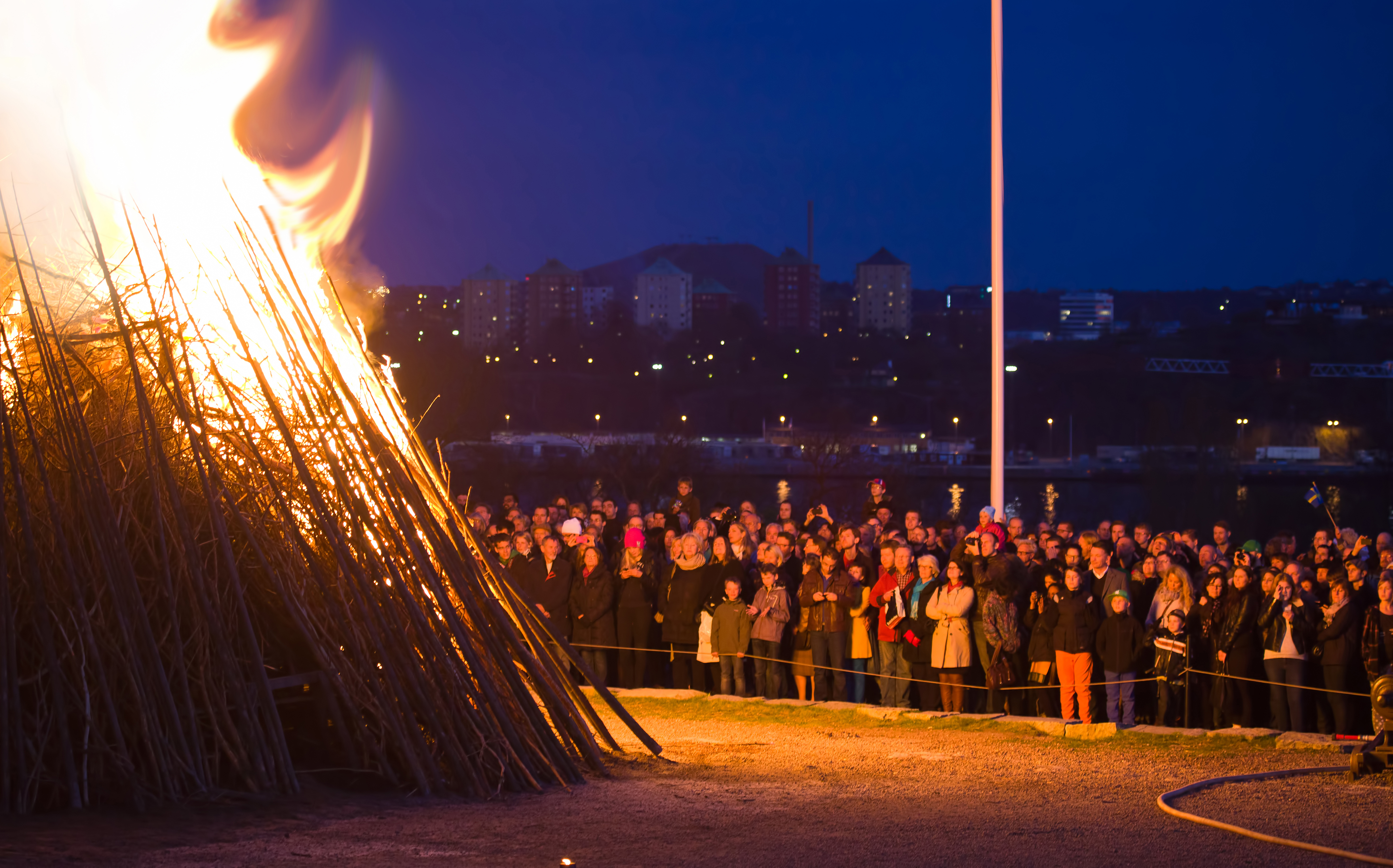
Традиционный костёр в Вальпургиеву ночь

Празднование Вальпургиевой ночи знаменует окончательное наступление весны. По всей Швеции вечером 30 апреля люди тысячами собираются, разжигают большие костры и радуются весенним песням в исполнении хоров (чаще всего мужских).
Традиция зажигать костры (majbrasor, kasar) датируется началом XVIII века. Кострами дело не ограничивалось: крестьяне палили из ружей, звенели колокольчиками, визжали и кричали. В некоторых районах Швеции в Вальпургиеву ночь парни и девушки ходили по домам, распевая праздничные песни — таких гостей полагалось угощать.
Международный день солидарности трудящихся — 1 мая
Первое мая — государственный праздник в Швеции с 1939 года. В этот день в стране проходят разнообразные демонстрации, хотя для многих — это просто ещё один выходной.
Национальный день Швеции — 6 июня

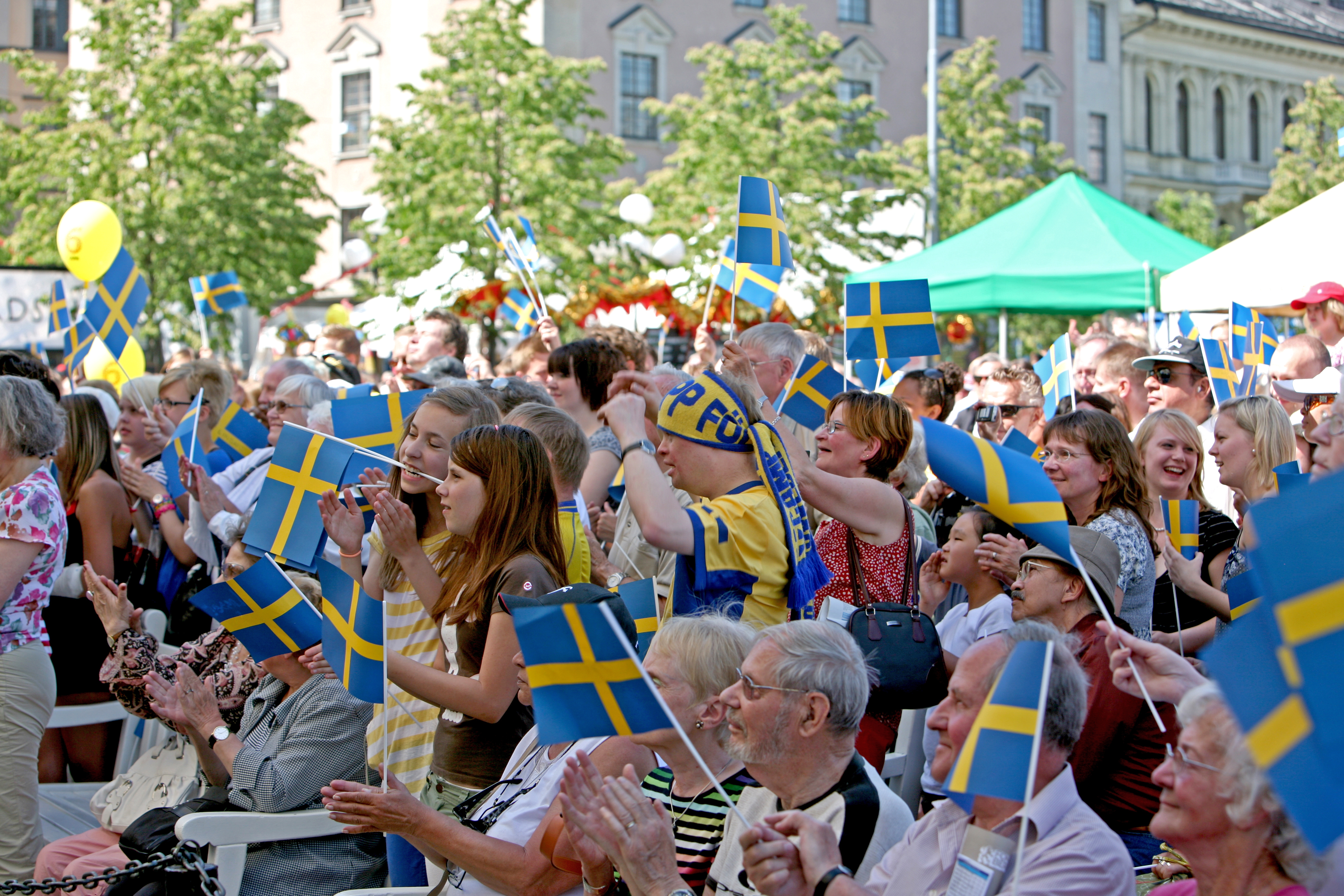
Национальный день Швеции

С 1983 года Швеция официально отмечает национальный праздник 6 июня. В этот день в 1523 году на престол вступил король Густав Васа, а в 1809 году была принята новая конституция. Изначально идея отмечать 6 июня принадлежала Артуру Хазелиусу, этнографу, основателю стокгольмского музея под открытым небом Скансен. По его инициативе Национальный день 6 июня праздновали в Скансене с 1890-х годов. Однако на Всемирной выставке 1893 года в Чикаго Швеция представила в качестве национального праздника день летнего солнцестояния Мидсоммар — отсюда возникло предложение официально утвердить именно эту дату. Хазелиус, при этом, продолжил празднования в Скансене 6 июня. Таким образом, в Швеции оказалось сразу два национальных дня. В 1916 году вариант Хазелиуса был одобрен официально: 6 июня стало Днём шведского флага. Выходным этот день стал лишь в 2004 году.
В этот день в Скансене проходит торжественная церемония с участием королевской четы. Поднимается сине-жёлтый национальный флаг, и дети в национальных костюмах дарят королю и королеве букеты цветов. По всей стране проходят церемонии, на которых новых граждан Швеции поздравляют с получением шведского паспорта.
Праздник летнего солнцестояния

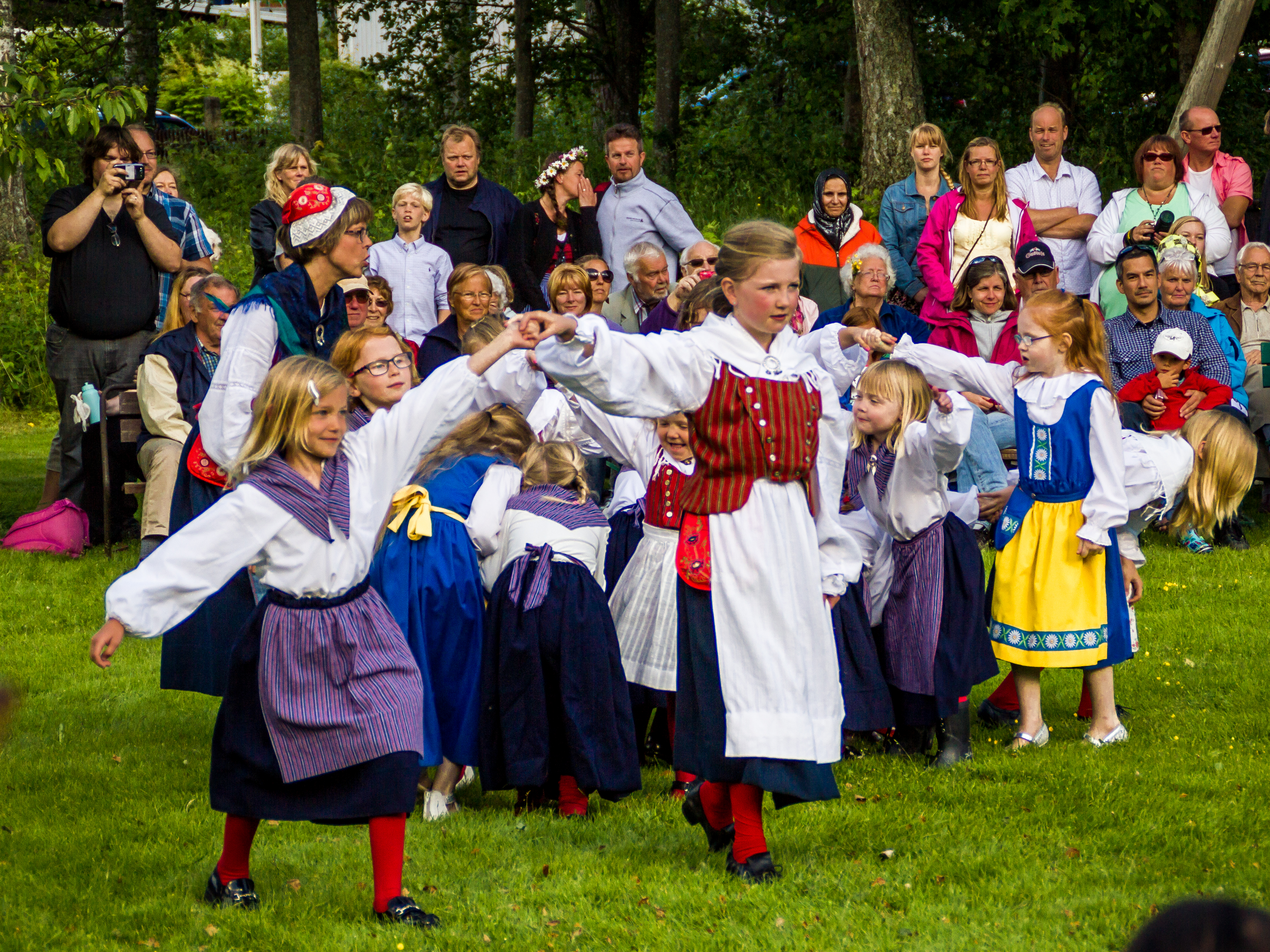
Мидсоммар

Мидсоммар (швед. Midsommar), праздник середины лета изначально отмечался 24 июня в честь Иоанна Крестителя. В 1953 году его перенесли на ближайшую субботу.
Мидсоммар, или праздник летнего солнцестояния приходится на конец июня и празднуется в ближайшую ко дню летнего солнцестояния субботу. К этому времени солнечные лучи уже достигают самых северных уголков страны, и за Полярным кругом солнце уже не заходит. Празднование начинается накануне вечером с гадания девушек «на суженого»: считается, что если нарвать цветов семи разных видов и положить себе под подушку, то ночью приснится суженый. Оставшимися цветами украшают «майское дерево», из них плетут венки — и для людей, и для домов. Водружение «майского дерева» — сигнал к началу традиционных хороводов под скрипку, аккордеон и гитару.
В меню праздничного обеда — неизменно разные виды маринованной сельди, отварной молодой картофель со свежим укропом, сметаной и луком. После этого подают горячее, приготовленное на гриле, например, рёбрышки или лосось. Традиционный десерт — молодая клубника со взбитыми сливками.
День раков — вторая среда августа
В Швеции раков едят с XVI века. За несколько веков этот деликатес прошёл путь со стола аристократии до повсеместного признания. Однако шведским речным ракам не раз грозили инфекции — и тогда популяция резко уменьшалась. Чтобы сохранить этих членистоногих, в начале XX века на их ловлю были введены ограничения. Сезон ловли раков, сокращённый тогда до пары месяцев, начинался именно в августе. Это и послужило основой для праздника.
Во вторую среду августа шведы семьями собираются на террасах, чтобы отведать варёных раков во время проведения праздника раков (kräftskiva). Украшение праздничного вечера — цветные бумажные фонарики, пёстрые бутафорские колпаки на головах, нагрудники.
День квашеной салаки — третий четверг августа
В северной половине Швеции раки не ловятся, вместо дня раков там празднуют день сюрстрёмминга — квашеной салаки, в честь которой также устраивают празднество, начиная с третьего четверга августа. Сюрстрёмминг обычно заворачивают в туннбрёд (тонкие хлебные лепёшки) вместе с мандельпотатисом (мелким картофелем) и рубленым луком.
День всех святых — начало ноября
Этот поминальный праздник шведы отмечают в субботу между 31 октября и 6 ноября, посещая кладбища и оставляя на могилах своих близких венки, цветы, зажжённые свечи.
Эта традиция уходит своими корнями в Средневековье. В 731 году церковь провозгласила 1 ноября днём поминовения усопших святых. А в XI веке 2 ноября стало днём поминовения всех усопших, независимо от статуса, — назывался он днём всех душ. Веками в этот день звучали заупокойные молитвы и звонил колокол, но обычай был забыт после Реформации. В 1772 году День всех святых был перенесён на первое воскресенье ноября, а в 1953 году — на субботу, попадавшую между 31 октября и 6 ноября.
Хэллоуин — 31 октября
День всех святых в американском варианте праздника добрался до Швеции в 1990-х. Празднуют его главным образом дети и подростки. Они наряжаются ведьмами и призраками, зажигают фонари и блуждают по улицам, пугая соседей и поздних прохожих. Многие бары и рестораны украшают залы жутковатыми декорациями и устраивают праздничные вечеринки.
День Святого Мартина (Мортен-гусь) — 11 ноября

Традиция отмечать день святого Мартина уходит своими корнями в средневековье. По легенде, когда святой Мартин из Тура пытался избежать посвящения в епископы, он спрятался в гусятнике — но гуси выдали его криком. После этого он выбрал изображение гуся в качестве своего герба.
День святого Мартина отмечают в ноябре, когда традиционно резали гусей. Обычай есть гуся пришёл в Швецию из Франции. Сначала эту традицию соблюдали ремесленники и состоятельные горожане. Далеко не все крестьянские семьи могли себе позволить гуся, поэтому многие ели утку или курицу.
Сегодня гуся едят преимущественно в южной провинции Сконе и в университетских городах, хотя раньше этот обычай существовал и в Стокгольме и его окрестностях. Некоторые семьи по-прежнему готовят праздничный обед сами, но большинство отправляется в ресторан.
Обед начинается с тарелки густого кисло-сладкого чёрного супа (svartsoppa) — из крови и бульона, приправленного фруктовым пюре, крепкой настойкой и специями. Подают его с потрохами, колбасой из гусиной печени, тушёным черносливом и картофелем. Тушку гуся фаршируют яблоками и черносливом и медленно запекают в духовке. На десерт обычно подают яблочную шарлотку.
День святой Люсии — 13 декабря

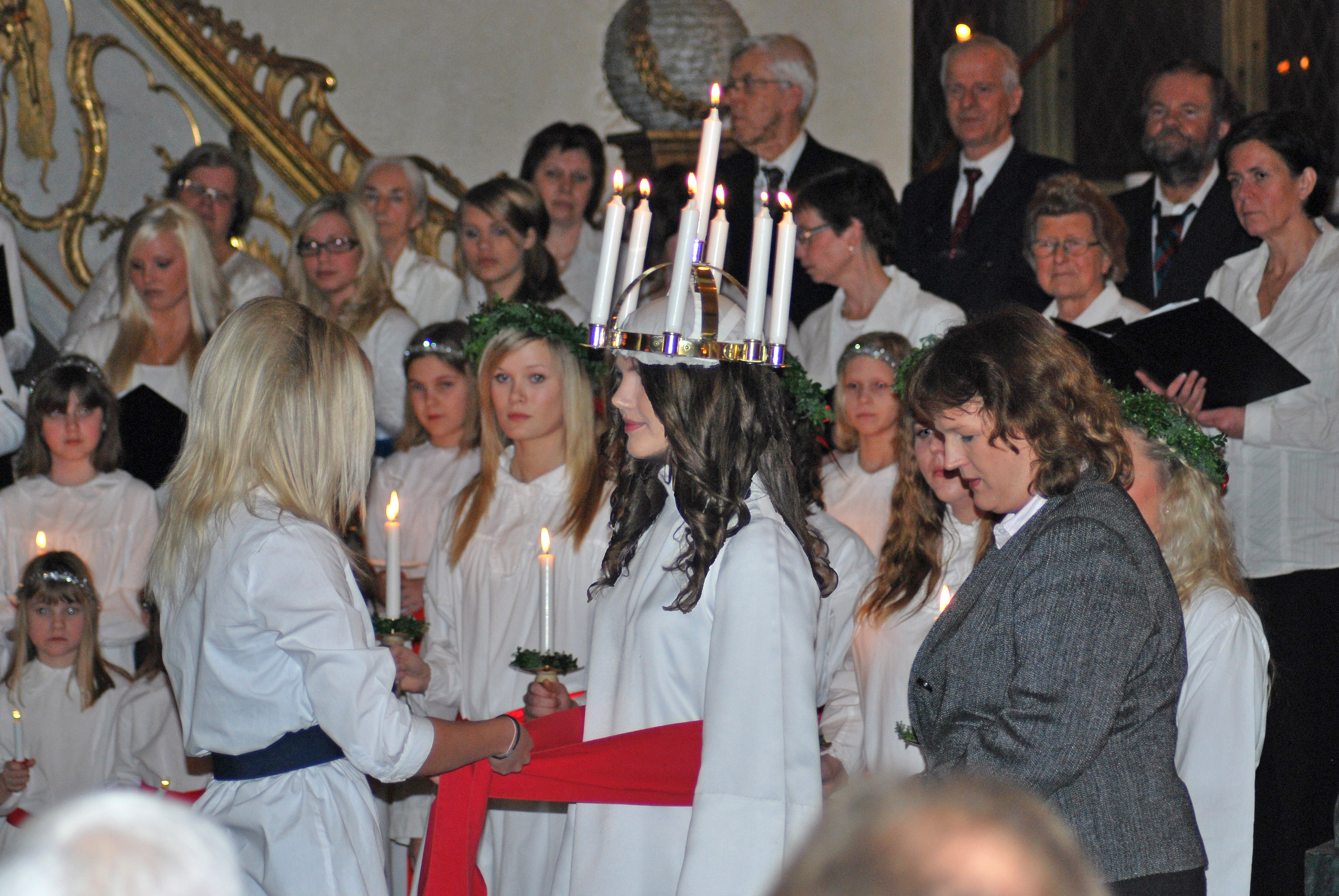
День святой Люсии

Традицию этого праздника можно отнести как к Святой Лучии из Сиракуз, мученице, умершей в 304 году, так и к шведской легенде о Люсии, первой жене Адама. Легенда гласит, что последняя состояла в связи с дьяволом и что её дети стали невидимками в подземном царстве. Таким образом, имя может ассоциироваться как со словом lux (лат. свет) так и с именем дьявола (Люцифер), и его истинное происхождение сложно определить. Обычай, которому шведы следуют сегодня, — это результат переплетения разных традиций.
В этот день традиционно, дети готовят родителям завтрак (домашнее печенье и горячий шоколад) и, облачившись в наряды (девочки — в белые платья, а мальчики — в костюм звездочёта), поздравляют старших. В «Люсию» исполняются специальные песни, гимны, псалмы. Также принято, что в этот день школьники утром навещают учителей. Традиционная еда — сладкие булочки с шафраном (шв. lussekatter). Они похожи на свернувшихся клубком котят с глазами из изюма. Едят эти булочки с глёгом или кофе.
С 1920-х годов, когда в Стокгольме был впервые проведён конкурс на самую красивую Люсию города, установилась соответствующая традиция, и теперь Люсию ежегодно избирают не только в каждом городе или посёлке, но и в каждой школе.
Сочельник и Рождество — 24—25 декабря
Празднованию одного из самых главных шведские праздников Рождества предшествует длительная и тщательная подготовка. С начала декабря улицы и дома украшают электрическими гирляндами и светильниками. За несколько дней до Сочельника шведы бросаются на поиски идеальной ёлки. Ёлки наряжают, согласно семейным традициям, флагами, мишурой или цветными шарами. Дома — гобеленами с изображением шведского варианта Деда Мороза Юльтомтэна, зимних пейзажей, скатертями с рождественскими рисунками, подсвечниками и фигурками.

В три часа дня 24 декабря все жители Швеции усаживаются перед телевизорами и смотрят диснеевские мультики, одни и те же год за годом, начиная с 1960-х годов.

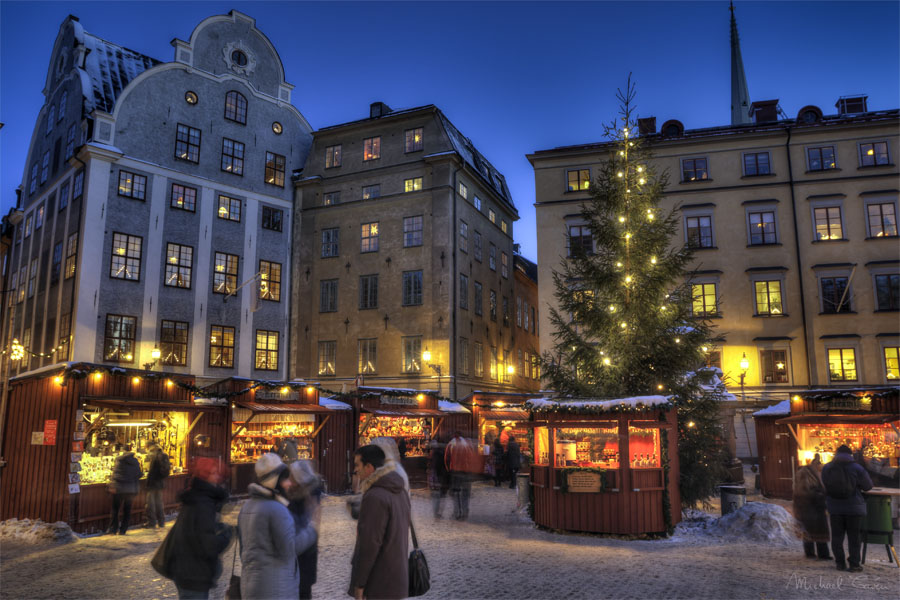
Рождественский рынок в Старом городе Стокгольма

Традиционные блюда: рождественский окорок (его сначала отваривают, затем покрывают глазурью из яйца, сухарей и горчицы), свиная колбаса, смесь из яиц и анчоусов (gubbröra), салат из сельди, маринованная сельдь, домашний печёночный паштет, ржаной хлеб с пивным суслом (vörtbröd), картофель и особое рыбное блюдо лютефиск (lutfisk). Для приготовления лютефиска рыбу замачивают в щелочном растворе, а затем вымачивают в воде. Традиционным рождественским напитком в Швеции является юлмуст.
После застолья принято открывать подарки.
Классическим описанием шведского Рождества считается удостоенный Оскара фильм Ингмара Бергмана «Фанни и Александр», действие которого происходит в начале XX века: это время, полное изобилия и вкусной еды, счастья и веселья.
Новый год
Если Рождество шведы отмечают в кругу семьи, Новый год они предпочитают встречать с друзьями — часто на улице, наблюдая за фейерверком с бокалом шампанского в руках.
За несколько минут до Нового года в прямом эфире из музея под открытым небом Скансен известная шведская актриса или актёр читает новогоднее стихотворение Альфреда Теннисона «Новогодний колокол» («Ring Out, Wild Bells»). Затем уходящий год провожают под звон колоколов. Этой традиции уже более ста лет.

## Телекоммуникации
Оператором почтовой связи до 1994 года являлась Postverket, в 1994—2008 годах — Posten AB, с 2008 года — PostNord Sverige; оператором телефонной связи, проводного (кабельного) телевидения и сети «Интернет» — Televerket, до 1946 года — Kungliga Telegrafverket; в крупных городах существуют сети, принадлежащие частным компаниям.

## Средства массовой информации и свобода слова
2 декабря 1766 года в Швеции была отменена цензура и принят первый в мире закон, гарантирующий свободу слова. Впоследствии его основные положения вошли в Конституцию страны.
Шведская пресса в XVIII—XIX веках развивалась как пресса политических партий. Многопартийный газетный рынок достиг своего количественного пика в 1920-х, после чего популярность газет политических партий начала постепенно снижаться. В 1950-х — начале 1960-х шведские экономисты и вовсе заговорили о периоде «смерти газет». Тогда — для того, чтобы поддерживать высокий уровень партийного плюрализма и сохранить наличие конкурирующих СМИ, независимых от политических партий — в 1965 году шведское государство создало систему финансовой поддержки газет.
Во многом благодаря системным усилиям государства, шведской прессе удалось сохранить популярность. По данным ЮНЕСКО, в середине 2000-х страна входила в число мировых лидеров по чтению газет: на 1000 шведов приходилось около 400 экземпляров газет. И несмотря на снижение этого показателя (в 2014 году число газет на 1000 человек сократилось до чуть более 200), он остаётся весьма высоким в сравнении с другими странами.
Информационное агентство — Шведское телеграфное бюро TT (Tidningarnas Telegrambyrå, TT Nyhetsbyrån) — акционерное общество шведских газет. Государственная газета — «Пост- о Инрикес Тиднингар» (Post- och Inrikes Tidningar). Она выходит с 1645 года (с 2007 года лишь в интернете), что делает её самой древней газетой из издающихся в наше время. Кроме того, время от времени издаётся Собрание шведских административных постановлений (Svensk författningssamling). Издаются и распространяются также ряд частных газет: например, «Афтонбладет» (Aftonbladet), «Дагенс Нюхетер» (Dagens Nyheter), «Экспрессен» (Expressen), «Свенска Дагбладет» (Svenska Dagbladet) и др.
Телевизионные передачи ведутся акционерным обществом «Телевидение Швеции» и рядом частных телекомпаний, радиовещание — акционерным обществом «Радио Швеции» и рядом частных радиокомпаний. Акционерные общество «Телевидение Швеции» и «Радио Швеции» принадлежат Управляющему учреждению Радио и телевидения Швеции, до 1993 года являвшееся акционерным обществом на 60 % принадлежавшее массовым организациям, на 20 % — частным компаниям, на 20 % — частным издательствам, а до 1979 года оно само осуществляло теле- и радиовещание.
Активно развиваются стриминговые сервисы.

## Астрономия
- В честь Швеции назван астероид (329) Свея, открытый в 1892 году и названный в честь древнескандинавского названия Швеции Svea.